# Unione (guerra civile americana)
(Abraham Lincoln, Discorso inaugurale, 4 marzo 1861.)
L'Unione (in inglese Union) era il nome che indicava gli Stati Uniti d'America durante la guerra civile americana, ed in particolare il governo federale della presidenza di Abraham Lincoln, che poteva contare su venti "Stati liberi" e dai primi cinque "Stati cuscinetto" di frontiera rimasti tuttavia ancora schiavisti (alcuni con amministrazioni locali divise e truppe di entrambi gli schieramenti).
L'Unione fu opposta agli undici Stati Uniti meridionali schiavisti che formarono gli Stati Confederati d'America, o anche meglio conosciuti come "la Confederazione". A questi undici Stati si aggiungevano il Territorio indiano e il Territorio Confederato dell'Arizona. Dal momento che l'espressione era stata usata prima della guerra per riferirsi agli interi Stati Uniti (una "unione di Stati"), il suo uso da parte degli Stati non secessionisti sottolineava la continuità legale con la precedente entità politica.
Del pari nella terminologia pubblica degli Stati Uniti i nuovi Stati vengono "ammessi nell'Unione" e il discorso annuale rivolto dal presidente degli Stati Uniti d'America ai membri del Congresso e al popolo è indicato come "discorso sullo stato dell'Unione".
Durante la guerra civile i lealisti che vivevano sia negli "Stati cuscinetto" fra Unione e Confederazione che negli Stati Confederati vennero chiamati "unionisti"; circa 120.000 di loro servirono nell'Union Army durante il conflitto ed esistettero reggimenti "unionisti" per tutti gli Stati del Sud, tranne la Carolina del Sud. Gli unionisti del Sud furono usati ampiamente come forze anti-guerriglia e come truppe d'occupazione nelle aree della Confederazione occupate dall'Unione.
Tutti gli Stati dell'Unione fornirono dei soldati per l'esercito e per l'Union Navy, anche se dalle zone di confine partirono anche decine di migliaia di soldati per la Confederazione. Gli Stati di frontiera erano essenziali come base di rifornimento per l'invasione del Sud e Abraham Lincoln si rese conto che non avrebbe mai potuto vincere senza il loro pieno controllo, in special modo il Maryland, che si trovava a Nord della capitale nazionale di Washington. Gli Stati Uniti d'America medio-occidentali fornirono le risorse industriali per una guerra meccanizzata, che richiedeva grandi quantità di munizioni e forniture, oltre a consistenti finanziamenti; il "Midwest" forniva soldati, cibo, cavalli, sostegno finanziario e campi di addestramento. Gli ospedali dell'esercito furono istituiti in tutta l'Unione.
La maggior parte degli Stati aveva governatori del Partito Repubblicano, che sostenevano con energia lo sforzo bellico e repressero la sovversione contro la guerra nel 1863 e 1864.
Il Partito Democratico al nord sostenne la guerra all'inizio, ma già nel 1862 rimase diviso tra i cosiddetti "War Democrat" e l'elemento pacifista guidato dai "Copperheads"; questi ottennero importanti risultati alle elezioni di metà mandato nel 1862, in particolare nello Stato di New York. Persero terreno nel 1863, specialmente nell'Ohio.
Nel corso della campagna elettorale per le elezioni presidenziali del 1864 i Repubblicani si associarono sotto la bandiera del "National Union Party", che attirò molti War Democrat e soldati ed ottenne una schiacciante vittoria per Lincoln contro il candidato dell'opposizione George McClellan, ex comandante generale dell'esercito statunitense.
Gli anni della guerra furono piuttosto prosperi, tranne là dove si svolsero i più gravi combattimenti e dove operava la guerriglia lungo il confine meridionale; la crescita economica venne anche stimolata dalle pesanti spese governative e dalla creazione di un sistema bancario nazionale. Gli Stati dell'Unione investirono una grande quantità di denaro e sforzi nell'organizzare il sostegno psicologico e sociale per le mogli dei soldati, le vedove e gli orfani e per i soldati stessi.
La maggior parte degli arruolati furono dei volontari, anche se dopo il 1862 in molti lo fecero per anticipare la leva e approfittare dei generosi contributi in denaro offerti dalle amministrazioni locali. La resistenza alla coscrizione fu notevole in alcune grandi città, come ad esempio nel corso dei massicci disordini di New York del luglio 1863, ed in alcuni distretti remoti come le aree minerarie del carbone della Pennsylvania.

## Etimologia

Il processo storico di ammissione all'Unione.

Nel contesto della guerra civile l'Unione venne a volte indicata come il "Nord", sempre in contrapposizione alla Confederazione che era il "Sud". L'Unione non riconobbe mai la legittimità della secessione attuata dagli Stati Uniti meridionali e mantenne costantemente il principio ch'essi fossero rimasti parte degli Stati Uniti d'America. Nessuna nazione straniera riconobbe mai ufficialmente la Confederazione, e solo l'Unione ebbe rapporti diplomatici. Il termine Union si trova già nel primo documento ufficiale degli Stati Uniti, gli Articoli della Confederazione ed eterna unione. La successiva Costituzione degli Stati Uniti d'America datata 1787 fu ratificata non "in nome degli Stati", bensì di "Noi, popolo degli Stati Uniti, nell'ordine di formare un'Unione più perfetta...". Il termine "Unione" era poi usato in diverse clausole costituzionali come quella che prevede l'ammissione all'Unione (articolo IV, sezione III).
Anche prima dello scoppio del conflitto la frase "preservare l'Unione" era un'espressione del linguaggio politico comune, mentre "Unione di Stati" fu usata per riferirsi alla federazione nel suo complesso. L'uso del termine "Unione" per gli Stati non secessionisti ebbe una connotazione di legittimità, sottolineando la continuazione con l'entità nazionale preesistente.
I Confederati usavano spesso, per riferirsi agli Stati del nord, il termine "abolizionisti", ad esempio riferendosi all'Union Navy come alla "flotta dell'abolizione" e all'Union Army come alle "forze dell'abolizione".

## Composizione

La bandiera degli Stati Uniti d'America dal 1861 al 1863, con 34 stelle per i 34 Stati federati. Gli Stati del Sud erano conteggiati in quanto la dichiarazione di secessione era considerata illegale dal governo federale. Nel 1863 fu aggiunta una stella per rappresentare il 35º Stato della Virginia Occidentale sorto dalle contee Nord-occidentali unioniste della Virginia; mentre nel 1864 una 36ima stella venne aggiunta per il Nevada, costituitosi dal Territorio del Nevada).

A sinistra Unione e libertà, a destra Confederazione e schiavitù: vignetta del 1864.

Capitale Distretto di Columbia - Washington nella guerra di secessione americana
Stati federati
- California - California nella guerra di secessione americana
- Connecticut
- Illinois - Illinois nella guerra di secessione americana
- Indiana - Indiana nella guerra di secessione americana
- Iowa
- Kansas - Kansas nella guerra di secessione americana
- Maine
- Massachusetts - Massachusetts nella guerra di secessione americana
- Michigan
- Minnesota
- New Hampshire
- New Jersey
- New York - Stato di New York nella guerra di secessione americana
- Ohio - Ohio nella guerra di secessione americana
- Oregon
- Pennsylvania - Pennsylvania nella guerra di secessione americana
- Rhode Island
- Vermont
- Wisconsin
- Nevada (dal 1864)

Stati cuscinetto
- Delaware - Delaware nella guerra di secessione americana (mai in dubbio, seppur schiavista)
- Kentucky - Kentucky nella guerra di secessione americana (il maggior Stato schiavista dell'Unione)
- Maryland - Maryland nella guerra di secessione americana (schiavista)
- Missouri - Missouri nella guerra di secessione americana (schiavista)
- Virginia Occidentale - Virginia Occidentale nella guerra di secessione americana (separatosi dalla Virginia in quanto favorevole all'Unione seppur schiavista, ammesso ufficialmente nell'Unione nel 1863)

Sia il Missouri che la Virginia ebbero due governi statali, uno unionista e l'altro confederato, entrambi che sostenevano di essere quello legittimo; i governi confederati del Kentucky e del Missouri non ebbero invece mai un controllo significativo del loro Stato.
La Virginia Occidentale si separò dalla Virginia per divenire parte dell'Unione il 20 giugno 1863. Il Nevada si unì all'Unione durante la guerra, diventando uno Stato il 31 ottobre 1864.
I Territori controllati dall'Unione nell'aprile del 1861 erano:
- Arkansas - Territorio dell'Arizona, diviso con il Territorio Confederato dell'Arizona e organizzato nel 1863;
- Colorado - Territorio del Colorado (sporadiche sacche filo-sudiste);
- Dakota del Nord - Territorio del Dakota;
- Idaho - Territorio dell'Idaho, organizzato nel 1863;
- Montana - Territorio del Montana, organizzato nel 1864;
- Nebraska - Territorio del Nebraska;
- Nevada - Territorio del Nevada, ammesso nel 1864;
- Nuovo Messico - Territorio del Nuovo Messico (sporadiche sacche filo-sudiste);
- Oklahoma Territorio indiano, disputato (le Cinque Tribù Civilizzate - Cherokee, Chickasaw, Choctaw, Creek e Seminole - schierate con i secessionisti);
- Utah - Territorio dello Utah;
- Washington - Territorio di Washington;

Il territorio indiano visse una guerra civile intestina, in quanto le maggiori tribù dei Nativi americani detenevano schiavi nel periodo 1861-1865 e sostenevano la Confederazione.

## Dimensioni e forza

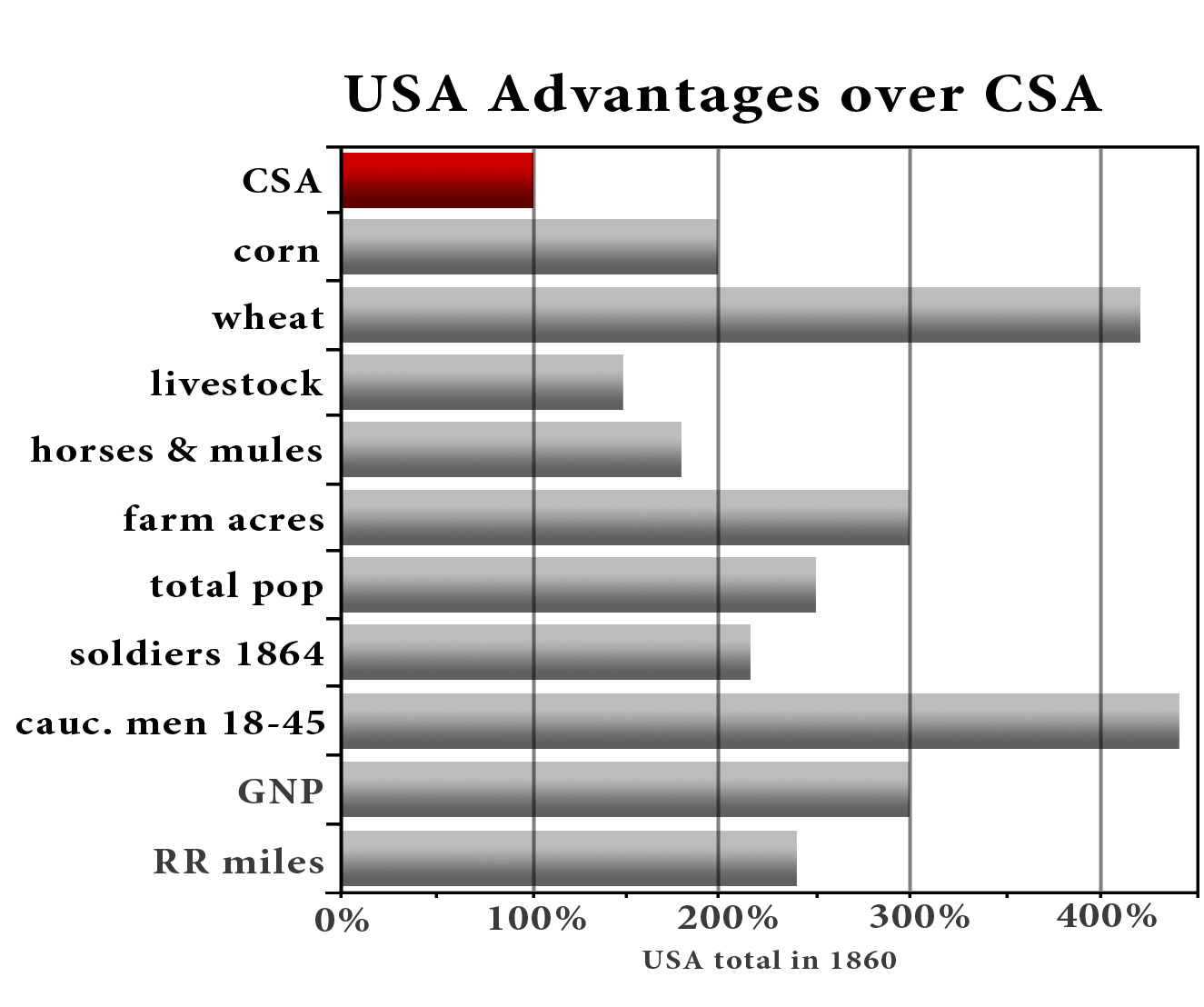
Fin dall'inizio del conflitto l'Unione aveva un grande vantaggio sia in numero di uomini sia di risorse ed esso crebbe costantemente nel corso della guerra. Il grafico indica i rapporti di mais-grano-bestiame-muli/cavalli-ettari di aziende agricole-totale della popolazione-soldati nel 1864-"cauc-men" (uomini caucasici, cioè bianchi) tra i 18 e i 45 anni disponibili-prodotto nazionale lordo-miglia di strade percorribili, rispetto ai Confederati.

Una netta differenza rispetto alla Confederazione fu che l'Unione aveva una vasta area già ampiamente industrializzata e urbanizzata (in pratica gli interi Stati Uniti d'America nord-orientali e gran parte di quelli medio-occidentali), e strutture commerciali, finanziarie e di comunicazioni molto più avanzati del Sud rimasto ad uno stadio sostanzialmente rurale. Gli Stati federati dell'Unione ebbero inoltre una quantità di manodopera in rapporto di almeno 5 a 2 all'inizio della guerra civile.
Anno dopo anno l'area controllata dalla Confederazione si ridusse, perdendo il controllo di quantità crescenti sia di risorse che di popolazione. Nel frattempo l'Unione trasformò il suo vantaggio potenziale in una struttura militare più forte; tuttavia gran parte di essa dovette essere utilizzata per presidiare le aree conquistate e proteggere le linee ferroviarie e gli altri punti vitali. I grandi vantaggi unionisti nella popolazione e nell'industria si sarebbero dimostrati fattori di primaria importanza nel lungo termine, per la vittoria finale; tuttavia fu necessario un certo periodo per realizzare la completa mobilitazione di tali risorse.
| Dati                           | Unione              | Confederazione | Stati cuscinetto                 |
| Numero                         | 20                  | 11             | 3 (Kentucky, Missouri, Maryland) |
| Superficie (km2) degli Stati   | 2.236.000           | 2.012.000      | 313.000                          |
| Superficie (km2) dei Territori | 2.997.000           | 181.000        | -                                |
| Popolazione Stati              | 18.715.000          | 9.103.000      | 3.025.000                        |
| Popolazione Territori          | 220.000             | sconosciuta    | -                                |
| Schiavi                        | 1.798               | 3.522.000      | 431.000                          |
| Liberi                         | 18.933.000          | 5.581.000      | 2.594.000                        |
| km di ferrovie                 | 34.022              | 14.141         | 3.020                            |
| Capitale investito             | 858.000.000         | 237.000.000    | 83.000.000                       |
| Stabilimenti industriali       | 96.000              | 17.000         | 10.000                           |
| Operai                         | 801.000 (83,7%)     | 88.000         | 67.000                           |
| Capitale-Industria             | 445.000.000         | 55.000.000     | 35.000.000                       |
| Valore prodotto                | 861.000.000 (84%)   | 79.000.000     | 79.000.000                       |
| Grano, quintali                | 42.000.000          | 12.000.000     | 9.000.000                        |
| Granoturco, quintali           | 150.000.000         | 100.000.000    | 55.000.000                       |
| Riso, quintali                 | -                   | 850.000        | -                                |
| Cotone, kg                     | -                   | 942.000.000    | -                                |
| Bovini da macello              | 5.400.000           | 7.000.000      | 1.200.000                        |
| Mucche da latte                | 5.200.000           | 2.800.000      | 730.000                          |
| Cavalli                        | 4.100.000           | 2.300.000      | 900.000                          |
| Asini e Muli                   | 140.000             | 900.000        | 300.000                          |
| Pecore                         | 15.000.000          | 5.500.000      | 2.500.000                        |
| Suini                          | 13.000.000          | 19.500.000     | 6.000.000                        |
| Valore d'esportazione          | 87.000.000          | 229.000.000    | sconosciuto                      |
| Depositi bancari               | 189.000.000 (81,4%) | 47.000.000     | 18.000.000                       |
| Riserve valuta metallica       | 45.000.000 (67%)    | 27.000.000     | 11.000.000                       |

Nel Settentrione, che non disponeva di schiavi, il lavoro produttivo venne assunto sempre più dalla manodopera femminile, anticipando di mezzo secolo il continente europeo. Il Nord possedeva un'attrezzatura industriale capace di produrre a ritmo accelerato rotaie, vagoni ferroviari, locomotive, navi, cannoni, fucili, munizioni, uniformi, scarpe e forniture militari; su 5,5 milioni di tonnellate di naviglio il Sud ne aveva circa mezzo milione; le derrate alimentari erano sufficientemente garantite dagli Stati Uniti d'America medio-occidentali.

## Opinione pubblica
L'attacco a Fort Sumter radunò il Nord alla difesa del nazionalismo americano. Lo storico Allan Nevins afferma che:
Lo scrittore McClintock dichiara:
Lo storico Michael Smith sostiene che, mentre lo scontro procedeva anno dopo anno, lo spirito del repubblicanesimo americano si rafforzò e portò a timori che il vertice del sistema degenerasse; gli elettori paventavano che il potere venisse accentrato a Washington, che si spendesse in modo superfluo e che ci si arricchisse sulle spese di guerra. I candidati del Partito Democratico amplificavano queste paure, aggiungendo che la rapidissima fase di modernizzazione stesse mettendo troppo potere politico nelle mani dei grandi finanzieri e industriali del Nord-est; temevano che il trionfo dell'abolizionismo avrebbe generato un'ondata di neri liberati nel mercato del lavoro del Nord.
I Repubblicani risposero accusando di disfattismo; mandarono sotto processo esponenti copperheads per complotti volti a liberare i prigionieri di guerra confederati, ed infine sfruttarono il sentimento nazionale e il crescente odio per i proprietari di schiavi, dando loro la colpa della guerra.

## Abolizionismo del Nord

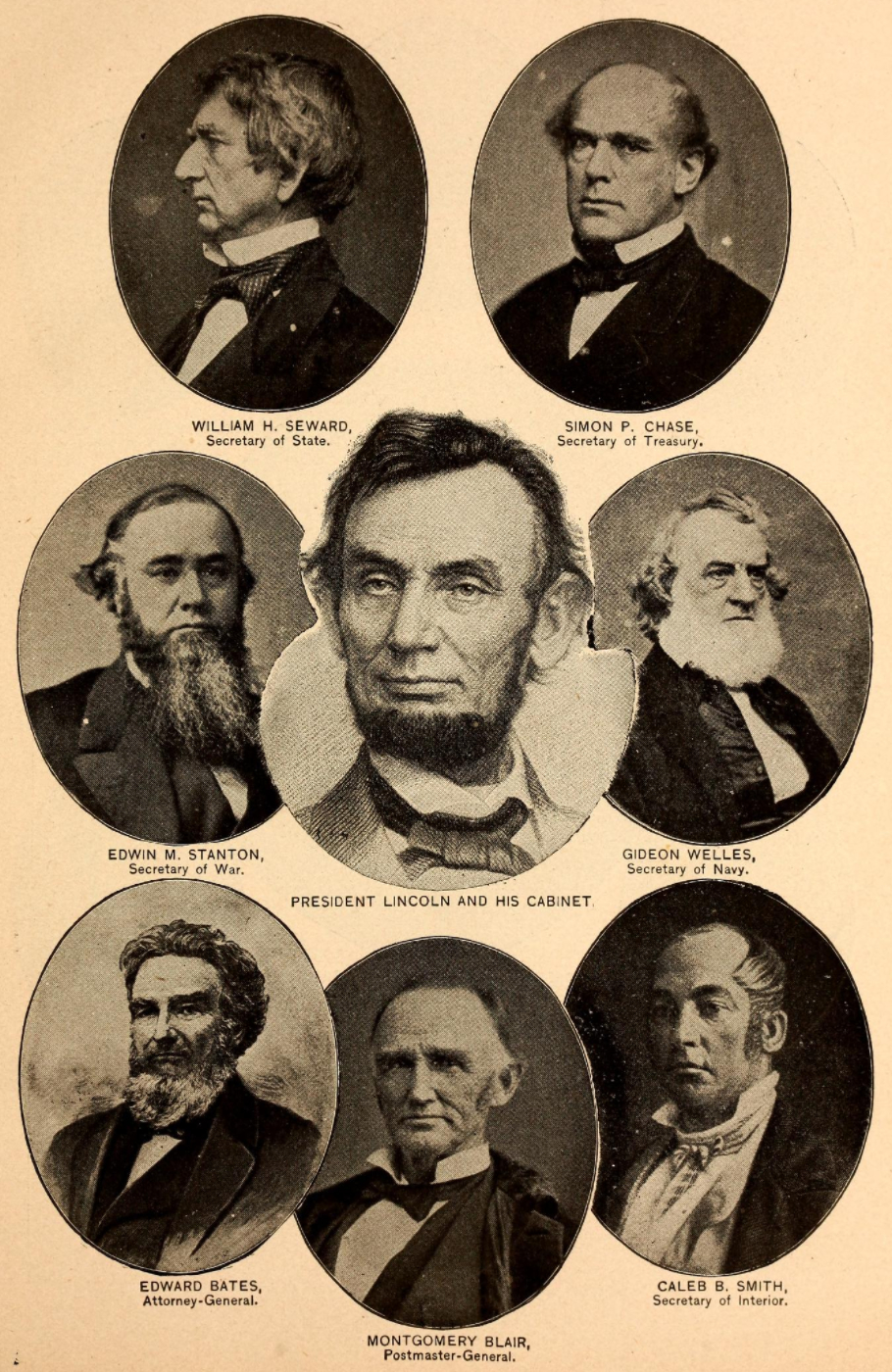
Alcuni tra i protagonisti politici dell'Unione: William H. Seward, Salmon Portland Chase, Edwin McMasters Stanton, Gideon Welles, Edward Bates, Montgomery Blair, Caled Blood Smith. Al centro il presidente.

La causa principale che portò alla secessione e allo scoppio della guerra civile fu la schiavitù. A partire dalla Repubblica del Vermont nel 1777 essa fu abolita in gran parte degli Stati a Nord del fiume Ohio e della linea Mason-Dixon.
Questi Stati emanarono le prime leggi abolizioniste nel "Nuovo Mondo". La schiavitù nel Massachusetts fu dichiarata illegale dal potere giudiziario fin dal momento dell'adozione della Costituzione degli Stati Uniti d'America. In molti degli Stati Uniti d'America nord-orientali liberi l'emancipazione fu graduale; coloro che si trovavano in stato di schiavitù spesso lo rimasero, mentre i loro figli nacquero liberi.
La maggioranza dei Nordisti riconosceva l'esistenza della pratica schiavista nelle regioni del Sud e che la Costituzione non permetteva al Governo federale d'intervenire in merito; si preferiva una politica di emancipazione graduale e compensata.
Ma a partire dal 1849, all'inizio della presidenza di Zachary Taylor, gli abolizionisti cominciarono a respingere l'ipotesi di pagare per la liberazione degli schiavi chiedendo invece che l'emancipazione venisse completata immediatamente. Il movimento abolizionista bianco nel Nord fu guidato da riformatori sociali, in particolare William Lloyd Garrison - fondatore dell'American Antislavery Society - e da scrittori impegnati come John Greenleaf Whittier e Harriet Beecher Stowe.
Vi furono accesi dibattiti in ambito parlamentare, con l'istituzione di norme come il compromesso del 1850, la Fugitive Slave Law (con gran indignazione degli abolizionisti in quanto richiese che i settentrionali contribuissero ad aiutare nella cattura e nel ritorno degli schiavi fuggiaschi), ed infine la Kansas-Nebraska Act che apriva la possibilità di espandere la schiavitù nei nuovi Stati se i residenti avessero votato a favore.

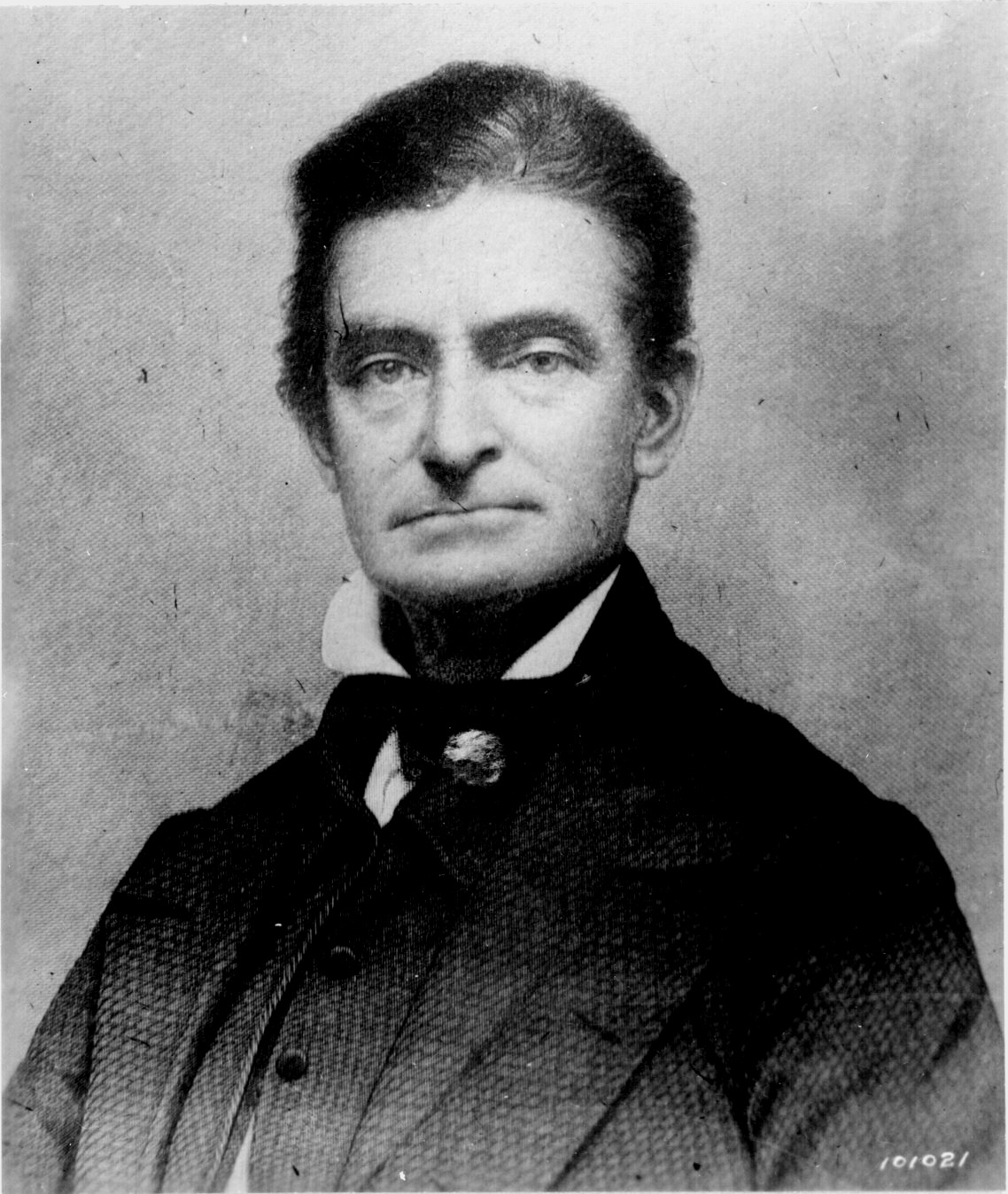
John Brown propugnò la ribellione armata degli schiavi.

Un incidente che contribuì ad accrescere la tensione fu il raid di John Brown contro Harpers Ferry nel 1859, che mirava a far esplodere una massiccia ribellione di schiavi nella Virginia, dotandoli di armi. A reprimere l'attacco fu inviato il tenente colonnello dell'United States Army Robert Edward Lee e John Brown venne rapidamente catturato.

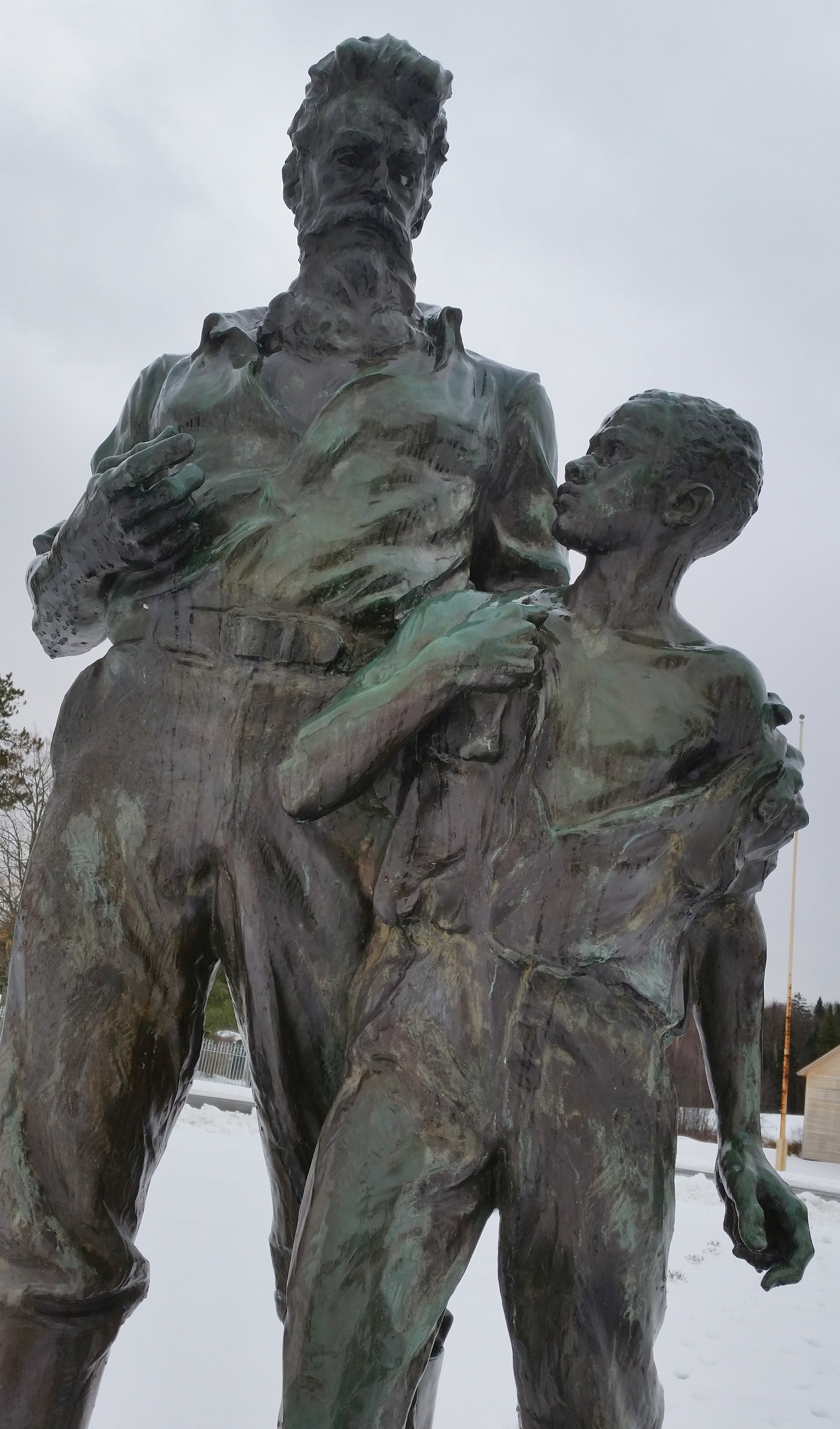
Opera in bronzo dello scultore italoamericano Joseph Pasquale Pollia raffigurante John Brown mentre libera un giovane schiavo ("John Brown Farm State Historic Site") a Lake Placid.

Processato con l'accusa di alto tradimento contro lo Stato della Virginia fu condannato alla pena di morte tramite impiccagione verso la fine della presidenza di James Buchanan; di fronte ai suoi giudici Brown ebbe la capacità di emanare uno straordinario zelo ed un pensiero originale che suscitò le peggiori paure del Sud. Subito dopo la sua morte al Nord cominciarono a suonare le campane e a sparare colpi di pistola in segno di lutto; ebbero luogo grani riunioni commemorative e celebri scrittori nazionali quali Ralph Waldo Emerson ed Henry David Thoreau si unirono ai molti Nordisti che lodarono Brown. Pochi individui fecero di più per provocare la secessione di John Brown dopo la sua scomparsa.
Quasi tutti i politici del Nord respinsero le posizioni giudicate estreme degli abolizionisti, tra questi anche Abraham Lincoln, uno dei principali leader del neonato Partito Repubblicano, che si era formato esplicitamente per impedire l'espansione schiavista nei territori del West.
Nella pratica reale vi erano molti nel Nord oltre a Lincoln, tra cui Stephen A. Douglas (candidato per il Partito Democratico alle Elezioni presidenziali del 1860), John Charles Frémont (primo candidato repubblicano alle Elezioni presidenziali del 1856) e finanche Ulysses S. Grant i quali premevano per ottenere la graduale estinzione della schiavitù da parte delle forze del libero mercato, in quanto i suoi membri ritennero che il lavoro libero fosse superiore a quello degli schiavi.
Con la vittoria presidenziale di Lincoln nel novembre del 1860 7 Stati del profondo Sud, le cui economie erano basate essenzialmente sulla monocoltura del cotone e sulla pratica schiavista, decisero di separarsi dall'Unione e formare una nuova nazione.
Nel 1863 il presidente emise il Proclama di emancipazione; il XIII emendamento entrò in vigore nel dicembre del 1865, poco dopo l'assassinio di Abraham Lincoln e al principio della Presidenza di Andrew Johnson: in tal modo si concluse definitivamente l'epoca della schiavitù, abolendola anche tra le tribù indiane che fino a quel momento ne avevano usufruito.

## Presidenza Lincoln
(Abraham Lincoln.)
Nella gran generalità dei casi gli storici hanno elogiato in modo massiccio l'irresistibile "genialità politica" della prestazione di A. Lincoln in qualità di presidente degli Stati Uniti d'America (consideratosi il presidente "di tutta l'America" e mai solo di un unico schieramento).
Nella classifica storica dei presidenti degli Stati Uniti d'America egli svetta costantemente tra le primissime posizioni; la sua prima priorità fu la vittoria militare e ciò richiese che riuscisse a padroneggiare con abilità e completamente le nuove situazioni venutesi a creare come la strategia militare e la diplomazia internazionale.
Egli quindi supervisionò di persona le forniture necessarie, le entrate finanze, la manodopera civile, la selezione dei generali da porre al comando dell'Union Army per tutto il corso dello stato di belligeranza; lavorando per lo più a stretto contatto con i politici statali e locali ebbe la capacità di radunare a sé l'opinione pubblica e nel celeberrimo Discorso di Gettysburg articolò una "missione nazionale" che ha definito il paese da quel momento in poi.
Il fascino scaturente dai suoi modi e la volontà di collaborare con i nemici sia politici che personali, tenendo aperti spiragli di trattative con una visione che guardava già oltre il termine della guerra civile, fece sì che la presidenza di Abraham Lincoln lavorasse molto più alacremente e con estrema facilità rispetto alla presidenza di Jefferson Davis sostanzialmente chiusa a guscio (contribuendo in tal modo a far nascere il mito della causa persa confederata).
Lo spirito accomodante di Lincoln riuscì a levigare molte asprezze personalistiche (finché ci fu lui alla guida gli estremisti radicali rimasero essenzialmente confinati in un angolo); il proprio Governo federale si dimostrò molto più forte ed efficiente di quello avversario, poiché il presidente seppe incanalare le inevitabili rivalità personali in una competizione per l'eccellenza in un ambito comunitario piuttosto che per la distruzione reciproca tra singoli.
Con William H. Seward nel ruolo di Segretario di Stato, Salmon Portland Chase come Segretario al tesoro e (dal 1862) Edwin McMasters Stanton in qualità di Segretario alla Guerra Lincoln ebbe a propria disposizione un potente Gabinetto amministrativo composto per lo più da uomini determinati e risoluti.
Fatta eccezione per il monitoraggio delle maggiori nomine e decisioni da assumere il presidente seppe dar ad ognuno di loro un ampio spazio di autonomia, volgendoli all'obiettivo collegiale di porre fine in modalità e termini accettabili alla ribellione confederata il più presto possibile (dopo che inizialmente vennero quasi tutti colti alla sprovvista dalla manifestazione della secessione).
(A. Lincoln, discorso inaugurale, 4 marzo 1861)

## Congresso

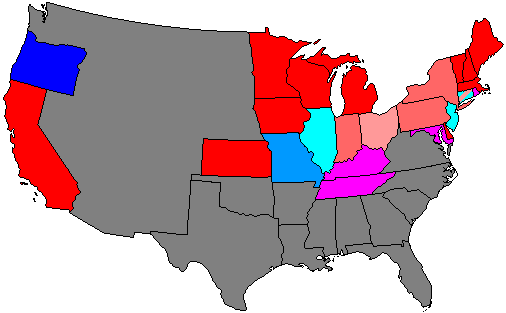
La composizione del 37º Congresso (1861 - 1863).

Il Congresso a schiacciante maggioranza Repubblicana fece approvare numerose ed assai significative legislazioni le quali rimodellarono fin dalle sue basi l'economia degli Stati Uniti d'America, il sistema finanziario e quello fiscale, territoriale e dell'istruzione superiore della nazione. Questi Atti includono:
1. la legge Morrill sui dazi del 1861 (dal nome di Justin Smith Morrill);
2. la Homestead Act del 1862;
3. la Pacific Railroad Act del 1862, la quale previde la costruzione della First Transcontinental Railroad;
4. la National Banking Act del 1863.

Lincoln prestò relativamente poca attenzione a questa serie di misure legislative mentre si occupava intensamente delle maggiori questioni inerenti alla guerra, ma lavorò senza alcun intoppo a fianco di potenti leader congressuali come Thaddeus Stevens (sulla tassazione e la spesa), Charles Sumner (sugli affari esteri), Lyman Trumbull (sulle questioni legali), Justin Smith Morrill (su concessioni di terra e dazi) ed infine anche con William Pitt Fessenden (sulle finanze).
Le questioni militari e i progetti di ricostruzione furono invece un'altra faccenda. Il presidente, in quanto leader delle fazioni più moderate e conservatrici del Partito, spesso "incrociò la spada" con i Repubblicani Radical guidati da Stevens e Sumner. L'autore Bruce Tap dimostra come il Congresso abbia sfidato il ruolo di Lincoln come "Comandante in capo" attraverso il "Comitato congiunto sulla condotta della guerra".

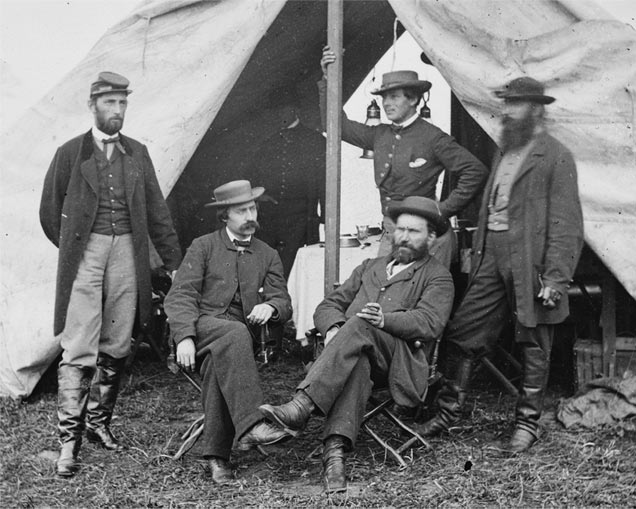
Allan Pinkerton e i suoi detective - allora bodyguard del presidente - sul campo della battaglia di Antietam nel 1862.

Esso fu un'aggregazione di entrambi i rami parlamentari che fu dominata dai Radical i quali intrapresero una linea dura contro la Confederazione, fondata prevalentemente sul desiderio di vendetta. Durante lo svolgimento del 37º e del 38º Congresso il comitato indagò su ogni aspetto delle operazioni militari in corso d'opera, con una ricerca particolareggiata dei comandanti resisi colpevoli delle sconfitte sul campo.
Assumendo il principio dell'inevitabile vittoria dell'Unione su tutti i fronti e - in parallelo - quello della resa incondizionata dei ribelli, gli eventuali fallimenti furono percepiti come l'indicazione di motivazioni atte all'alto tradimento o all'inettitudine personale. Il comitato ebbe a diffidare anche dei graduati alla United States Military Academy di West Point (New York), dal momento che proprio molti tra gli ex alunni dell'Accademia erano divenuti nel frattempo dei leader affermati dell'esercito nemico.
I membri del comitato preferirono pertanto i "generali politici" con una documentazione soddisfacente nei riguardi dei loro precedenti trascorsi in ambito politico; alcuni dei suoi componenti arrivarono a suggerire che gli "West-Pointers" impegnati nelle manovre strategiche fossero essenzialmente dei codardi quando non dei veri e propri traditori: finirono quindi col sostenere dei generali impreparati e incompetenti, ma altresì politicamente corretti".
La guerra alla fine fu vinta proprio grazie a due ex allievi di West Point, Ulysses S. Grant e William Tecumseh Sherman. Proprio il generale Sherman dichiarò nella sua Lettera aperta alla città di Atlanta del 12 settembre 1864:
So di non aver contribuito in alcun modo a scatenarla, e so anche che farò più sacrifici oggi di tutti voi messi assieme per garantire una pace duratura. Ma non puoi avere la pace e allo stesso tempo una divisione del nostro paese. Se gli Stati Uniti si sottomettono a una divisione ora, non si fermeranno più, ma andranno avanti finché non raccoglieranno il destino del Messico, che è quello della guerra eterna ( Testo completo su Wikisource.).»

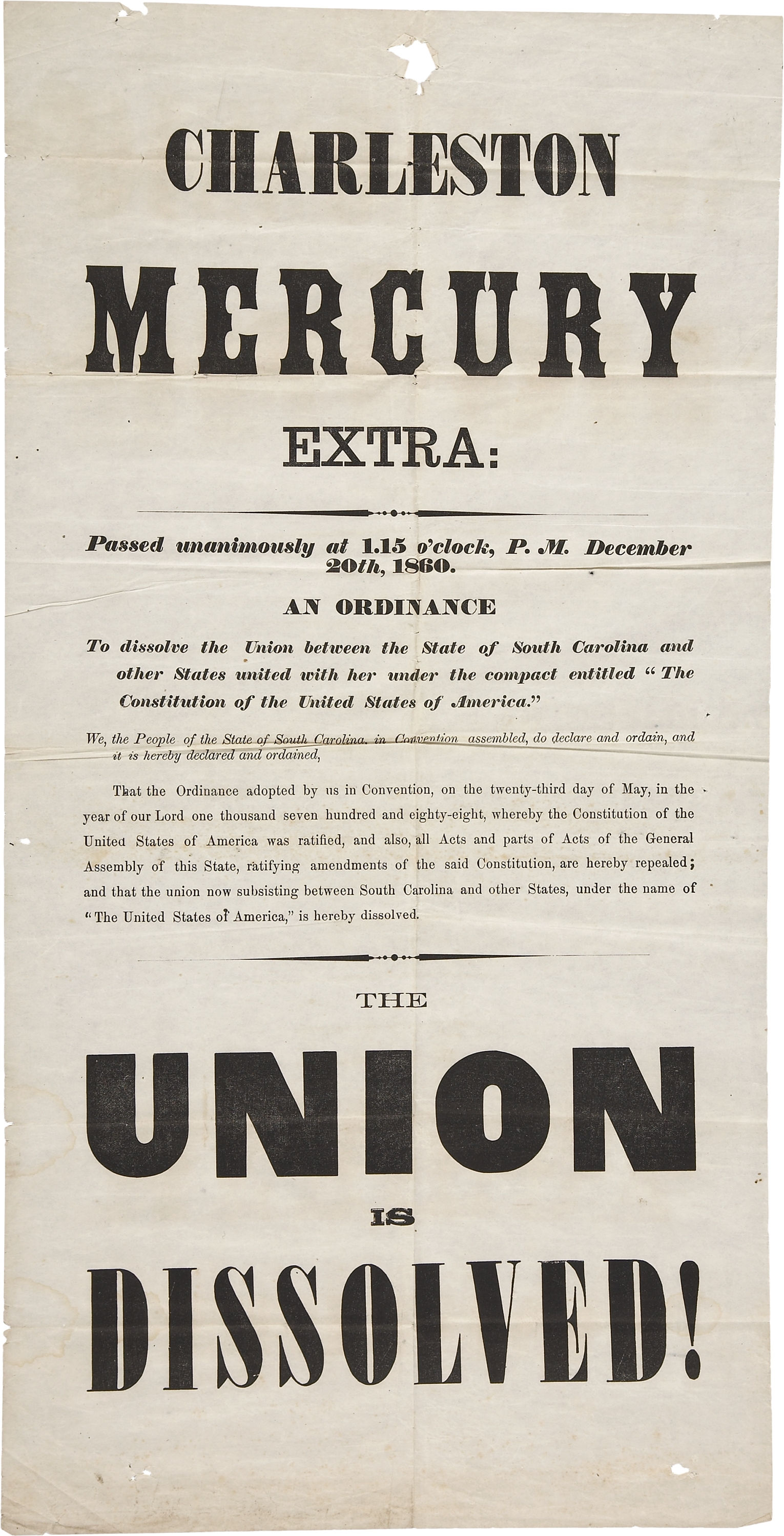
L'Unione è dissolta! sul Charleston Mercury del dicembre 1860. "The Union" fu sempre un modo per fare riferimento agli Stati Uniti d'America nati dal Repubblicanesimo.

### Opposizione interna
(~ Abraham Lincoln.)
L'opposizione interna provenne innanzitutto dai "Copperhead Democrats", che erano i più forti negli Stati Uniti d'America medio-occidentali e che volevano consentire la secessione degli Stati Uniti meridionali. A Nord-est l'opposizione del "pacifismo a tutti i costi" risultò essere assai più solida tra gli irlandesi americani soggetti tutto o in parte alle direttive della Chiesa cattolica negli Stati Uniti d'America, ma includeva anche i forti interessi - eminentemente commerciali - legati al Sud rappresentati dall'imprenditore tedesco americano August Belmont.

I Democratici risultarono essere invece profondamente divisi al proprio interno. Nel 1861 la maggior parte di loro ancora sosteneva la necessità dello scontro armato contro la minaccia secessionista; col passare del tempo tuttavia si frammentarono sempre più in due tronconi contrapposti, cioè tra i moderati che sostenevano lo sforzo bellico e quelli che al contempo parteggiavano per l'elemento pacificatore i quali invece non fecero alcun mistero sul proprio filo-Sudismo.
Il Partito segnò notevoli passi aventi alle elezioni di medio termine del 1862, riuscendo a far eleggere il moderato Horatio Seymour come governatore di New York; giunse così ad ottenere 28 seggi alla Camera dei Rappresentanti, seppur i Repubblicani mantennero il controllo diretto di entrambe le Aule.

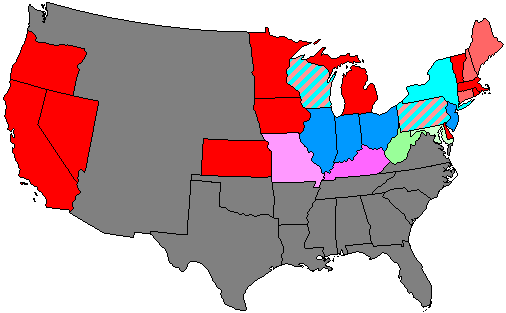
La composizione del 38º Congresso nel 1863.

Le elezioni del 1862 per la Camera dei rappresentanti dell'Indiana risultarono essere particolarmente combattute; sebbene i Democratici fossero riusciti ad acquisire il controllo dell'Assemblea legislativa, non furono poi in grado di ostacolare nei fatti la prosecuzione dello sforzo bellico.
Il Governatore dell'Indiana Oliver P. Morton, un Repubblicano, fu in grado di mantenere inalterato il contributo statale all'impegno di guerra sia in uomini che in mezzi messi a disposizione, e questo nonostante la maggioranza parlamentare a lui avversa.
Nel corso delle Elezioni presidenziali del 1864 l'Amministrazione Lincoln si rivelò particolarmente utile nell'organizzare i permessi atti a consentire agli arruolati "Hoosier" (un nativo o abitante dell'Indiana) di tornare a casa in modo da esprimere il proprio voto nel luogo di residenza.
Nella stragrande maggioranza del Nord i soldati occupati al fronte scelsero compattamente per la rielezione del presidente; mentre coloro che erano stati Democratici prima del conflitto molto spesso si astennero o scelsero il candidato Repubblicano.
Con l'inasprimento delle bozze di varie leggi federali si verificarono gravi disordini nelle roccaforti dei Copperhead, come ad esempio tra gli irlandesi impiegati nei distretti carboniferi della Pennsylvania. Il governo si trovò ad aver bisogno del carbone più degli stessi coscritti, pertanto tale necessità gli fece in gran parte ignorare le proposte legislative di correzione volte a non rafforzare ulteriormente ed in modo cospicuo i poteri federali con il dichiarato proposito di assicurarsi le riserve minerarie strettamente indispensabili.
Ciò contribuì però anche a far esplodere reazioni di violenza incontrollata. I disordini di New York del 1863 nati inizialmente a seguito dell'approvazione della legge sulla coscrizione obbligatoria e subito dopo dalle voci finanziarie incontrollate riguardanti le cambiali e i cambi auriferi degenerarono presto in episodi di linciaggio ai danni degli afroamericani, tanto da venire soppresse con la forza da parte dei reparti dell'esercito inviati in loco i quali si trovarono costretti a sparare in mezzo alle strade cittadine per sedare la rivolta.

Il presidente incumbent trionfò su George McClellan alle Elezioni presidenziali del 1864.

I delegati nazionali Democratici nel frattempo avevano scelto il generale George McClellan, un cosiddetto "War Democrat" in qualità di candidato alternativo a Lincoln per le elezioni presidenziali, ma lo costrinsero a fargli firmare un programma contrario alla prosecuzione della guerra. All'interno del Congresso l'opposizione al conflitto rimase sempre quasi totalmente impotente, come del resto anche all'interno delle Assemblee legislative della maggior parte degli Stati federati.
Sia nell'Indiana che nell'Illinois i governatori favorevoli alla guerra aggirarono i parlamenti pacifisti eletti nel 1862. Per più di 30 anni dopo il termine del conflitto - almeno fino alla Prima presidenza di Grover Cleveland - i Democratici portarono il peso di essersi opposti alle scelte presidenziali e conseguentemente di averne almeno implicitamente favorito il "martirio" attraverso l'assassinio di Abraham Lincoln.
Lincoln venne quindi considerato dai più come il grande salvatore dell'Unione e il distruttore della vergognosa pratica dello schiavismo sul suolo americano, la "terra della Libertà" per eccellenza.

### Copperheads

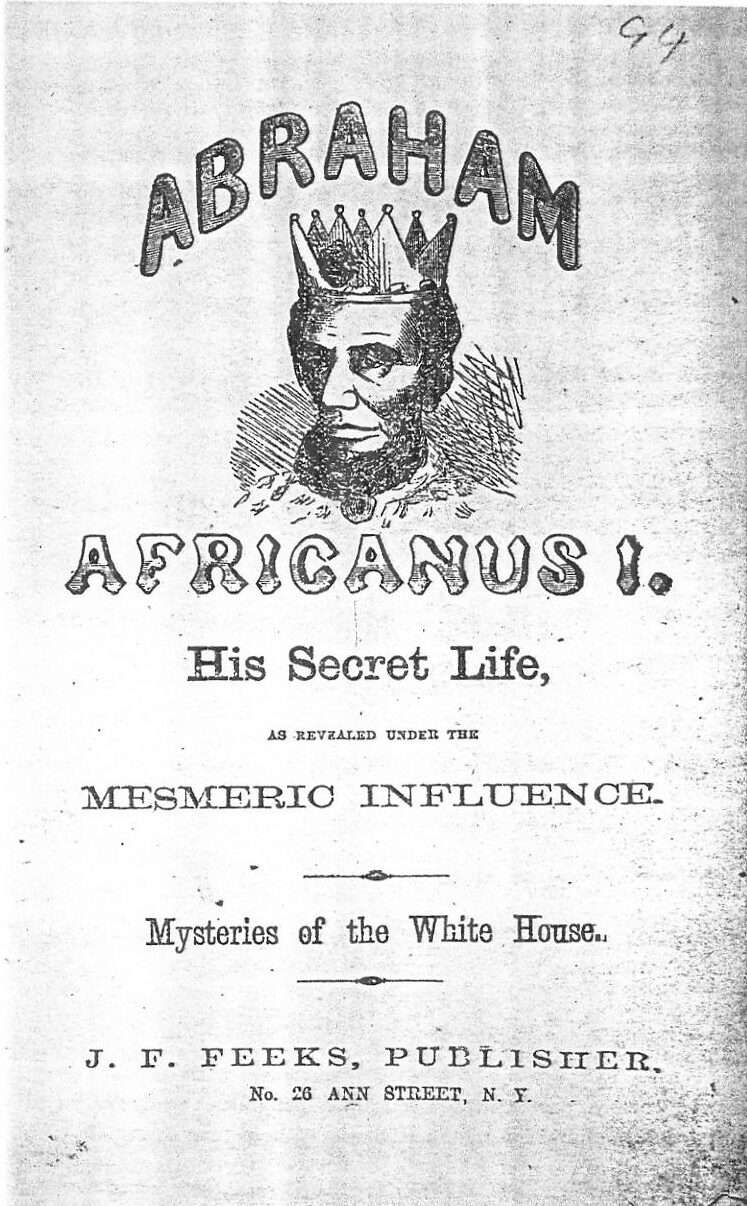
Una vignetta satirica dei Copperheads che ritrae il presidente con tratti negroidi e la dicitura: Abraham africanus I. La sua vita segreta. Influenza del mesmerismo sulla Casa Bianca.

I Copperheads furono una vasta fazione di Democratici Nordisti - anti-abolizionisti, fautori della Democrazia jacksoniana e del tradizionalismo - che si opposero alla guerra chiedendo un immediato accordo di pace; affermarono che volevano restaurare l'"Unione così com'era", cioè mantenendo inalterate le prerogative del Sud schiavista. Si resero però ben presto conto che la Confederazione non si sarebbe mai ricongiunta volontariamente agli Stati Uniti.
Il più importante di loro fu Clement Vallandigham (assieme ad Alexander Long e Horatio Seymour), un membro del Congresso nonché leader dei Democratici dell'Ohio; fu sconfitto in una combattutissima elezione per assurgere alla carica di Governatore dell'Ohio, battuto dall'Unionista John Brough. Gli attivisti Repubblicani degli Stati Uniti d'America medio-occidentali giunsero ad accusarne alcuni di palese alto tradimento incriminandoli in una serie di procedimenti penali celebrati nel corso del 1864.

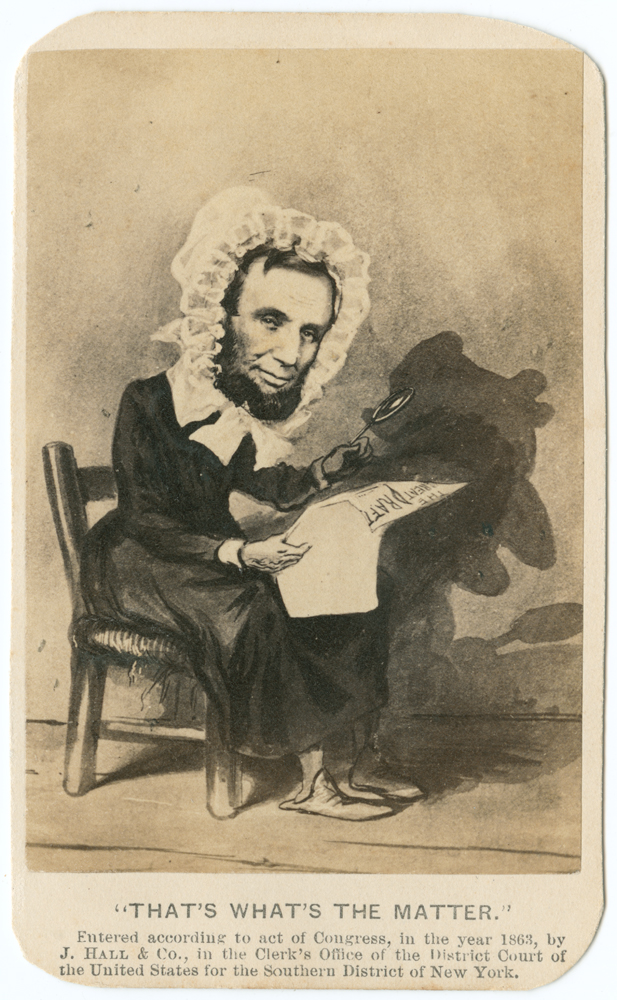
Una Caricatura del presidente datata 1863 che lo ritrae abbigliato con una cuffia da donna: Ecco qual è il problema

Il "Copperheadismo" rimase nella sua intima essenza un "movimentismo di base", più forte nell'area appena a Nord del fiume Ohio, così come anche in alcuni quartieri etnici urbani. Vari storici hanno sostenuto che esso rappresentava un elemento tradizionalista allarmato dalla rapida ed intensa opera di modernizzazione sociale sponsorizzata dai Repubblicani.
Come suo modello d'ispirazione si basò sulla presidenza di Andrew Jackson, con ideali che promuovevano un concetto agrario piuttosto che all'industrializzazione della società civile preminente invece al Nord.
L'autrice Jennifer Weber sostiene che danneggiarono attivamente lo sforzo bellico dell'Unione combattendo i progetti di medio-lungo periodo della presidenza di Abraham Lincoln, incoraggiando palesemente la diserzione tentando di mettere in atto vere e proprie azioni di cospirazione contro l'integrità nazionale.
Altri studiosi del periodo affermano invece che si trattava di una forza di opposizione legittima e per di più trattata ingiustamente dall'Amministrazione governativa, aggiungendo che il loro progetto fu in larga misura screditato dai Repubblicani i quali esagerarono notevolmente le presunte cospirazioni e "tradimenti della patria" per ragioni eminentemente di parte.
Il "Copperheadismo" assunse una dimensione centrale con l'approssimarsi delle Elezioni presidenziali del 1864; la sua forza si era consolidata a mano a mano che gli eserciti unionisti subirono sempre più gravi perdite in tutta una serie di campagne e battaglie volte all'insuccesso, soprattutto nel Teatro Orientale.
Cominciarono altresì ben presto a perdere consensi a partire dal momento in cui l'Unione inanellò grandi vittorie (l'assedio di Vicksburg) portato felicemente a termine dal generale Ulysses S. Grant e la campagna di Chattanooga del 1863, fino all'inarrestabile marcia verso il mare di Sherman dell'anno seguente.
Subito dopo la caduta di Atlanta a seguito della Campagna di Atlanta diretta da William Tecumseh Sherman nel settembre del 1864 il pieno successo militare dell'Unione sembrò oramai essere assicurato e pertanto i Copperheads collassarono fino a sciogliersi completamente. Quest'ultima vittoria si dimostrò inoltre fondamentale per la rielezione del presidente.

## Politica estera

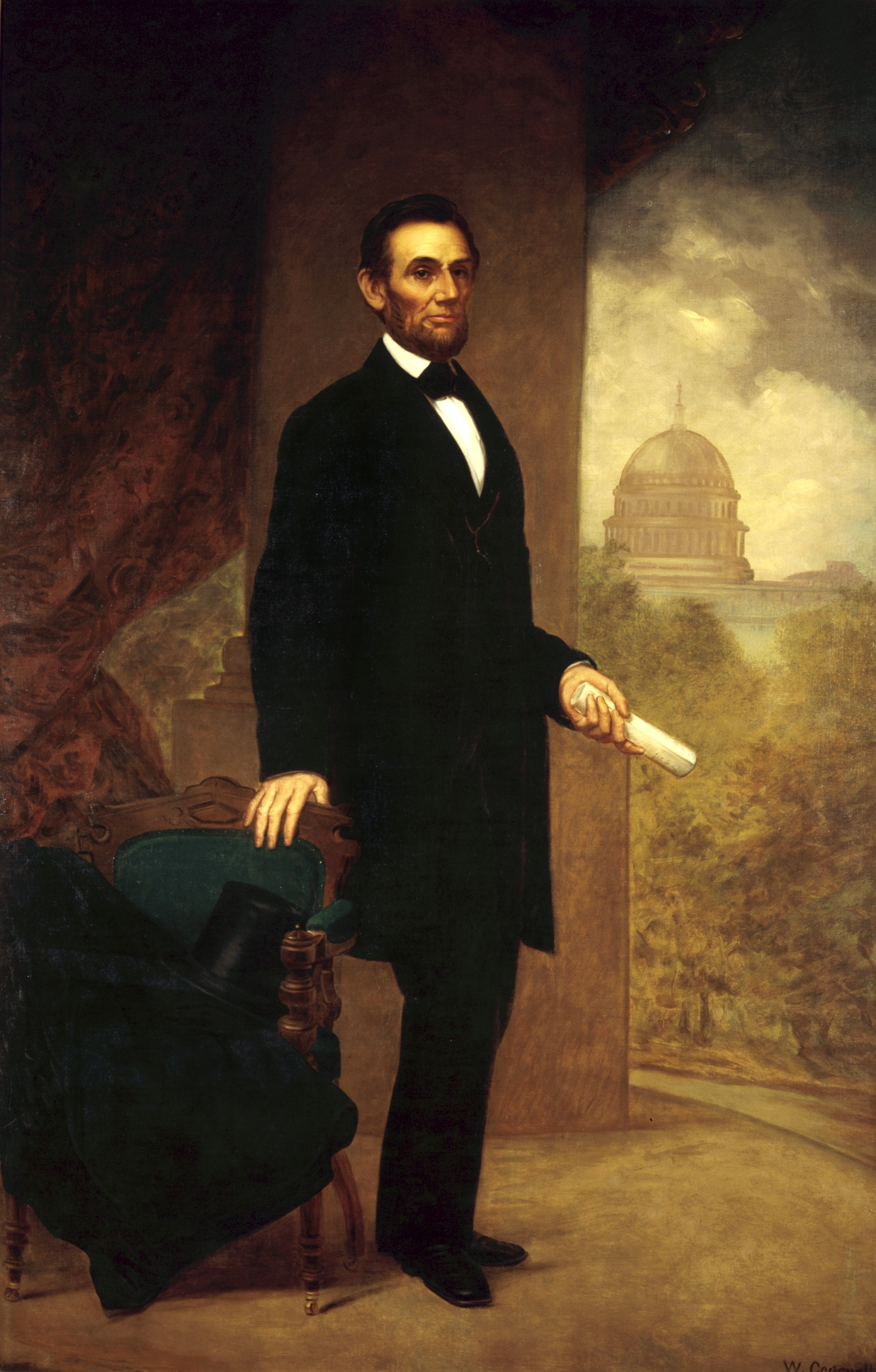
Il presidente in un ritratto di William F. Cogswell.

Tutte le nazioni rimasero ufficialmente neutrali durante la guerra civile e nessuna di esse riconobbe mai la legittimità della Confederazione; fatto questo che segnò un importante successo diplomatico per il Segretario di Stato William H. Seward e per l'intera Amministrazione Lincoln.
Il Secondo Impero francese sotto Napoleone III di Francia invase nel 1863 il Messico e vi installò rapidamente un personale regime fantoccio, con la speranza di eliminare l'influenza statunitense nell'America centrale; incoraggiò quindi l'impero britannico ad una politica di mediazione suggerendo il riconoscimento degli Stati Confederati d'America. La Casa Bianca avvertì ripetutamente che ciò sarebbe stato interpretato come una vera e propria dichiarazione di guerra.
L'industria tessile britannica dipendeva fortemente dal cotone proveniente dal Sud, ma riuscirono a far mantenere le scorte per far lavorare i mulini per più di un anno e, in ogni caso, gli industriali e gli operai contarono ancora ben poco nelle scelte di politica estera di Sua maestà. Andare in guerra per vedersi tagliare le spedizioni vitali di cibo americano, devastare la Marina mercantile e causare la perdita immediata del Canada con tutta la sua potenza flotta, furono dei rischi che gli inglesi si rifiutarono di correre.
La politica estera di Lincoln fu inizialmente poco attrattiva per l'opinione pubblica europea; i portavoce confederati ottennero in proporzione molto più successo, ignorando la questione della schiavitù concentrandosi invece sulla loro presunta "lotta per l'autonomia", l'impegno a favore del libero scambio e - non da ultimo - il ruolo essenziale del cotone per l'economia europea.
L'aristocrazia del "Vecchio continente" inoltre (fattore dominante ancora in tutti i principali paesi) si dimostrò assolutamente gioiosa nell'assistere alla fine miseranda che avrebbe incontrato l'esperimento repubblicano statunitense; prova decisiva del fatto che un qualsiasi governo popolare fondato sulla democrazia risultava essere fallimentare". I maggiori leader europei raccolsero quindi con favore la secessione americana.
Il parere delle élite tendenzialmente tesero a favorire i secessionisti, ma presto la classe operaia e finanche il ceto medio della borghesia cominciarono a schierarsi dalla parte dell'Unione; il commercio internazionale su larga scala continuò in entrambe le direzioni, grano americano in cambio di manufatti e munizioni. I rapporti commerciali britannici con i ribelli rimasero invece limitati, anche a causa del blocco dell'Unione delle coste Sudiste (sfidato estemporaneamente dai cosiddetti "corridori del blocco").

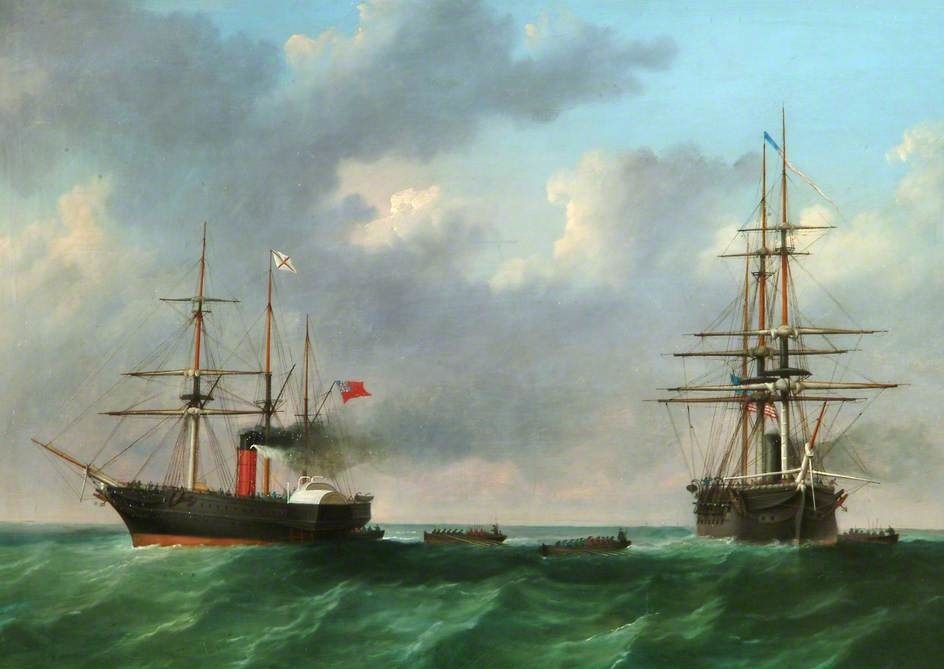
Illustrazione dell'Incidente del Trent.

La strategia confederata per assicurarsi l'indipendenza si basò in gran parte sulla speranza di un intervento militare da parte di inglesi e francesi; ma a partire dall'annunzio del Proclama di emancipazione nel settembre del 1862 la guerra civile divenne apertamente una lotta contro i sostenitori della schiavitù: da quel momento in poi gli inglesi si tirarono decisamente indietro, non potendo né volendo in alcuna maniera appoggiare apertamente lo schiavismo.
L'unico momento di autentica crisi diplomatica si ebbe con l'Incidente del Trent, anche questo alla fine si risolse però positivamente per l'Unione. In definitiva questi esempi di coinvolgimento britannico non mutarono l'esito della guerra; la missione diplomatica statunitense guidata da Charles Francis Adams, Sr. dimostrò di saper ottenere molto più successo rispetto a quelle precedenti confederate le quali non vennero mai ufficialmente riconosciute.

## Forze armate
I modelli principali furono:
- la Rivoluzione americana e l'esercito Continentale - comandante George Washington;
- la Rivoluzione francese - un'intera nazione in armi con il cittadino/soldato;
- l'Armée française di Napoleone Bonaparte;
- l'esercito prussiano, un paese trasformato in una gigantesca caserma.

Alla fine del 1860 l'esercito regolare contava 16.215 effettivi; la United States Military Academy vantava di un altissimo livello di preparazione e addestramento. In aggiunta esistevano solamente le milizie dei singoli Stati; non vi era alcun potere che potesse imporre in un qualsiasi modo la coscrizione (meno di 50.000 furono in tutto i coscritti "temporanei"); poi venivano arruolati i volontari. Quando il presidente ne richiese 75.000 se ne vide arrivare 94.000; entro il primo anno del conflitto superarono il mezzo milione in ferma per 3 anni.

Comandante in capo: presidente degli Stati Uniti d'America
1. Abraham Lincoln (1861-65. Privo di esperienza militare a lungo termine, aveva però studiato la filosofia della guerra di Carl von Clausewitz); responsabile della condotta generale del conflitto.
2. Andrew Johnson (1865)

Comandante generale dell'esercito statunitense:
1. Winfield Scott (1861); responsabile della condotta generale delle operazioni sui vari fronti del conflitto (Teatro Orientale - Teatro Occidentale - Teatro Trans-Mississippi - Teatro basso litoraneo - Teatro della Costa Pacifica).
2. George McClellan (1861-62)
3. Henry Halleck (1862-64)
4. Ulysses S. Grant (1864-65).

Segretario alla Guerra degli Stati Uniti d'America
1. Simon Cameron (1861-62)
2. Edwin McMasters Stanton (1862-65); responsabile dell'organizzazione, preparazione e apprestamento degli eserciti. Tramite tra il presidente e il comandante generale e suo rappresentante di fronte all'Union Army e ai suoi singoli comandanti.

Segretario alla Marina degli Stati Uniti d'America
1. Gideon Welles; responsabile del coordinamento delle Operazioni navali e del mantenimento del Blocco dell'Unione.

Infine il Segretario di Stato degli Stati Uniti d'America:
1. William H. Seward (1861-65); responsabile del coordinamento della politica estera e delle relazioni bilaterali con le nazioni straniere rimaste estranee al conflitto e quindi ufficialmente in stato di neutralità.

| Comando unionista del Teatro Orientale della guerra di secessione americana |
| --- |
| - Luogotenente generale Ulysses S. Grant, USA - Maggior generale George McClellan, USA - Maggior generale Irvin McDowell, USA - Maggior generale John Pope, USA - Maggior generale Ambrose Burnside, USA - Maggior generale Joseph Hooker, USA - Maggior generale George G. Meade, USA |

| Comando unionista del Teatro Occidentale della guerra di secessione americana |
| --- |
| - Luogotenente generale Ulysses S. Grant, USA - Maggior generale Henry Halleck, USA - Maggior generale William Tecumseh Sherman, USA - Maggior generale George H. Thomas, USA - Maggior generale Don Carlos Buell, USA - Maggior generale William Starke Rosecrans, USA - Maggior generale James B. McPherson, USA |

| Comando unionista del Teatro Trans-Mississippi della guerra di secessione americana |
| --- |
| - Maggior generale Nathaniel Banks, USA - Maggior generale James G. Blunt, USA - Maggior generale Edward Canby, USA - Maggior generale Samuel Ryan Curtis, USA - Maggior generale John Charles Frémont, USA - Maggior generale Nathaniel Lyon, USA - Maggior generale John Pope, USA - Maggior generale William S. Rosecrans, USA - Maggior generale John Schofield, USA |

### Giuseppe Garibaldi

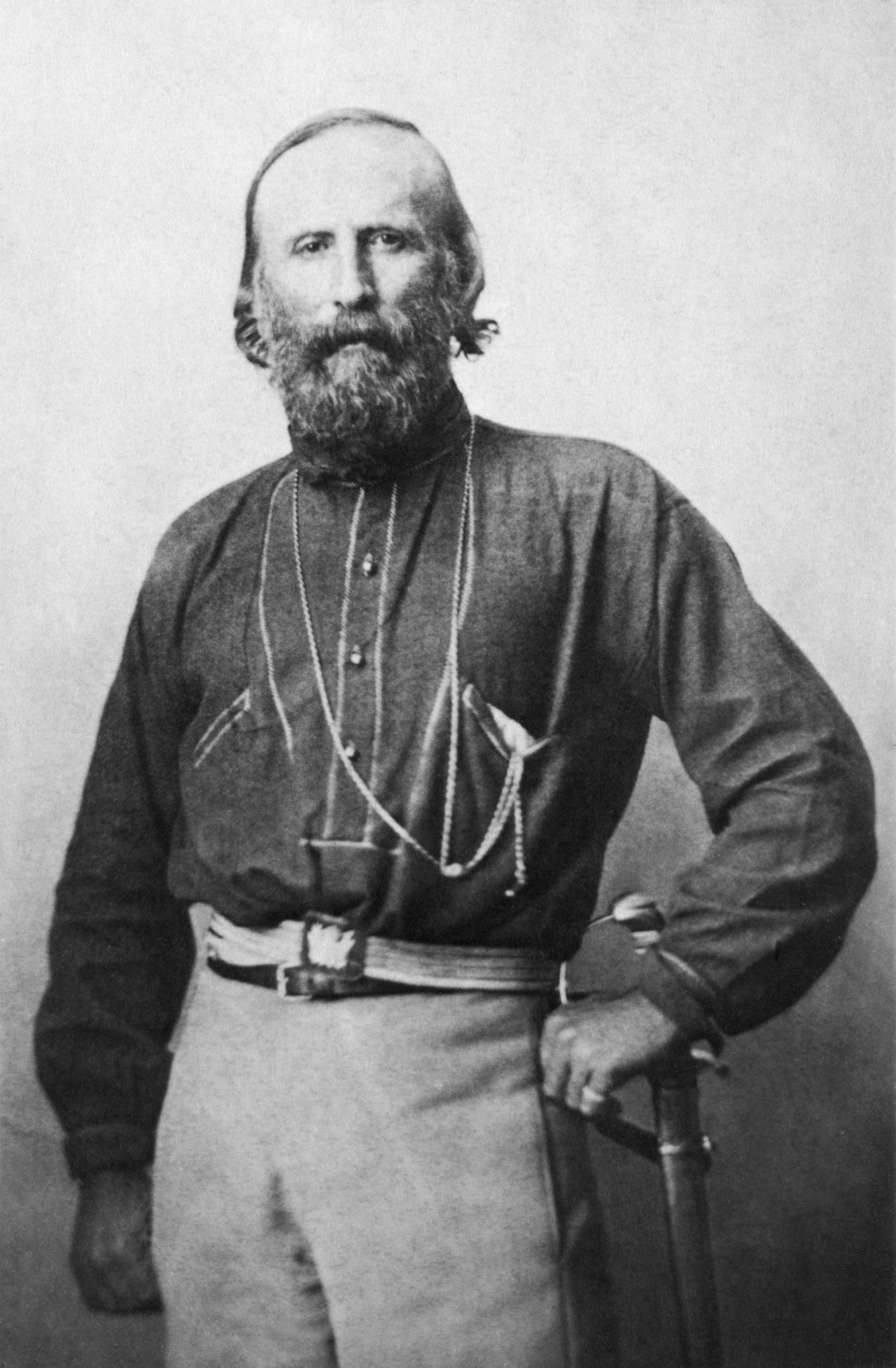
Giuseppe Garibaldi nel 1861.

Al momento dello scoppio della guerra civile americana Giuseppe Garibaldi era una figura molto popolare; il 39th New York Infantry Regiment fu denominato anche "Guardia Garibaldi".
Nel 1861 lo stesso patriota italiano offrì i suoi servigi al presidente; gli venne offerta la carica di Maggior generale attraverso la lettera del Segretario di Stato William H. Seward diretta a Henry Shelton Sanford - ambasciatore degli Stati Uniti in Belgio, il 17 luglio 1861. Il 18 settembre seguente il diplomatico inviò la seguente risposta a Seward:
Secondo lo storico italiano Arrigo Petacco "Garibaldi era pronto ad accettare all'inizio del 1862 l'offerta di Lincoln, ma ad una condizione; che cioè l'obiettivo della guerra dichiarato fosse l'abolizione della schiavitù. Ma in quel particolare momento il presidente non era ancora disposto a fare una simile affermazione perché credeva che ciò avrebbe potuto solo peggiorare la già seria crisi agricola".
Sebbene l'invecchiato Garibaldi abbia declinato con rispetto l'offerta di Lincoln, Washington reclutò molti degli ex ufficiali del generale. Il 6 agosto 1863, subito dopo aver emesso il Proclama di emancipazione, Garibaldi scrisse personalmente a Lincoln: "Ai posteri chiamarti il grande emancipatore, un altro titolo derivante da una qualsiasi testa coronata non vi potrebbe essere; esso e più meritevole di ogni altro tesoro semplicemente mondano".

### Composizione etnica

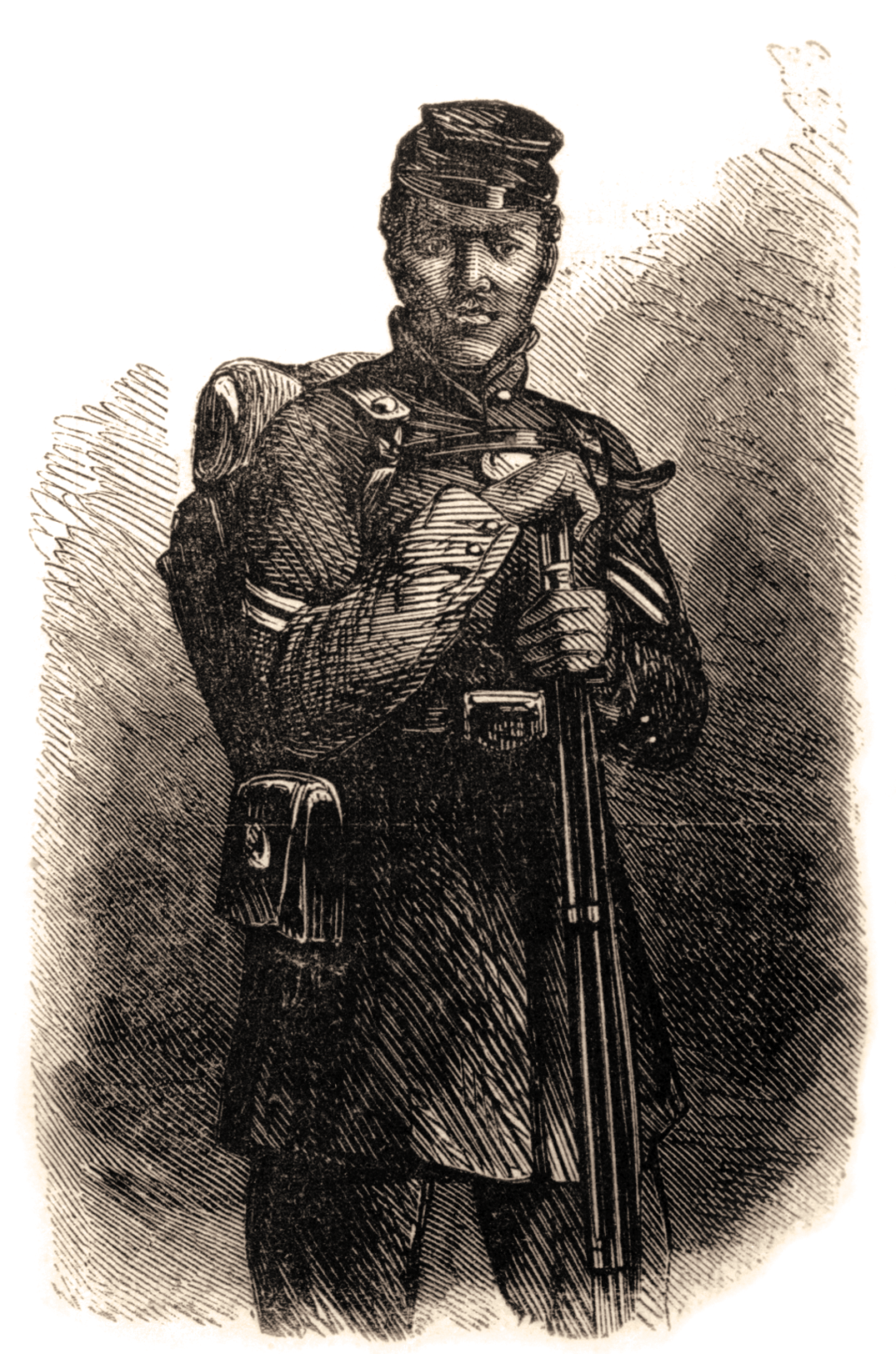
Illustrazione di Gordon (schiavo) in uniforme nel 1863.

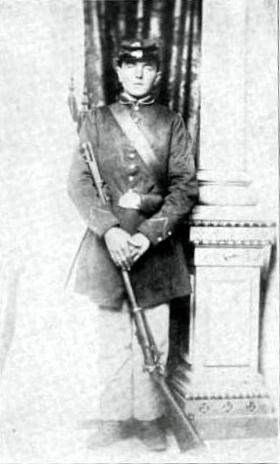
Il ventenne immigrato tedesco John Haag della Compagnia B, 26th Wisconsin Volunteer Infantry Regiment nell'agosto del 1862.

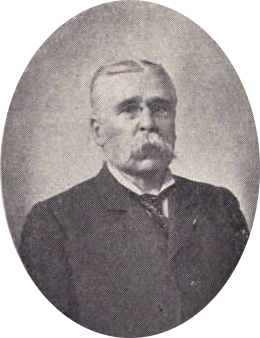
Il colonnello italoamericano Luigi Palma di Cesnola.

Il generale unionista di origine polacca Włodzimierz Krzyżanowski.

L'esercito unionista fu composto da molti gruppi etnici differenti, tra cui un gran numero di immigrati prevalentemente di origini europee. Circa il 25% dei bianchi americani che prestarono il proprio servizio nell'esercito unionista furono figli o discendenti di stranieri; ciò viene a significare che circa 1.600.000 arruolati furono composti da uomini nati negli Stati Uniti, inclusi circa 200.000 afroamericani.
Altri 200.000 o poco più furono rappresentati da tedeschi americani (definiti come tutti coloro che parlavano la lingua tedesca). Poco meno di 200.000 soldati e marinai furono irlandesi americani; alcuni altri militari provennero anche dall'isola di Malta, dall'Impero anglo-indiano e dall'Impero russo, infine vi furono sia italoamericani che ebrei americani. La maggior parte dei nati all'estero furono inglesi, scozzesi e canadesi.
| Numeri assoluti | Percentuali | Origini |
| --------------- | ----------- | --- |
| 1.000.000       | 45,4        | Bianchi americani nativi. |
| 216.000         | 9,7         | Tedeschi americani-immigrati |
| 210.000         | 9,5         | Afroamericani. Metà erano liberti che vivevano nel Nord e metà erano ex schiavi provenienti dal Sud. Erano guidati principalmente da ufficiali bianchi in più di 160 reggimenti di colore e nei reggimenti federali organizzati come United States Colored Troops. |
| 200.000         | 9,1         | Irlandesi americani-immigrati |
| 90.000          | 4,1         | Olandesi. |
| 50.000          | 2,3         | Canadesi. |
| 50.000          | 2,3         | Inglesi. |
| 40.000          | 1,8         | Francesi o Franco-canadesi. Circa la metà nati negli Stati Uniti, il resto nel Québec. |
| 20.000          | 0,9         | Paesi nordici (Norvegesi americani, Svedesi americani, Finlandesi americani e Danesi americani). |
| 7.000           | 0,3         | Italoamericani |
| 7.000           | 0,3         | Ebrei americani |
| 6.000           | 0,2         | Messicano-statunitensi |
| 5.000           | 0,2         | Polacchi americani (molti dei quali hanno prestato servizio nella 58th New York Volunteer Infantry Regiment-Legione polacca del Brigadier generale Włodzimierz Krzyżanowski)                                                                                       |
| 4.000           | 0,1         | Nativi americani degli Stati Uniti d'America |
| 295.000         | 14,3        | Diverse centinaia di altre nazionalità (tra cui ungheresi, portoghesi, cinesi e indiani) |

Molti soldati immigrati formarono i propri reggimenti come la "Irish Brigade" (69th New York, 63rd New York, 88th New York, 28th Massachusetts, 116th Pennsylvania); la "Swiss Rifles" (15th Missouri); la "Gardes Lafayette" (55th New York); la "Garibaldi Guard" (39th New York); la "Martinez Militia" (1st New Mexico); la "Polish Legion" (58th New York); la "German Rangers" (52nd New York); la "Cameron Highlanders" (79th New York Volunteer Infantry) ed infine anche la "Scandinavian Regiment" (15th Wisconsin).
Ma a parte questi casi per la maggior parte i soldati nati all'estero erano dispersi individualmente in tutte le unità. Tanto per fare un confronto il Confederate States Army non era invece molto diversificato: il 91% dei soldati combattenti per il Sud erano uomini bianchi nativi; mentre solamente il 9% risultavano di origine straniera, con gli irlandesi a rappresentare il gruppo maggiormente rappresentato, a seguire gli altri tra cui tedeschi, francesi, messicani (sebbene la maggior parte di essi semplicemente nati quando il Sud-ovest era ancora parte del Messico) e britannici.
Una certa propaganda Sudista condannò senza appello i soldati nati all'estero presenti nell'esercito dell'Unione, etichettati come meticci assimilabili ai neri e paragonandoli agli odiati Assiani della guerra d'indipendenza americana; inoltre un numero relativamente ristretto di nativi americani (Cherokee, Chickasaw, Choctaw e Creek del Territorio indiano) combatterono per la Confederazione.

### Esercito
Composto da fanteria, cavalleria, artiglieria, affiancate dal Genio militare (ricognizione dl terreno) e dai Corpi delle Segnalazioni (collegamenti ottici).
Stato maggiore generale
- Aiutante generale dell'United States Army:

1. Lorenzo Thomas (1861-65) - (reclutamento, organizzazione, destinazione delle grandi Unità militari terrestri nonché la trasmissione delle disposizioni del Comando Supremo alle singole Armate e ricezione dei rapporti, più tutto quanto concerne gli organici: avanzamento, dimissioni e distribuzione dei comandi);

- Ispettore generale (controllo circa la situazione corrente, il morale, l'equipaggiamento e l'efficienza dei cari corpi e servizi);
- Capo della polizia militare;
- Giudice-avvocato generale;
- Capo del servizio Amministrazione;
- Quartiermastro generale dell'United States Army:

1. Montgomery Cunningham Meigs

- Direttore del servizio Artiglieria (Chief of Ordnance of the United States Army).

1. James Wolfe Ripley (1861-63)
2. George Douglas Ramsay (1863-64)
3. Alexander Brydie Dyer (1864-65)

- Commissario-generale:
- Direttore della Sanità militare.

Più il servizio genieri-Comunicazioni ferroviarie:
1. Daniel Craig McCallum, affiancato da Herman Haupt

Armate
- Armata dell'Arkansas:

1. Frederick Steele (1863-64)
2. Joseph Jones Reynolds (1864-65)

- Armata di confine:

1. Samuel Ryan Curtis (1864)

- Armata del Cumberland:

1. William Starke Rosecrans (1862-63)
2. George H. Thomas (1863-65)

- Armata della Georgia:

1. Henry Warner Slocum (1864-65)

- Armata di frontiera:

1. John Schofield (1862)
2. James Gillpatrick Blunt (1862)
3. John Schofield (1862-63)
4. Francis Jay Herron (1863)

- Armata del Golfo:

1. Benjamin Butler (1862)
2. Nathaniel Banks (1862-64)
3. Stephen Augustus Hurlbut (1864-65)
4. Nathaniel Banks (1865)
5. Edward Canby (1865)

- Armata del James:

1. Benjamin Butler (1864-65)
2. Edward Ord (1865)

- Armata del Kentucky:

1. William "Bull" Nelson (1862)
2. Charles Champion Gilbert(1862)
3. Gordon Granger (1862-63)

- Armata del Mississippi (Unione):

1. John Pope (1862);
2. William S. Rosecrans (1862)
3. John Alexander McClernand (1863)

- Armata del Mississippi dell'Ovest:

1. Edward Canby (1865)

- Armata dell'Ohio:

1. Don Carlos Buel (1861-62)
2. William S. Rosecrans (1862)
3. Ambrose Burnside (1863)
4. John G. Foster (1863-64)
5. John Schofield (1864)
6. Jacob D. Cox (1864)
7. John Schofield (1864-65)
8. Jacob D. Cox (1865)
9. John Schofield (1865)

- Armata del Potomac:

1. Irvin McDowell (1861)
2. George McClellan (1861-62)
3. Ambrose Burnside (1862-63)
4. Joseph Hooker (1863)
5. George G. Meade (1863-65)

- Armata dello Shenandoah:

1. Robert Patterson (1861)
2. Nathaniel Banks (1861-62)
3. David Hunter (1864)
4. Philip Henry Sheridan (1864)
5. Horatio Gouverneur Wright (1864)
6. Philip H. Sheridan (1864-65)
7. Alfred Thomas Archimedes Torbert (1865)

- Armata del Sudovest:

1. Samuel R. Curtis (1861-62)
2. Frederick Steele (1862)

1. Eugene Asa Carr (1862)
2. Willis Arnold Gorman (1862)

- Armata del Tennessee:

1. Ulysses S. Grant (1861-63)
2. William Tecumseh Sherman (1863-64)
3. James B. McPherson (1864)
4. John A. Logan (1864)
5. Oliver O. Howard (1864-65)
6. John A. Logan (1865)

- Armata della Virginia:

1. John Pope (1862)

- Armata della Virginia Occidentale.

1. Franz Sigel (1864)
2. David Hunter (1864)
3. George Crook (1864)

L'Union Army fu la forza terrestre che combatté per l'Unione durante la guerra civile, proveniente direttamente dall'United States Army. Inizialmente consistente in una ridotta forza regolare, ma ben presto accresciuto da un massiccio numero di unità militari terrestri fornite dagli Stati del Nord integrate da volontari e coscritti. L'esercito unionista riuscì alla fine a sconfiggere dopo 4 anni il Confederate States Army.
In circa 360.000 rimasero uccisi e circa 280.000 furono i feriti; guidato dal generale Ulysses S. Grant l'esercito dell'Unione lanciò una guerra di logoramento la quale avrebbe costretto alla resa il comandante Sudista Robert Edward Lee. La Presidenza di Ulysses S. Grant dal 1869 al 1877 dominò di lì a poco dopo il periodo detto "Era della ricostruzione".
L'uniforme dei soldati unionisti non venne standardizzata prima del 1862, quando fu stabilito che cappotti, giacche e pantaloni dovessero essere di un tessuto dal colore blu scuro; a causa di carenze nella produzione spesso s'indossarono vestiti civili blu i quali erano usi a sbiadire. Le provviste da far affluire nelle zone interessate dai campi di battaglia costituirono uno dei più grossi tra i problemi logistici che si dovettero affrontare.
La situazione migliorò notevolmente grazie all'adozione di innovative tecniche di conservazione degli alimenti e di altri prodotti di prima necessità, ma soprattutto per merito dei trasporti ferroviari. Il generale Montgomery C. Meigs fu uno dei leader più importanti dell'esercito in questo settore.
La guerra civile portò ad innumerevoli innovazioni anche nelle tattiche di strategia militare; in un certo senso gli armamenti si erano già evoluti al di là delle tattiche le quali non avrebbero però tardato a cambiare verso il termine del conflitto. Le reti ferroviarie consentirono il massiccio movimento ed afflusso delle truppe.
Il telegrafo fu utilizzato da entrambe le parti, permettendo in tal modo ai capi militari e politici di più alto livello di far inoltrare gli ordini e ricevere i rapporti dai comandanti sul fronte. Come regola generale le truppe unioniste furono sempre meglio rifornite rispetto ai loro rivali meridionali.
Le cure mediche rimasero, almeno all'inizio, molto disorganizzate e carenti; ma un poco alla volta gli esperti di medicina cominciarono a gestire standard più elevati e crearono un'agenzia nota come "Commissione sanitaria"; questa produsse capacità professionali maggiori e condusse ad alcuni dei primi progressi in campo medico-chirurgico come specializzazione indipendente. Il generale William Alexander Hammond del corpo medico svolse un lavoro importante e fornì alcuni alti dirigenti in questo settore.
La cura dei feriti inoltre risultò essere notevolmente migliorata da pionieri medici come Clara Burton, che spesso lavorò solamente per fornire provviste e assistenza e che condusse ad un nuovo livello di dedizione nell'aiuto ai feriti.

### Marina

Un giovane marinaio dell'Union navy.

L'Union Navy è il nome applicato all'United States Navy durante la guerra civile per contrapporsi alla Marina della sua diretta rivale, la Confederate States Navy. Le principali missioni ad essa affidate furono:

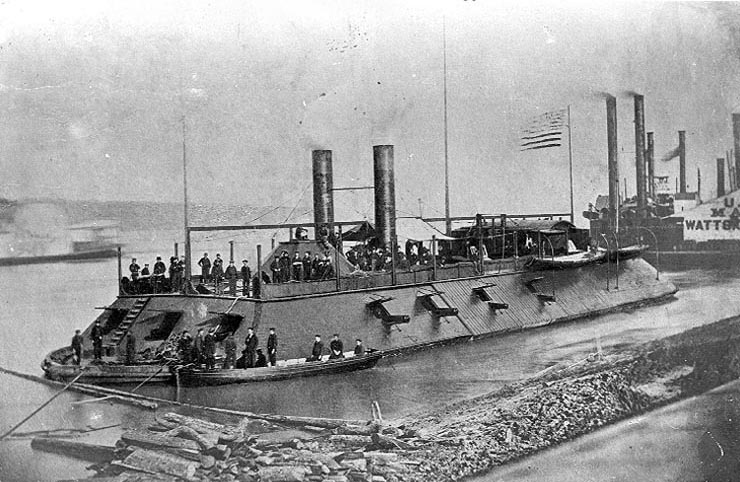
La nave da battaglia USS Cairo nel 1862.

1. mantenere il blocco dell'Unione sugli scali portuali confederati così da limitarne drasticamente il commercio; dichiarato dal Presidente a partire dal 19 aprile 1861 proseguì fino alla conclusione della ribellione;
2. mettere fuori uso le navi da guerra della Confederazione in combattimento;
3. portare il conflitto nei luoghi degli Stati separatisti che erano inaccessibili all'esercito, ma a cui si poteva accedere per via fluviale e/o marina;
4. sostenere le azioni terrestri fornendo supporto di copertura, trasporti e comunicazioni nei fiumi dell'interno.

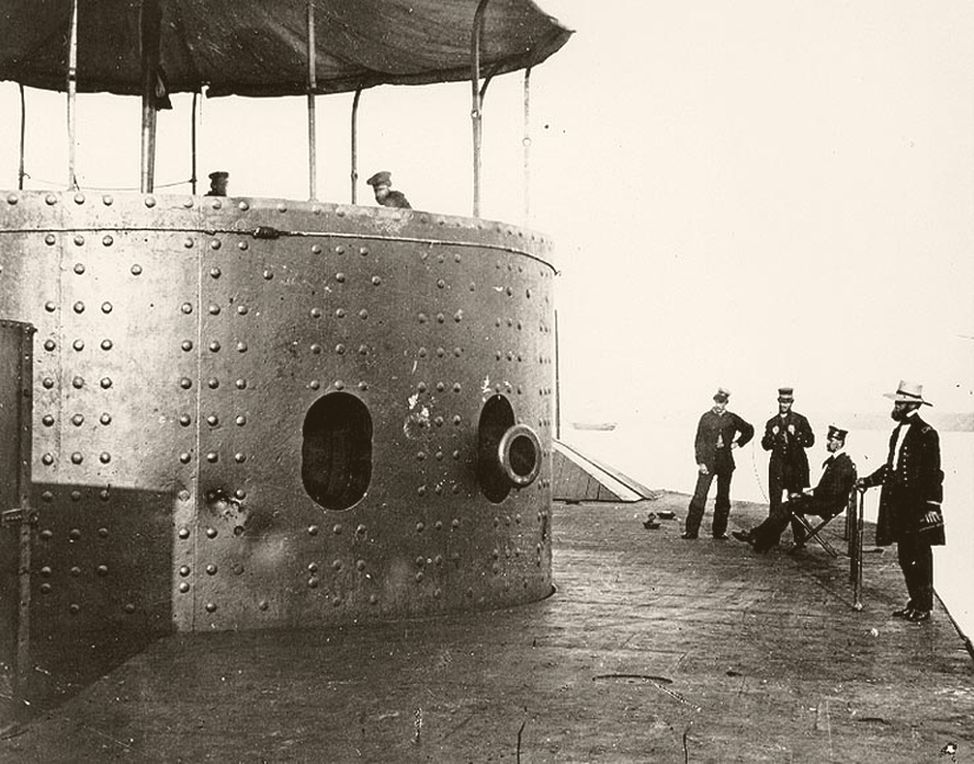
La torretta dalla USS Monitor nel 1862.

Per potere raggiungere tali obiettivi la Marina unionista dovette subire una profonda opera di trasformazione, sia in ambito tecnico che più eminentemente istituzionale; nel corso del conflitto il veliero venne definitivamente soppiantata dal piroscafo per scopi di combattimento.
I rivestimenti in legno che precedentemente erano protetti da un'armatura vennero presto sostituiti da ferro o acciaio; gli armamenti a disposizione, seppur numericamente ridotti, aumentarono di dimensioni e portata; la riduzione del numero venne parzialmente compensata dalle torrette rotanti.
All'inizio della guerra l'Unione disponeva di 42 imbarcazioni su commissione; in seguito una tale cifra si accrebbe del 1.500%, tanto che alla fine ebbe 671 navi. A causa della fretta della loro progettazione e costruzione la maggior parte di esse soffriva - in questo periodo di rapida espansione - di difetti strutturali più o meno gravi i quali avrebbero reso largamente inadeguato il loro utilizzo in un sistema difensivo permanente.
Di conseguenza al termine del conflitto la maggior parte di esse fu presto dismessa dal servizio attivo ed il numero di navi a disposizione ritornò rapidamente a livelli prebellici.

### Reclutamento dei volontari

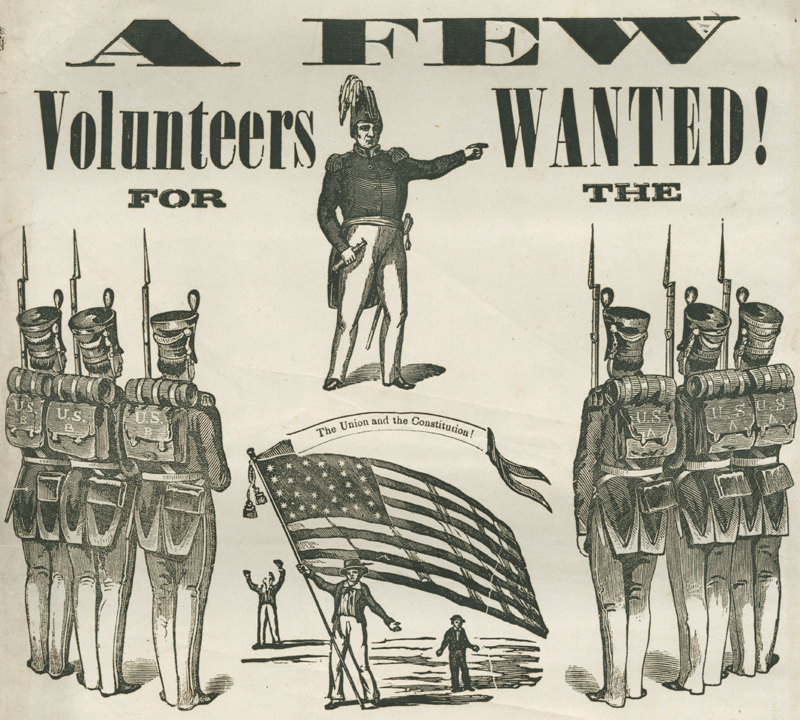
"Si cercano volontari per l'America" in un manifesto del 1861.

Subito dopo la Battaglia di Fort Sumter - in cui Fort Sumter venne attaccato dal Confederate States Army - una folla di giovani entusiasti richiesero con insistenza di unirsi ai neonati Corpi d'armata composti da volontari dell'Union Army; questo durò per tutto il 1861; fecero domanda con il pieno sostegno delle famiglie coinvolte, sia per motivi di patriottismo che per trovare e vivere un nuovo stato di eccitazione.

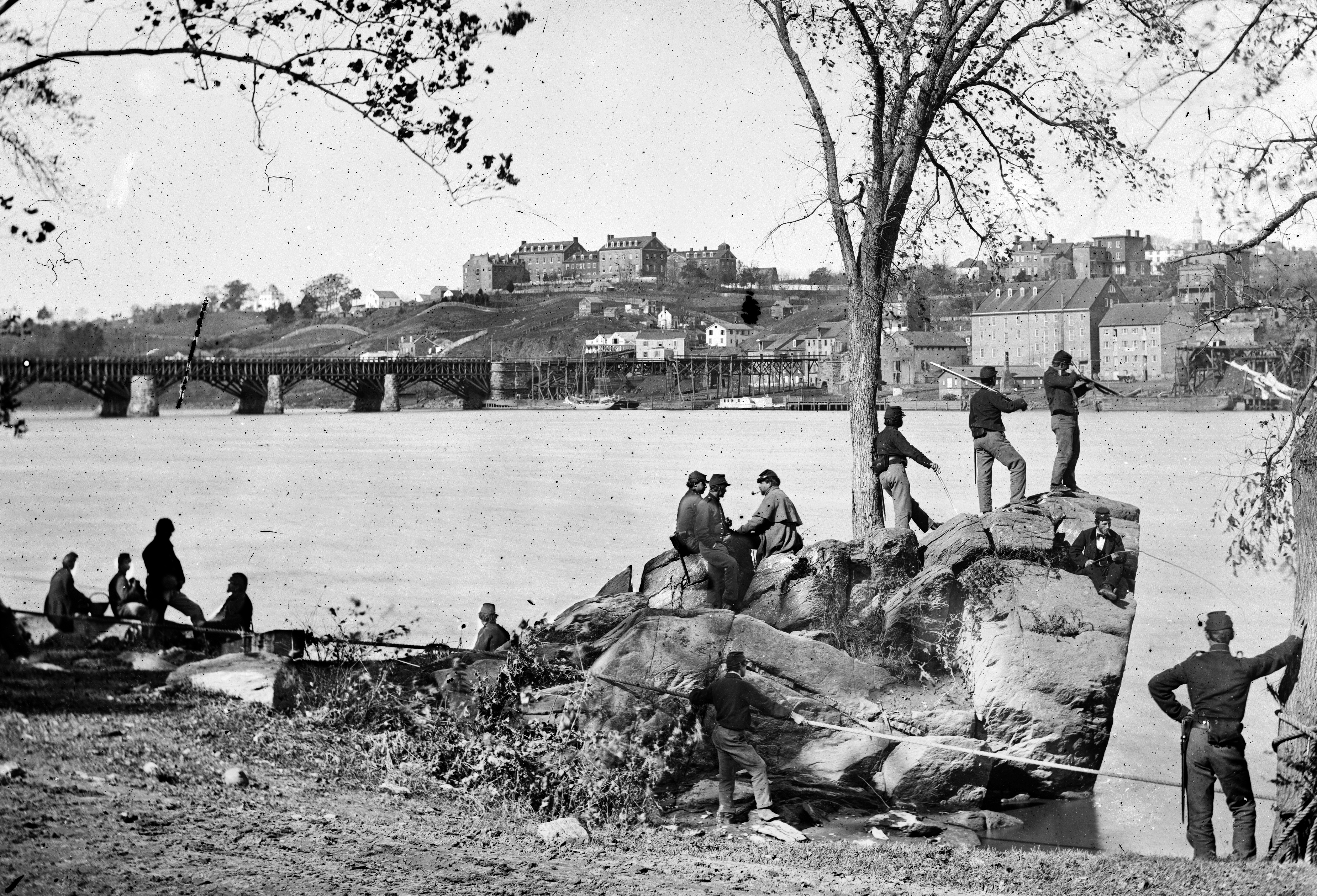
Soldati unionisti appena arruolati sulle rive del fiume Potomac nel 1861.

La presidenza di Abraham Lincoln decise quindi di mantenere intatto il piccolo esercito regolare; esso poteva allora contare solo su 16.000 uomini appostati e risultava essere strettamente necessario per mantenere il controllo del territorio nonché per proteggere le frontiere potenzialmente rimaste scoperte.
I suoi ufficiali poterono, tuttavia, unirsi alle forze volontarie temporanee che si erano velocemente costituite, con l'aspettativa implicita che la loro esperienza avrebbe facilmente potuto condurre a promozioni rapide. Ciò accadde sia per Ulysses S. Grant che per William Tecumseh Sherman, futuri generali di primo piano e vincitori di fatto rispettivamente nel Teatro Orientale e nel Teatro Occidentale

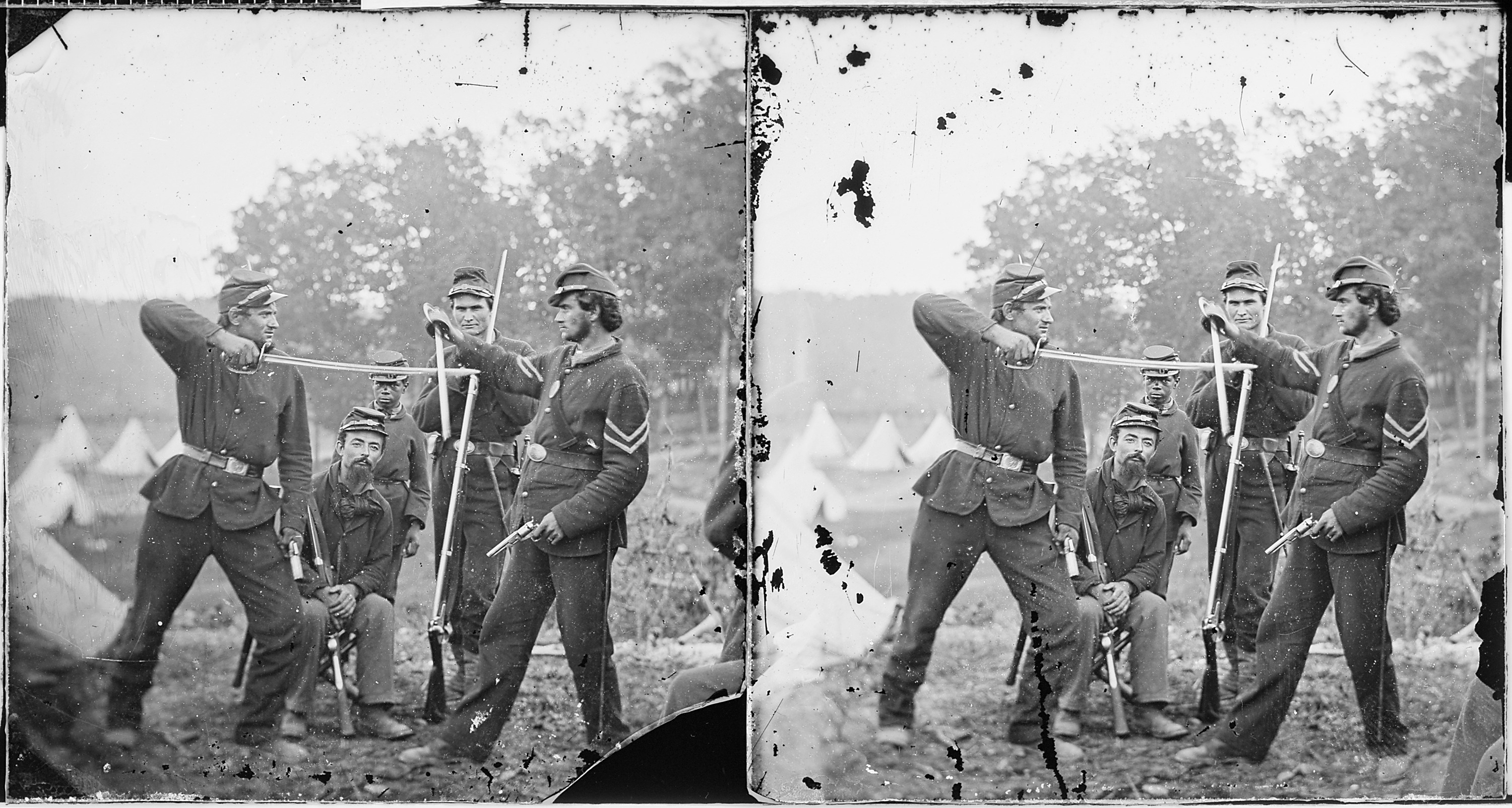
Soldati unionisti mentre si allenano all'arma bianca in una foto di Mathew B. Brady.

Il problema principale inerente ai volontari fu rappresentato essenzialmente dalla loro grave mancanza di pratica e allenamento sul campo, capacità di leadership ed organizzazione e pianificazione ai massimi livelli. Il Governo federale invitò tutti gli Stati federati a contribuire con un certo numero prefissato di contingenti di truppa.
Ogni governatore del Nord si diede pertanto molto da fare per raccogliere ed equipaggiare al meglio i propri reggimenti, inviando poi le fatture relative ai costi di mezzi e campi d'addestramento al Dipartimento della Guerra. Gli uomini così assoldati poterono eleggere i sottufficiali e i primi ufficiali di più basso grado militare, mentre il governatore ebbe dal canto suo l'onere e il compito di nominare gli ufficiali superiori; a Lincoln in persona spettò l'incombenza di scegliere i generali da mettere al comando.
In generale i politici maggiormente affermati e i leader statali utilizzarono gli apparati partitici delle proprie organizzazioni locali per accrescere la quantità di uomini assoldati ed in vari casi non persero l'occasione di presentarsi in prima fila (se abbastanza in salute) per poter assurgere almeno all'incarico di colonnello.

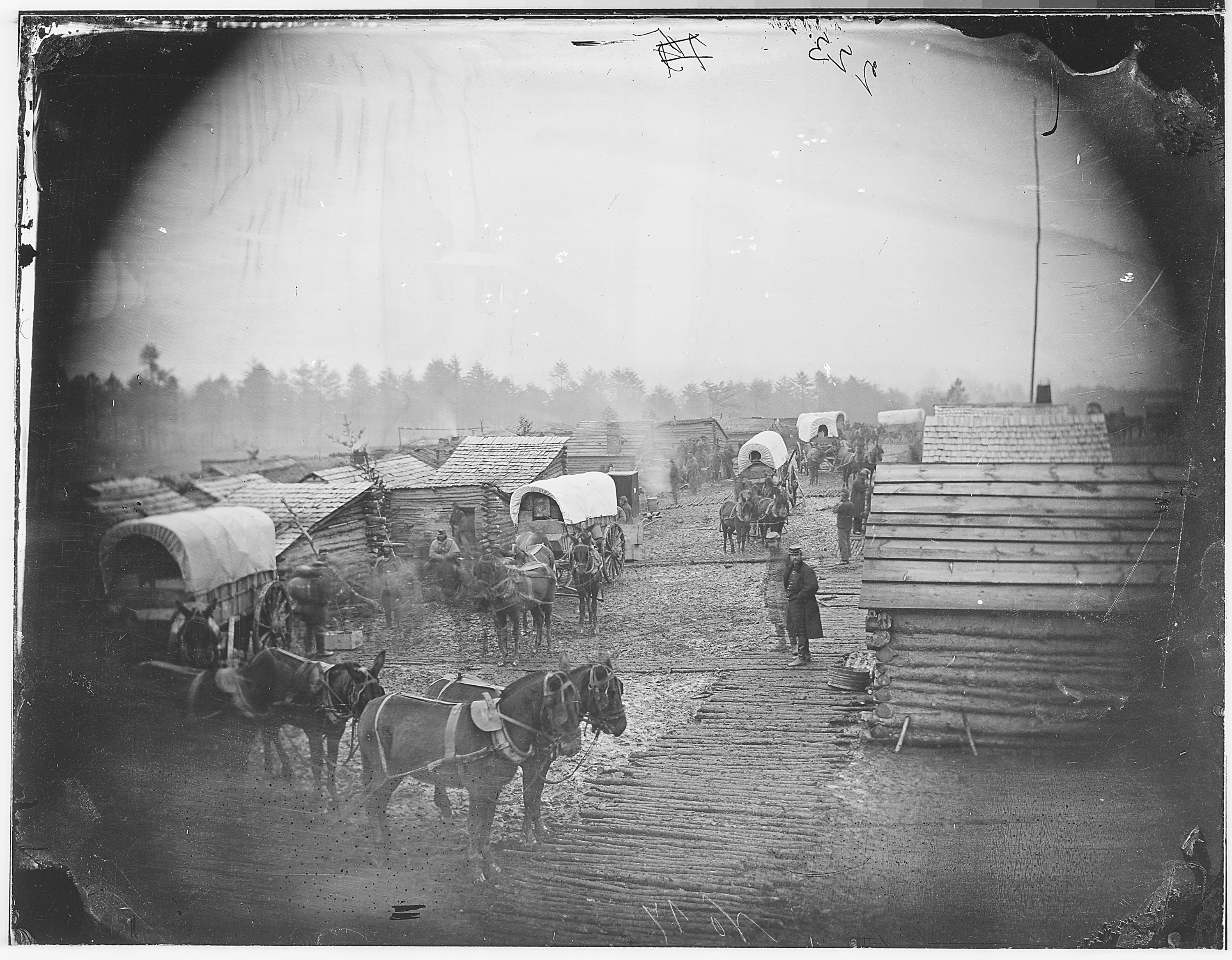
Una scena da campo con carri per i trasporti trainati ai cavalli e baracche improvvisate.

La situazione venutasi così a creare non tardò però a farsi assai problematica, per il fatto che il "Dipartimento" competente, sotto la guida largamente disorganizzata del Segretario alla Guerra Simon Cameron, autorizzò anche i singoli gruppi locali e quelli formatisi spontaneamente tra privati ad irreggimentarsi con le altre forze pur essendo privi di un'adeguata preparazione.
Il risultato diretto ed immediato fu perciò una diffusa confusione interna e gravi ritardi nelle assegnazioni e nella disposizione sulle linee difensive. La Pennsylvania, per fare solamente un esempio di questo stato di cose, ebbe a districarsi da problemi acuti in tal senso, scaturiti per lo più da pressappochismo e superficialità nell'affrontare la questione; difatti quando l'Amministrazione lanciò un appello per richiamare altri 10 reggimenti di effettivi, giunse ad offrirsi in qualità di volontario un numero sufficiente di uomini per formarne quasi 30.
La stragrande maggioranza di tali volontari furono per lo più civili disoccupati o giovani appena usciti dalla fase dell'adolescenza digiuni delle tattiche e bellamente ignari della migliore strategia militare da adottare. Questi vennero inoltre tuttavia dispersi e sparpagliati tra 70 diverse nuove piccole unità militari terrestri; nessuna delle quali poté quindi formare un reggimento al completo.

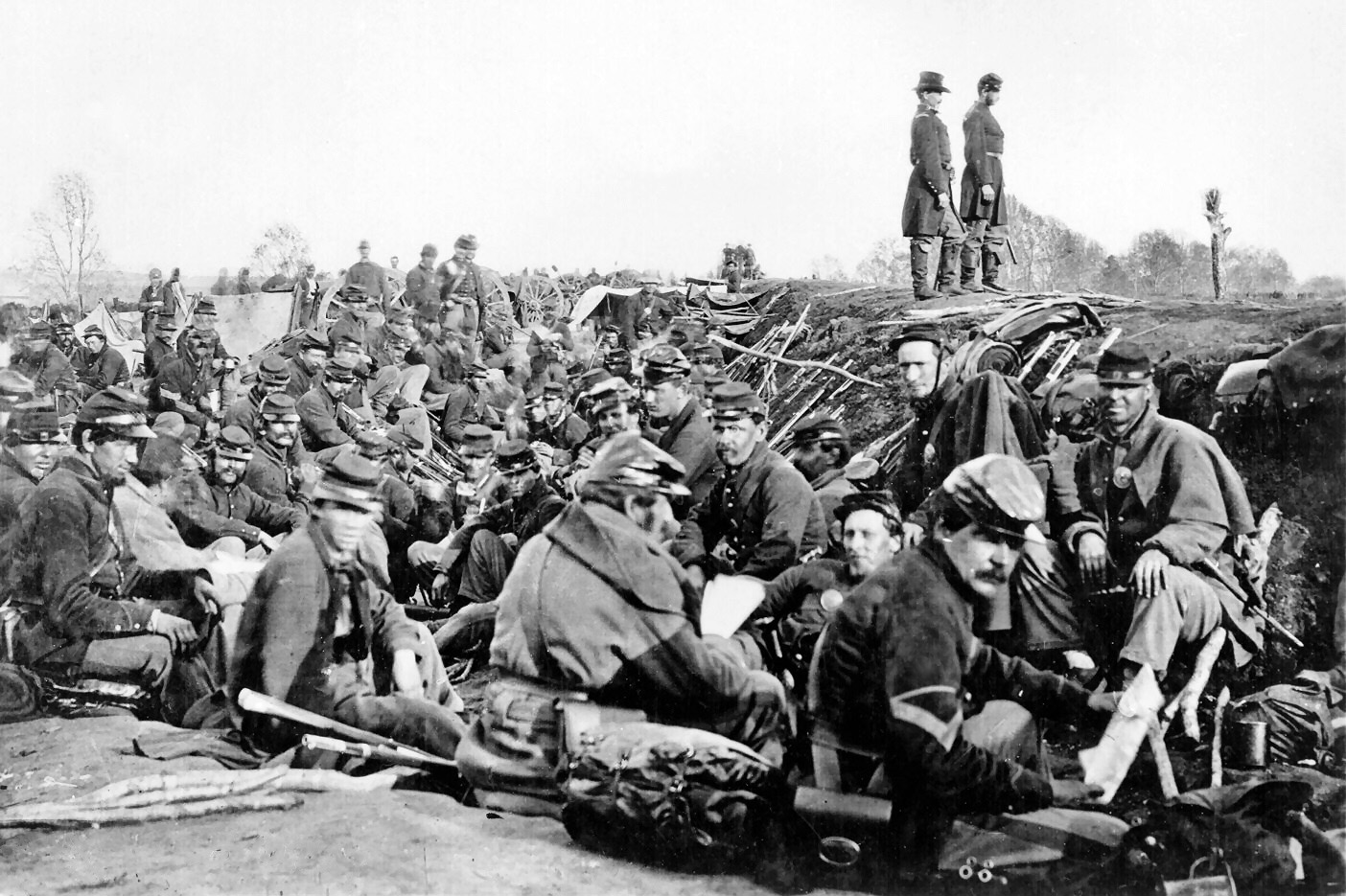
Accampamento di truppe unioniste prima della Seconda battaglia di Fredericksburg nel maggio del 1863.

Ciò continuò fino a quando non fu fatto approvare il completo controllo governativo sulla totalità delle nuove unità, solamente da allora il problema risultò essere risolto. Lo storico Allan Nevins è particolarmente caustico e mordace nella sua estensiva analisi del periodo, viziato da un estremo pressappochismo e da un'ampia superficialità di vedute:
Entro la fine del 1861 vi furono 700.000 soldati ad esercitarsi al combattimento e alla difesa di trincea nei principali campi d'addestramento e nella prima linea del fronte dell'Unione. La prima ondata di reclute provenienti dagli arruolamenti fatti in primavera venne convocata per soli 90 giorni (a tanto ammontava infatti la previsione dei più - giornalisti, politici e uomini d'affari - sulla possibile durata effettiva del conflitto); in seguito questi soldati se ne tornarono a casa loro o vennero reinseriti nei successivi Corpi.
Le leve successive si arruolarono invece per tre anni. Le nuove reclute trascorsero gran parte del loro tempo partecipando alle esercitazioni primarie sotto la guida dei comandanti di formazione inseriti in compagnie e reggimenti.

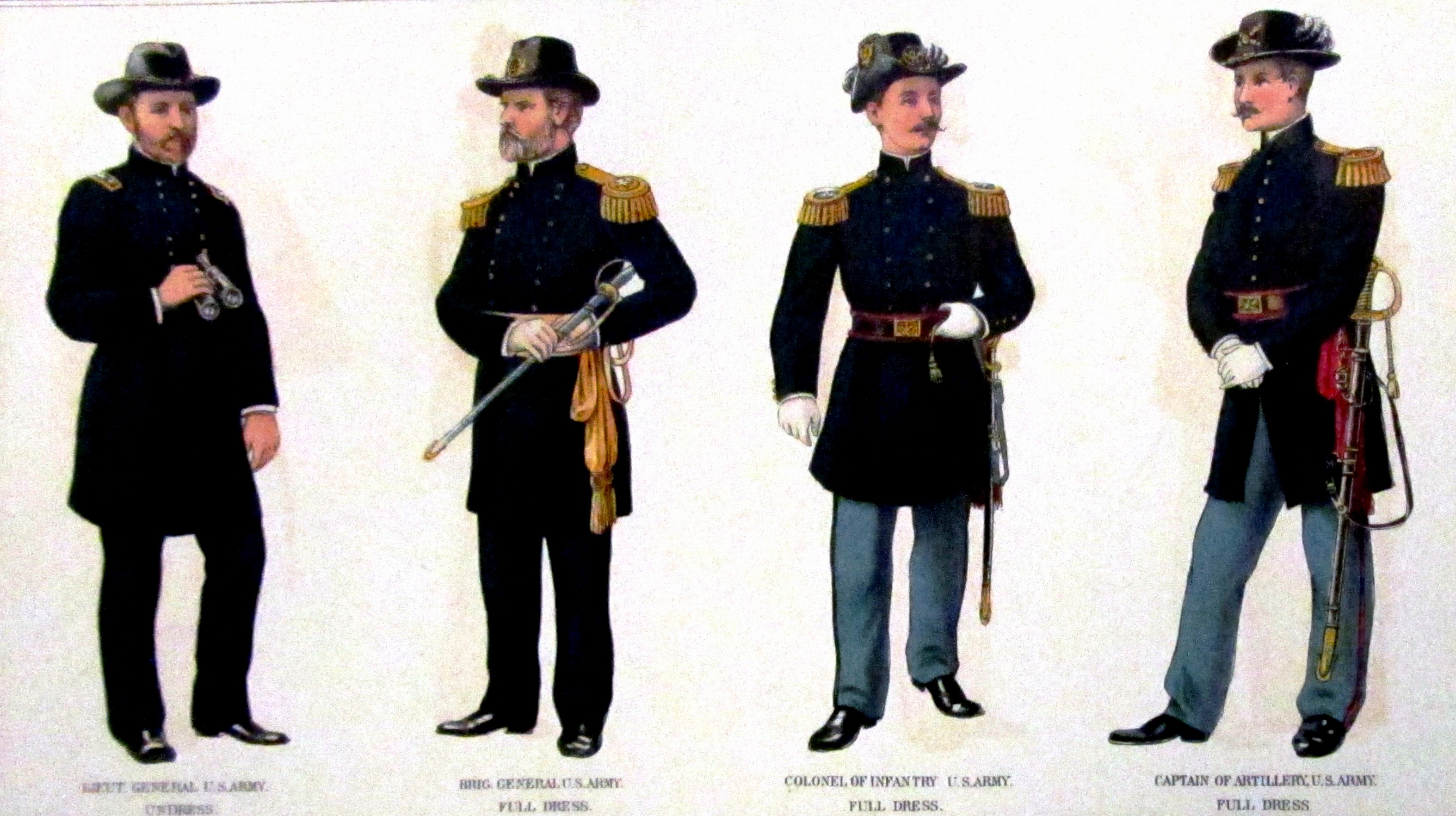
Alcuni esempi di uniformi unioniste.

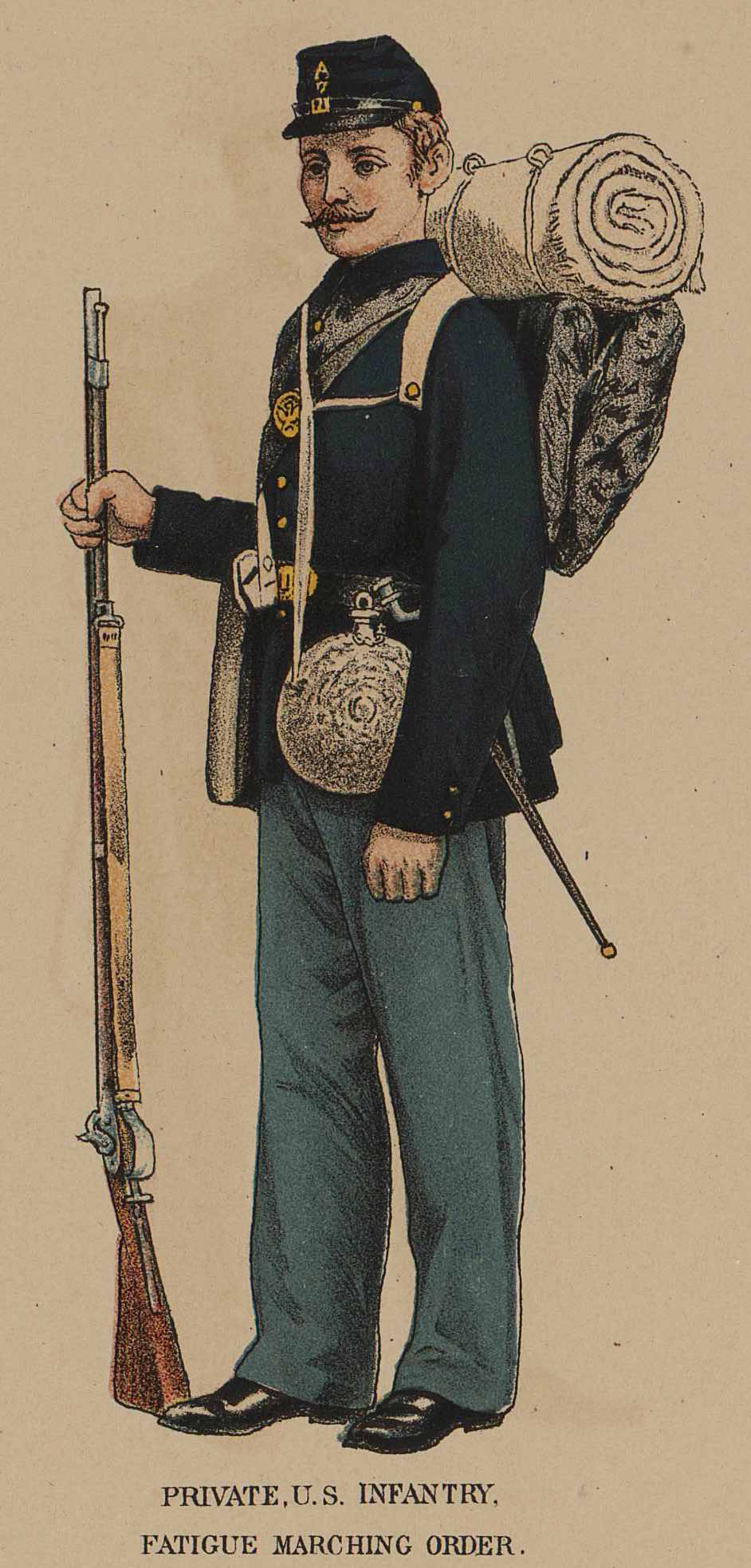
Illustrazione raffigurante un soldato unionista equipaggiato di tutto punto.

Gli scontri svoltisi nel corso del primo anno di belligeranza, sebbene siano stati strategicamente importanti per il prosieguo delle relative campagne, coinvolsero forze relativamente piccole e vi fu un numero minore di vittime, se confrontato a quello che accadde in seguito. Contrarre una qualche malattia rimase una causa molto più grave di ospedalizzazione o morte rispetto alle ferite subite in battaglia.
Durante i primi mesi si indossarono uniformi di assai bassa qualità prodotte con materiale "scadente", ma già in autunno le nuove casacche fatta di tessuto di lana robusto, colorato in blu, furono messe a disposizione in serie grazie al lavoro di operai e operaie del comparto tessile e della manifattura.
Le medio-piccole, ma subito a seguire anche le grandi fabbriche e i poli industriali della nazione vennero convertite agli scopi bellici per produrre fucili e pistole di ultima generazione, spade e coltelli, cannoncini d'artiglieria, carri per il trasporto degli approvvigionamenti, tende da accampamento, set di telegrafia mobile e finanche tutta quella miriade di altri oggetti specifici di cui l'esercito aveva urgentemente bisogno.
Mentre il business degli affari di imprenditori e industriali rimasero per lo più depressi o comunque mantenendosi ad un basso livello per l'intera primavera del 1861, a causa soprattutto dei timori relativi alla probabile aggressione militare e al boicottaggio messo in atto da parte del Sud, con il trascorrere del tempo cominciarono ad assumere nuove tonalità d'impresa, offrendo ai giovani opportunità lavorative che si dimostrarono in una qualche misura alternative alla coscrizione ma pur sempre un aiuto valido per riuscire a vincere la guerra.
Il "nonpartisanship" rimase la regola costante del primo anno di conflitto, ma con l'estate del 1862 molti esponenti di punta del Partito Democratico smisero di sostenere apertamente lo sforzo bellico; quasi contemporaneamente l'afflusso dei volontari diminuì drasticamente e bruscamente proprio in quelle regioni ove avevano avuto il loro massimo fervore.
Le inevitabili richieste di un numero sempre maggiore di soldati però continuarono, cosicché sia gli Stati che le contee locali adottarono un'offerta di bonus in denaro a chi si fosse arruolato spontaneamente. Con il 1863 entrò in vigore un decreto-legge per appoggiare tale l'iniziativa, ma in realtà ben pochi risposero e servirono, in quanto la proposta legislativa era stata concepita per o per farli diventare dei semplici volontari subordinati o per assumere ruoli in sostituzione di altri effettivi.
Infine vi furono anche quelli che si nascosero o lasciarono il paese per evitare di essere gettati nei campi di battaglia, divenendo a tutti gli effetti dei renitenti e disertori; vennero trattati alla stregua dei complici di Alto tradimento.
Con l'emanazione del Proclama di emancipazione che entrò in vigore a partire dal il 1º gennaio 1863, i singoli centri urbani avrebbero invero cominciato ad avere la possibilità di raggiungere la propria "quota di progetto" sponsorizzando la costituzione di reggimenti di ex schiavi inquadrati ed organizzati nei territori del Sud caduti sotto occupazione militare.

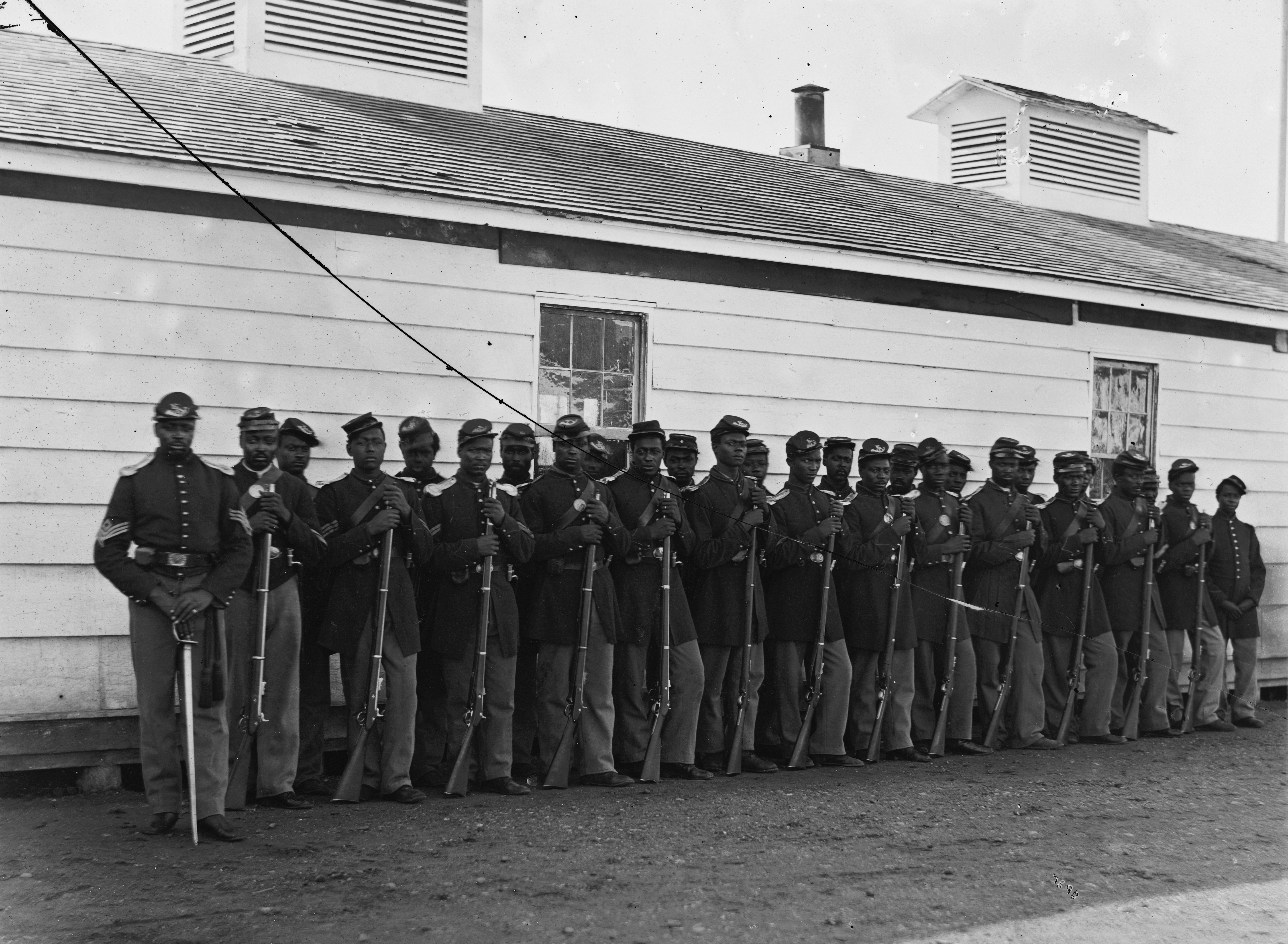
Un gruppo di soldati afroamericani del "4th United States Colored Infantry Regiment" nel 1865.

Questo fu il caso prevalente in Alabama, nel Mississippi e nelle regioni liberate del Tennessee e del Kentucky per quanto riguarda il Teatro Occidentale. Nel fronte del Teatro Orientale invece si abilitarono gli afroamericani del Maryland, della Virginia Occidentale, del Missouri e del Delaware.
Il Michigan era stato fin dall'inizio particolarmente ardente e desideroso di inviare migliaia di volontari. Uno studio commissionato "ad hoc" sulle città di Grand Rapids e Niles rivelò la presenza di una schiacciante ondata di nazionalismo per tutto il 1861, suscitando entusiasmo e passione per la guerra in tutti i segmenti della società civile e fra tutti i diversi gruppi altrimenti rivali e concorrenti, non solamente in ambito politico, ma anche in quelli più prettamente religiosi, etnici e occupazionali.

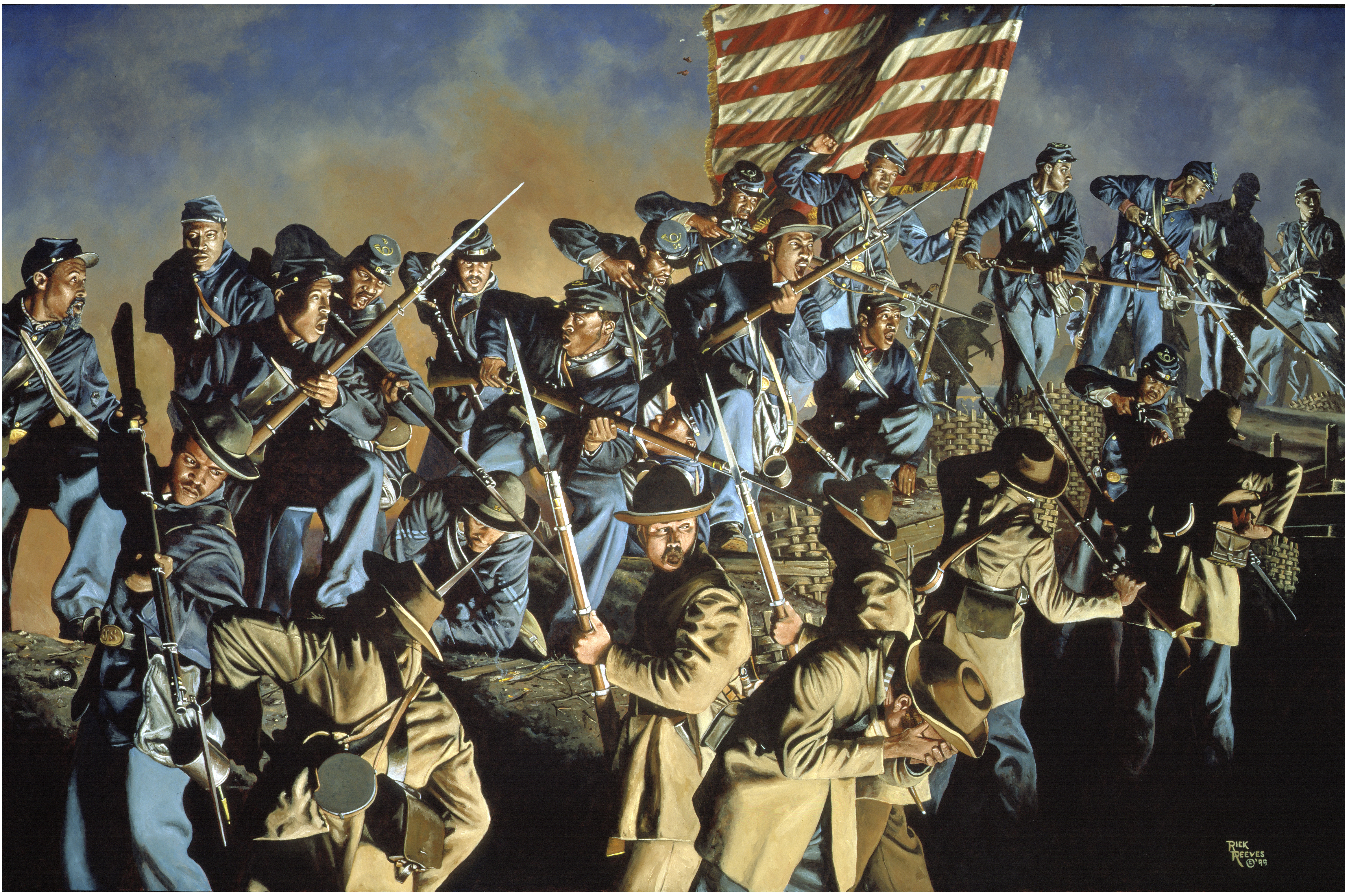
"I nostri soldati hanno combattuto e donato la loro vita per preservare l'Unione, ma anche per porre fine alla schiavitù umana..

A partire dal 1862 tuttavia, con le vittime che stavano sempre più crescendo, il confronto bellico si concentrò sempre più sulla liberazione degli schiavi e la loro definitiva emancipazione e sulla preservazione dell'Unione. I Democratici Copperheads frattanto avevano cominciato a definire la guerra un totale fallimento; divenne quindi uno degli sforzi preminenti del Partito Repubblicano divenne quello di tacciare gli avversari di disfattismo, collusione sempre più esplicita col nemico ed anti-patriottismo.
I sostenitori Repubblicani si fecero via via più partigiani e Radical, segnalando il fatto che quasi tutti i massimi esponenti Democratici erano passati nelle file Sudiste. Gli elettori del Michigan invece rimasero quasi equamente suddivisi tra le due parti nelle Elezioni presidenziali del 1864.

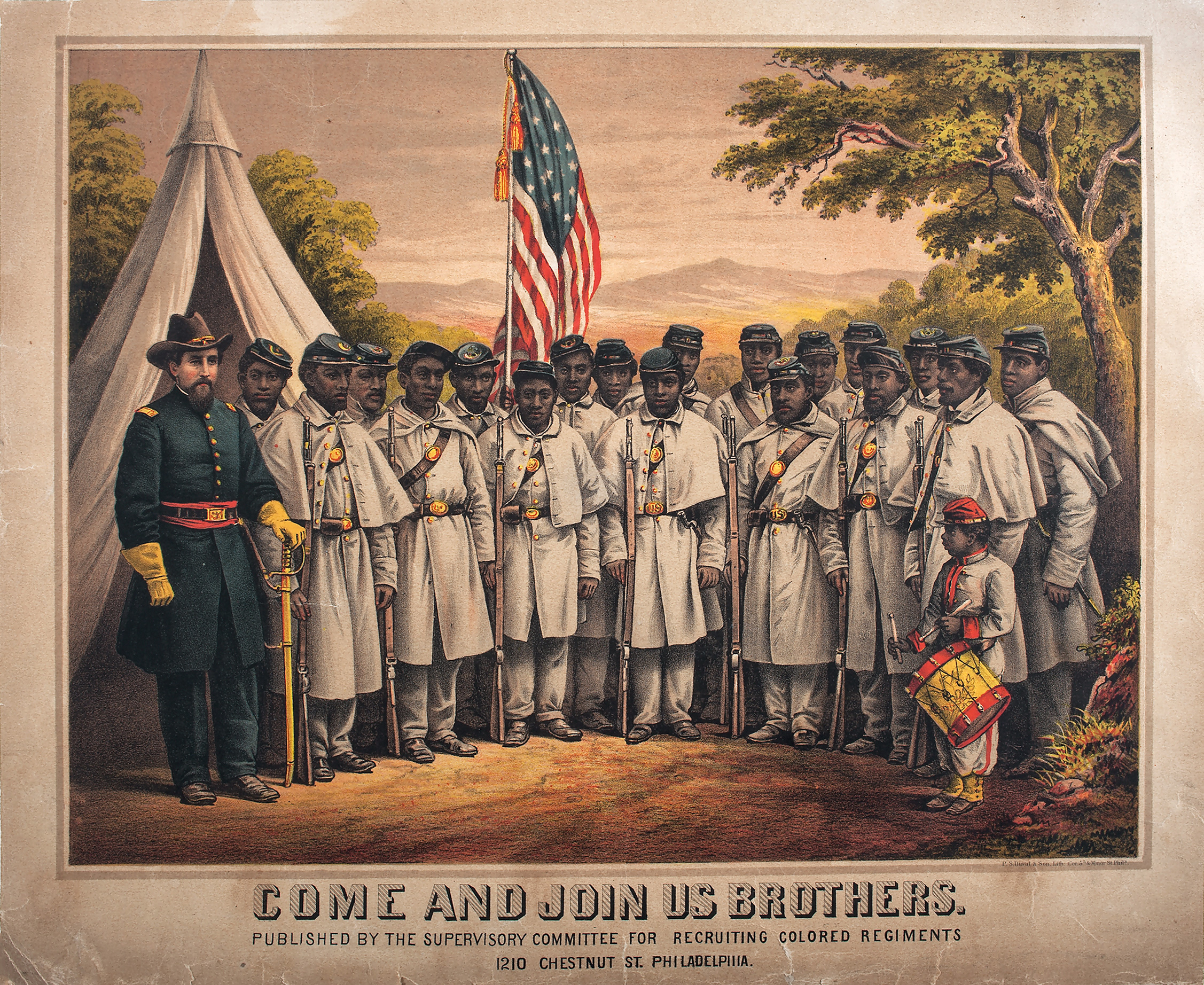
Un reggimento delle United States Colored Troops.

#### Motivazioni dei soldati
L'opinione pubblica non credeva che ci volesse tanto tempo a disperdere un "pugno di ribelli". I Governatori bombardavano Lincoln di lettere chiedendo che ci si muovesse, che i miliziani fossero usati prima che i 3 mesi della ferma scadessero, che il Governo si rendesse conto che tutto il Nord voleva agire: "Avanti su Richmond!" gridava il 26 giugno il New York Tribune abolizionista. Centinaia di migliaia di voci facevano eco dalle caserme come dalle città, levando il grido: A Richmond!.
L'autore Michael Perman (2010) sostiene che gli storici ancor oggi rimangono di due opinioni differenti a riguardo del motivo per cui milioni di uomini sembrarono improvvisamente così desiderosi di combattere una guerra fratricida, soffrire sui campi di battaglia e morire a seguito delle ferite trascurate o mal curate per quattro anni interi:

#### Apparato burocratico

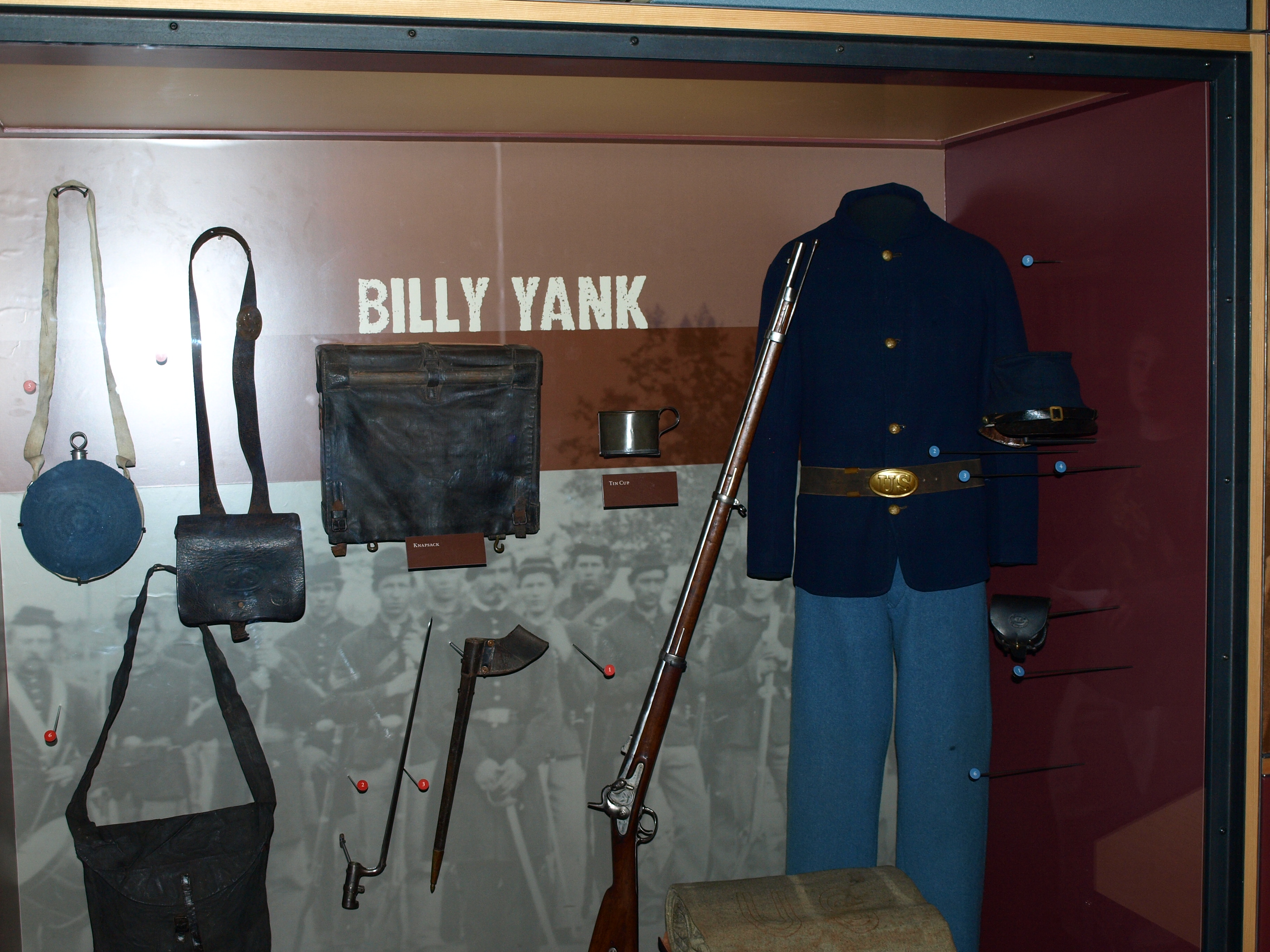
L'equipaggiamento del soldato unionista.

Nel loro complesso i governi nazionali, statali e locali riuscirono a gestire efficacemente la valanga di pratiche burocratiche; le abilità precedentemente sviluppate dalle compagnie assicurative e finanziarie formarono la base di forme sistematiche, copie, sommari e sistemi di archiviazione utilizzati per dare un senso alle masse di dati umani acquisiti.
Il leader principale in questo sforzo organizzativo, John Shaw Billings, in seguito sviluppò un sistema di memorizzazione meccanica, selezione e conteggio delle informazioni numeriche usando schede perforate; tuttavia la metodologia "vecchio stile" dovette essere riconosciuta come tale e quindi superata.
Un caso di studio ben illustrativo in tal senso accadde nel New Hampshire, dove la posizione critica dell'aiutante generale di Stato fu tenuta tra il 1861 e il 1664 dall'anziano politico Anthony Colby (1792-1873) e da suo figlio Daniel (1816-1891). Erano entrambi patriottici, ma furono sopraffatti dalla complessità dei loro doveri. Lo Stato perse ogni traccia di svariati uomini che si arruolarono dopo il 1861; non aveva più documenti personali o informazioni su volontari, sostituti o disoccupati, e non vi era più alcun inventario né di armamenti né di vettovaglie inviate.
Nathaniel Head (1828-1883) subentrò nel 1864, ottenne un budget adeguato e un personale d'ufficio, tanto da poter ricostruire le carte mancanti; come diretto risultato vedove, orfani e finanche veterani disabili poterono quindi ricevere i pagamenti postbellici che si erano saputi guadagnare.

### Armamenti
Le riserve presenti negli arsenali a tutto il 1861 ammontarono a 441.000 fucili e moschetti con 8.300.000 cartucce; lo Springfield Mod. 1861 possedeva un proiettile che poteva perforare fino a 25 cm. Poi c'era lo "Spencer a ripetizione" in dotazione alla cavalleria con bossolo metallico; in aggiunta vari tipi e modelli di rivoltelle, (Colt's Manufacturing Company e Smith & Wesson), baionette e bombe a mano a frammentazione "shrapnels".
L'Artiglieria pesante disponeva all'inizio della guerra 2.300 cannoni, di cui 231 da campagna, l'obice detto "Napoleon" e il "Parrott"; il mortaio "Coehorn", il Columbiade da 50 tonnellate dotato di mitraglia e granata.

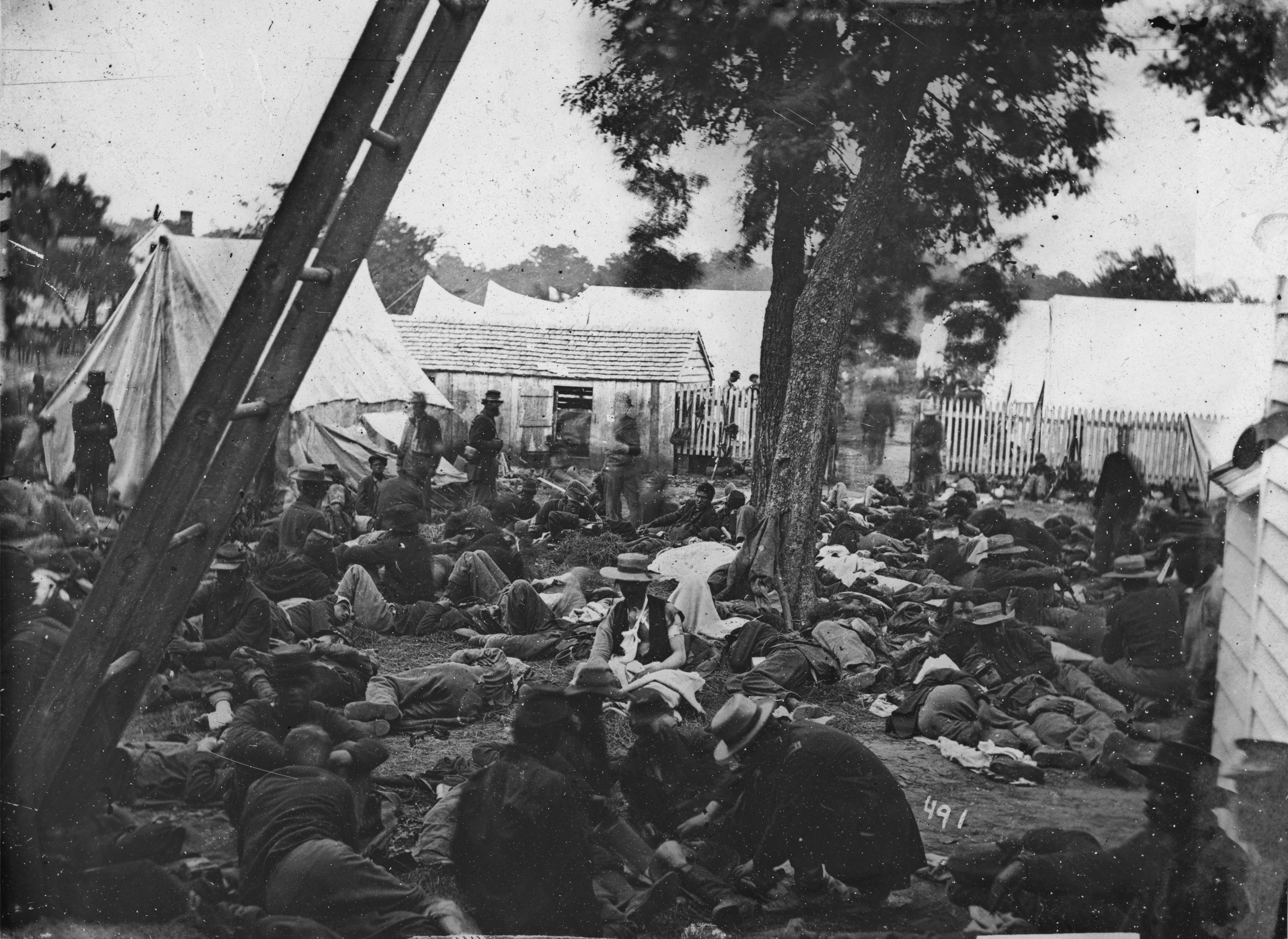
Un ospedale da campo allestito dopo la Battaglia di Savage's Station nel 1862.

### Condizioni sanitarie e medicina
(Walt Whitman, Foglie d'erba)
La conta finale delle vittime del conflitto diede come risultato un maggior numero di morti per malattia rispetto alle conseguenze di ferite causate dalla guerra e un numero ancora maggiore di soldati resi temporaneamente inabili per colpa di malattie, ferite ed incidenti a fronte di coloro che morirono. Poi vi furono coloro che subirono l'amputazione di un qualche arto. L'Unione rispose alla sfida costruendo servizi ospedalieri in ognuno dei propri Stati federati.

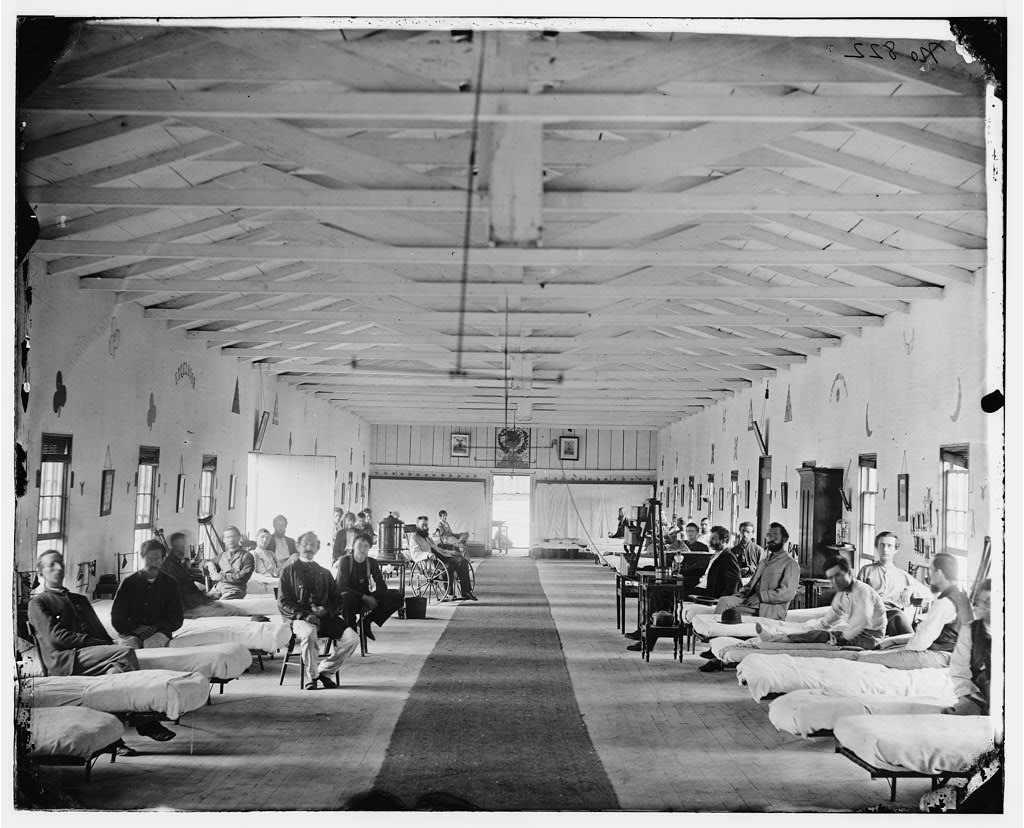
Un ospedale per i feriti nel 1865.

L'igiene nei campi e negli accampamenti militari fu prevalentemente scarsa, in special modo all'inizio della guerra, quando masse di uomini che raramente si trovavano molto lontano dalle loro abitazioni vennero fatti riunire per le esercitazioni e gli addestramenti primari a stretto contatto con altre migliaia di estranei.
Nei primi tempi giunsero epidemie originarie da malattie infantili infettive come la varicella, la parotite, la pertosse e soprattutto il morbillo. In seguito le operazioni svolte nel territorio Sudista significarono l'irruzione in un nuovo ambiente patologico provocando diarrea, dissenteria, febbre tifoide e malaria.

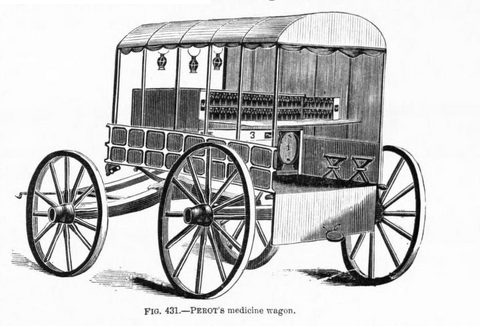
Illustrazione di una carrozza adibita al trasporto dei feriti.

Non esisteva a quei tempi ancora nessun tipo di antibiotico, pertanto i chirurghi militari si trovarono costretti a limitarsi a ricorrere alle prescrizioni di grandi tazze di caffè americano, lunghe sorsate di Whisky e chinino a volontà.
Come anestesia e narcotico vi era la morfina, l'oppio e l'idrato di cloralio (di quest'ultimo, assieme al Vin Mariani appena inventato, ne fece un largo uso anche lo stesso presidente), che a lungo andare crearono il "mal del soldato", ossia la dipendenza dagli oppiacei: nacque così la tossicodipendenza moderna.
Il clima invernale rigido e di contro quello estivo torrido, l'acqua spesso ai limiti della potabilità, i rifugi inadeguati nel bel mezzo di zone interamente paludose e decisamente scarsi nel riparare sia dal freddo che dalle zanzare, la scarsa sorveglianza igienica e la sporcizia generalizzata, la mancanza di qualsiasi precauzione contro le infezioni e con l'idea della sterilizzazione degli ambienti operatori totalmente sconosciuta richiesero - ognuno di questi fattori - il loro elevato pedaggio di vittime.

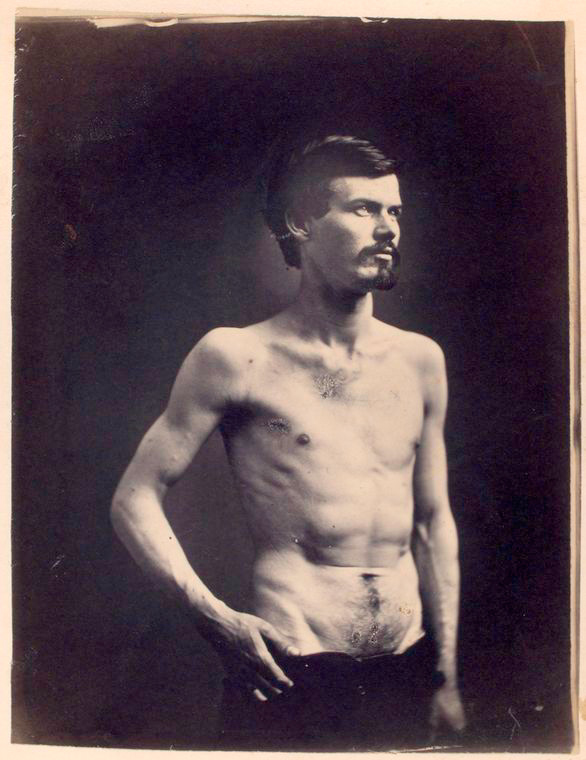
Visita medica di un soldato unionista alla "United States Sanitary Commission".

Un tale scenario fu ampiamente reso comune negli ambiti di guerra da un tempo immemorabile e le condizioni che dovette affrontare l'esercito confederato risultarono essere persino peggiori. Ciò che più si rivelò differente nella parte dell'Unione fu l'emergere di organizzatori medici qualificati e ben finanziati i quali intrapresero azioni basate sulla proattività, in particolare nell'ampliamento del "Dipartimento medico dell'esercito" e di una nuova agenzia privata, la "United States Sanitary Commission".

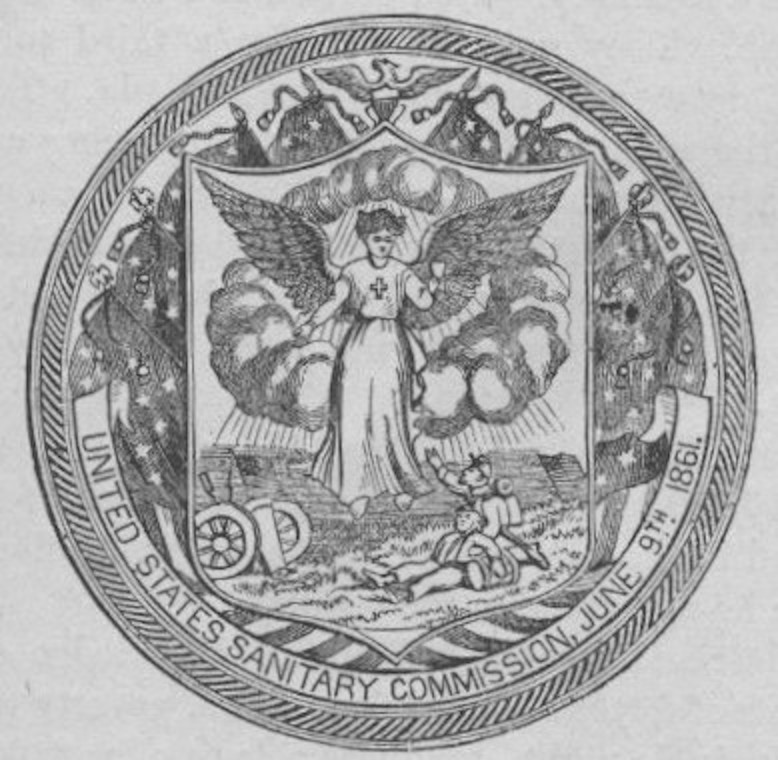
Lo stemma ufficiale della "United States Sanitary Commission".

Numerosi ulteriori uffici ed enti governativi presero di mira per le loro azioni i bisogni di assistenza sanitaria - ma anche quelli più prettamente morali e spirituali - dei soldati.

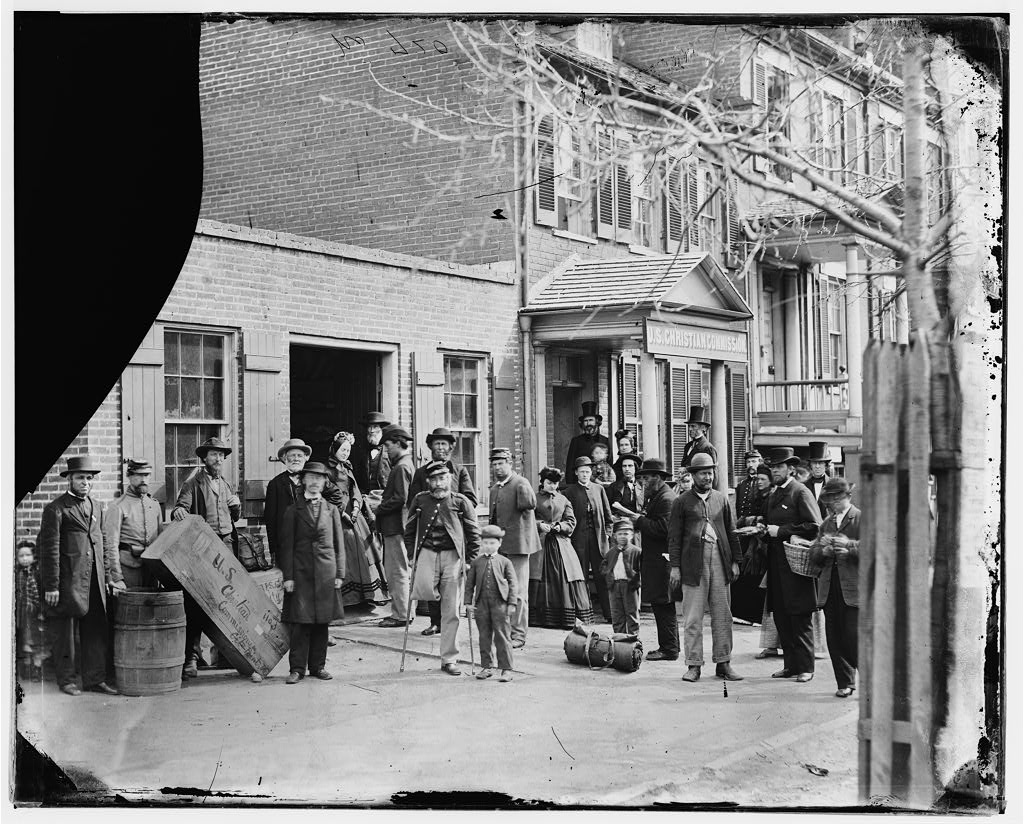
Soldati all'uscita dell'ufficio della "United States Christian Commission" a Washington nel 1865.

Di ciò si occupò ad esempio la "United States Christian Commission" nonché piccole agenzie private, come l'"Associazione Centrale per l'assistenza alle infermi" e l'"Esercito delle donne" (WCAR) fondati rispettivamente nel 1861 dal reverendo Henry Whitney Bellows, un ministro dell'Unitarianismo, e dalla riformatrice sociale Dorothea Dix.
Quest'ultima operò sia come farmacista che infermiera e insegnante improvvisata sulle orme del modello creato da Florence Nightingale nel corso della Guerra di Crimea del decennio precedente.
Gli appelli sistematici di richieste di finanziamento volte a lenire - per quanto possibile - le sofferenze degli uomini sui campi di battaglia riuscirono a sollevare la coscienza dell'opinione pubblica, arrivando a raccogliere svariati milioni di dollari. Molte migliaia di assistenti sanitari volontari operarono negli ospedali da campo ed in improvvisati "ospizi" per i mutilati.

Il poeta Walt Whitman, celebre autore di Foglie d'erba, fu al seguito delle truppe dell'Unione in qualità di infermiere.

Tra questi il più famoso poeta del tempo, Walt Whitman, ma anche Frederick Law Olmsted, un famoso giornalista e architetto paesaggista, che fu il direttore esecutivo altamente efficiente della Commissione sanitaria.
I singoli Stati ottennero il via libera per utilizzare i fondi derivanti dalle tassazioni per sostenere attivamente le proprie forze armate, come fece fin da subito l'Ohio sotto la guida dell'energico governatore dell'Ohio David Todd, un "War Democrat" (Democratico unionista) che riuscì a conquistare l'incarico supportato dal "Ticket di coalizione" con i Repubblicani voluto espressamente dal presidente e chiamato "National Union Party". Egli agì vigorosamente in tal senso.

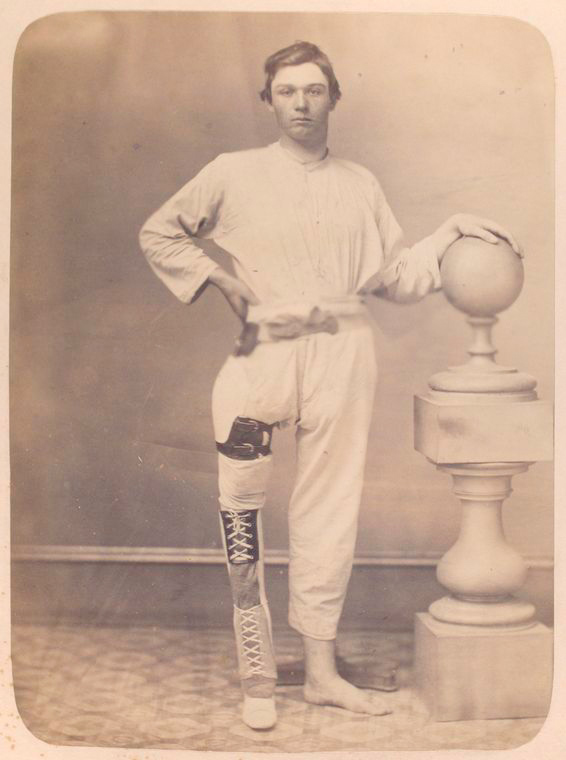
Un ferito di guerra con una protesi.

Dopo l'inaspettata carneficina scaturita dalla battaglia di Shiloh nell'aprile del 1862 l'Ohio inviò nella regione una flottiglia composta da 3 piroscafi adibiti ad ospedali galleggianti dotati di chirurghi, infermieri e variegate forniture mediche.
La dotazione dell'Union Navy statale si espanse fino ad avere a propria disposizione 11 navi ospedaliere e nei principali snodi dei trasporti marittimi vennero installati 12 uffici sanitari locali per soccorrere i soldati in movimento ed aiutarli a spostarsi in sicurezza.
La "Commissione cristiana" comprese più di 6.000 volontari che collaborarono con i cappellani militari in molti modi; i suoi agenti distribuirono gratuitamente la Bibbia, ma pronunciarono anche sermoni, assistettero i non scolarizzati ad inviare lettere a casa, insegnarono agli analfabeti a leggere e a scrivere ed infine ad allestire vere e proprie biblioteche da campo.
L'esercito imparò molte lezioni dall'esperienza di guerra e modernizzò le sue procedure; mentre la scienza medica, in particolar modo la chirurgia, compì molti progressi.

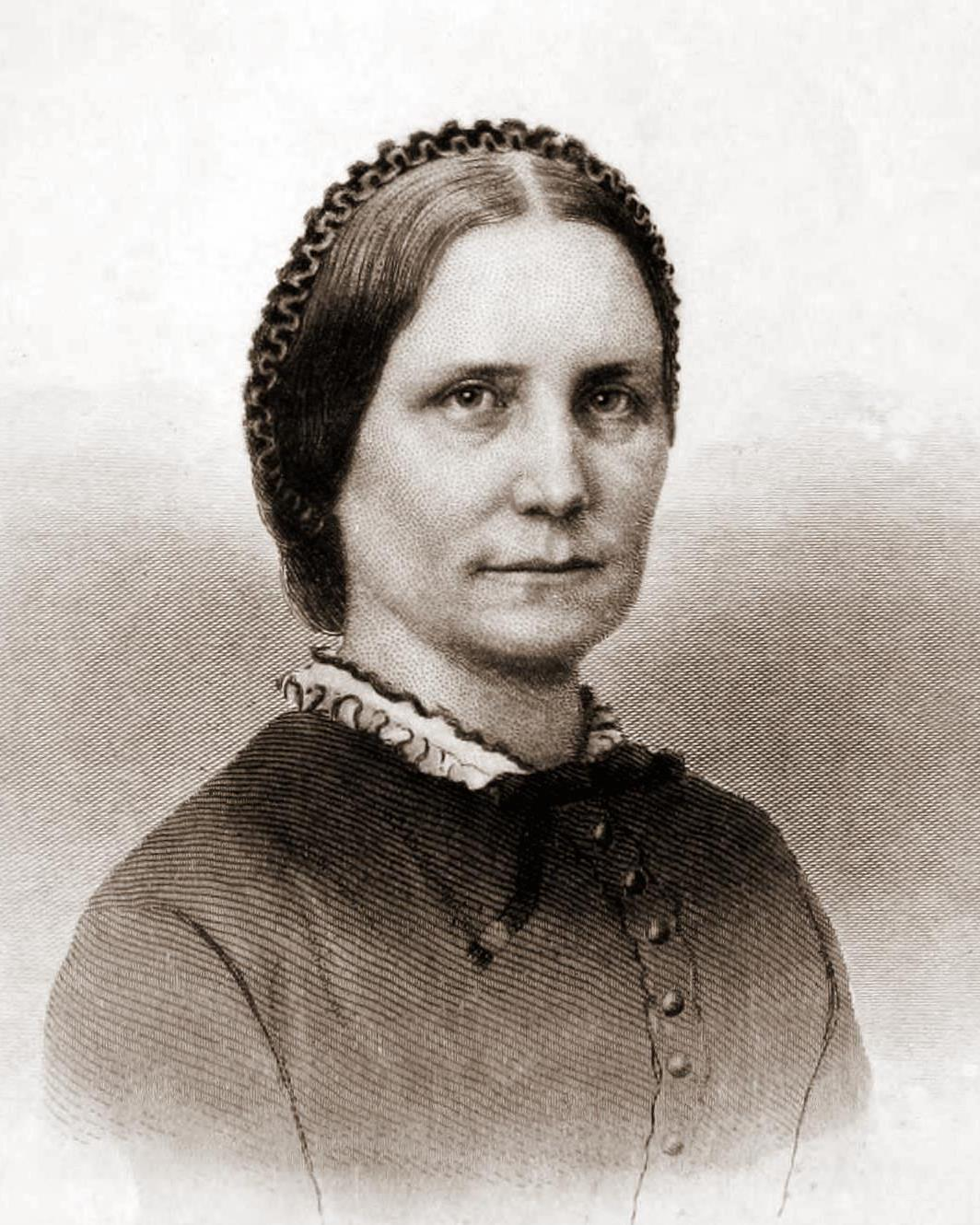
Un ritratto di Mary Livermore.

Nel lungo periodo le esperienze belliche delle numerose commissioni dell'Unione aprirono la via all'interessamento nei confronti del benessere pubblico e prepararono il terreno per una filantropia americana su larga scala basata su campagne di raccolta fondi e donazioni da parte di privati facoltosi.

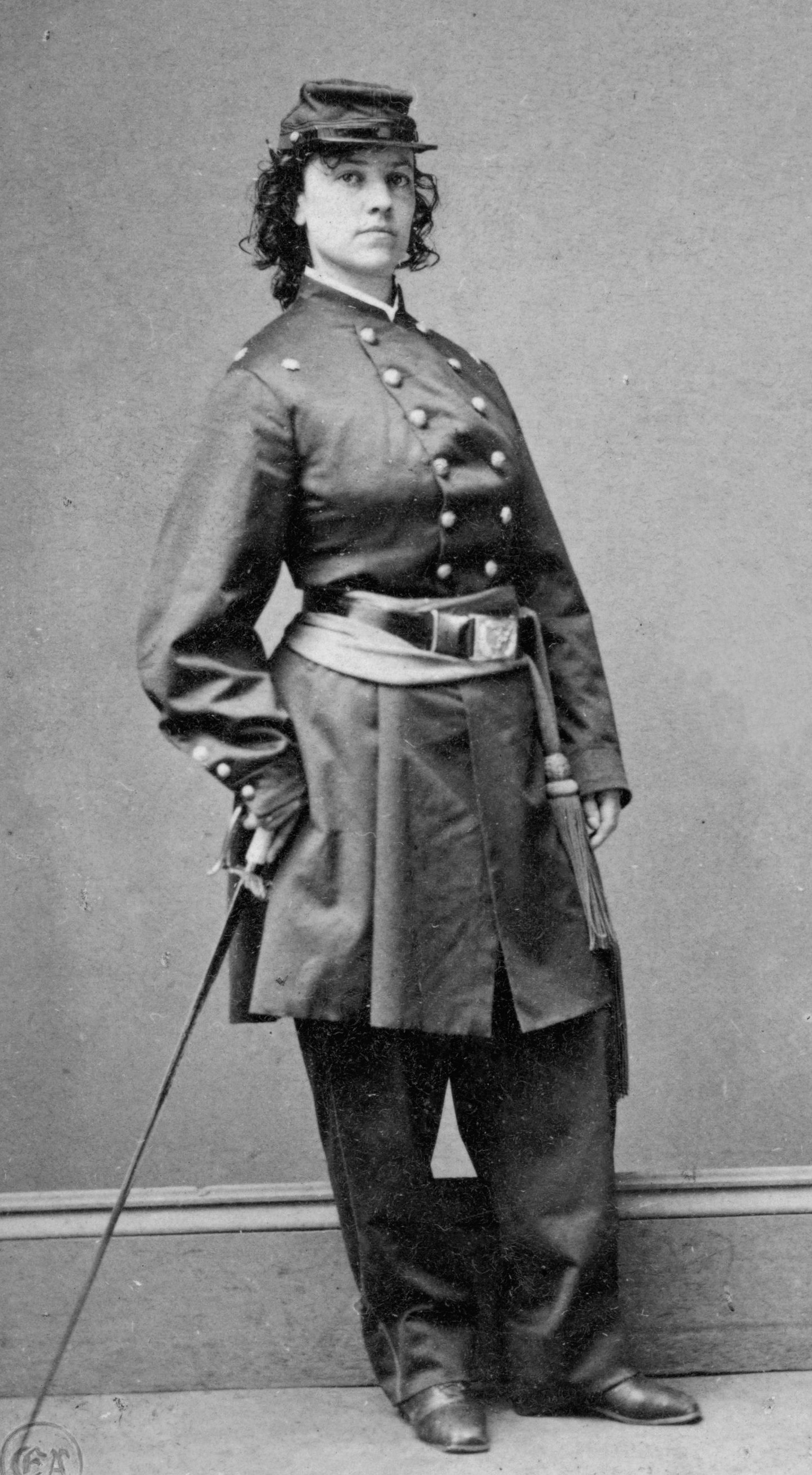
Pauline Cushman, agente segreto dell'Unione, qui ritratta in divisa militare da Mathew B. Brady.

Le donne inoltre entrarono sulla scena acquisendo ruoli pubblici nuovi e fino a quel momento praticamente impensabili.
Mary Livermore, la direttrice della sezione di Chicago della Commissione sanitaria, utilizzò le proprie nuove abilità organizzative per mobilitare il sostegno a favore del suffragio femminile subito dopo il termine del conflitto. Ella sostenne con decisione l'opinione che le donne avessero bisogno di più istruzione pubblica ed opportunità di lavoro autonomo, questo per svolgere al meglio il loro ruolo di servizio verso il prossimo. Anche da qui si sviluppò il femminismo negli Stati Uniti d'America.
La Commissione raccolse un'enorme quantità di dati statistici e pertanto si spalancò il problema relativo alla memorizzazione delle informazioni così ottenute; si pensò al modo di averne un accesso rapido e semplificato, avviando in tal modo la ricerca meccanica di schemi di dati.
Il pioniere in quest'ambito fu John Shaw Billings, un anziano chirurgo dei tempi di guerra; egli fondò 2 delle più importanti biblioteche mondiali, la "Library of the Surgeon General's Office" (oggi National Library of Medicine) e la New York Public Library.

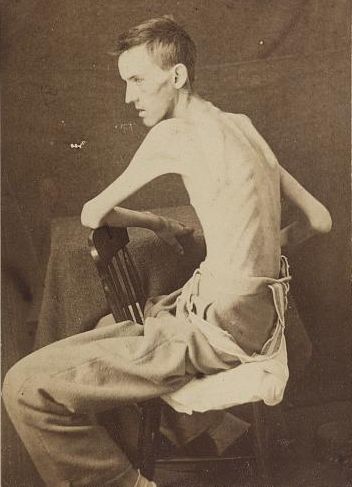
Il ventenne Jackson O. Broshears della "65th Indiana Infantry Regiment" dopo essere stato prigioniero di guerra dei Sudisti nel 1864.

Capì anche come analizzare meccanicamente e al meglio i dati trasformandoli in una numerazione standard; il suo allievo Herman Hollerith sviluppò la tecnica della scheda perforata da computazione. La compagnia creata da quest'ultimo divenne l'"International Business Machines" (l'IBM) nel 1911.
Tra i principali addetti alla sanità militare dell'Union Army e dell'Union Navy vi furono:
- Anderson Ruffin Abbott - ufficiale medico afrocanadese
- Charles Conrad Abbott - archeologo e naturalista
- David Hayes Agnew - medico
- Alexander Thomas Augusta - veterano afroamericano
- George Miller Beard - neurologo
- John Shaw Billings
- Daniel Garrison Brinton - etnologo
- Henry Bryant - naturalista
- Samuel Wylie Crawford - generale
- Martin Delany - abolizionista afroamericano
- William Harrell Felton - pastore del metodismo
- Alonzo Garcelon - politico
- Ferdinand Vandeveer Hayden - geologo
- Alexander Henry Hoff - militare
- George Henry Horn - entomologo
- William Williams Keen - neurochirurgo
- John Lawrence LeConte - entomologo
- Jonathan Letterman - militare
- William Linn McMillen - carpetbagger
- William Chester Minor
- John Moore (medico) - ufficiale medico
- Robert Murray - ufficiale medico
- John Ordronaux - professore universitario
- John Birchard Rice - politico
- Abner Ormiel Shaw - volontario
- Socrates Norton Sherman
- Andrew Taylor Still - osteopata
- Samuel Hollingsworth Stout - militare
- Charles Sutherland - generale
- John Swinburne - politico
- John van Salee de Grasse - il 1° laureato in medicina afroamericano
- Mary Edwards Walker - attivista abolizionista
- Edward Augustus Wild - omeopata
- Horatio C Wood - biologo
- William Maxwell Wood - ufficiale di marina
- John Maynard Woodworth
- Charles Wyndham (attore) - volontario

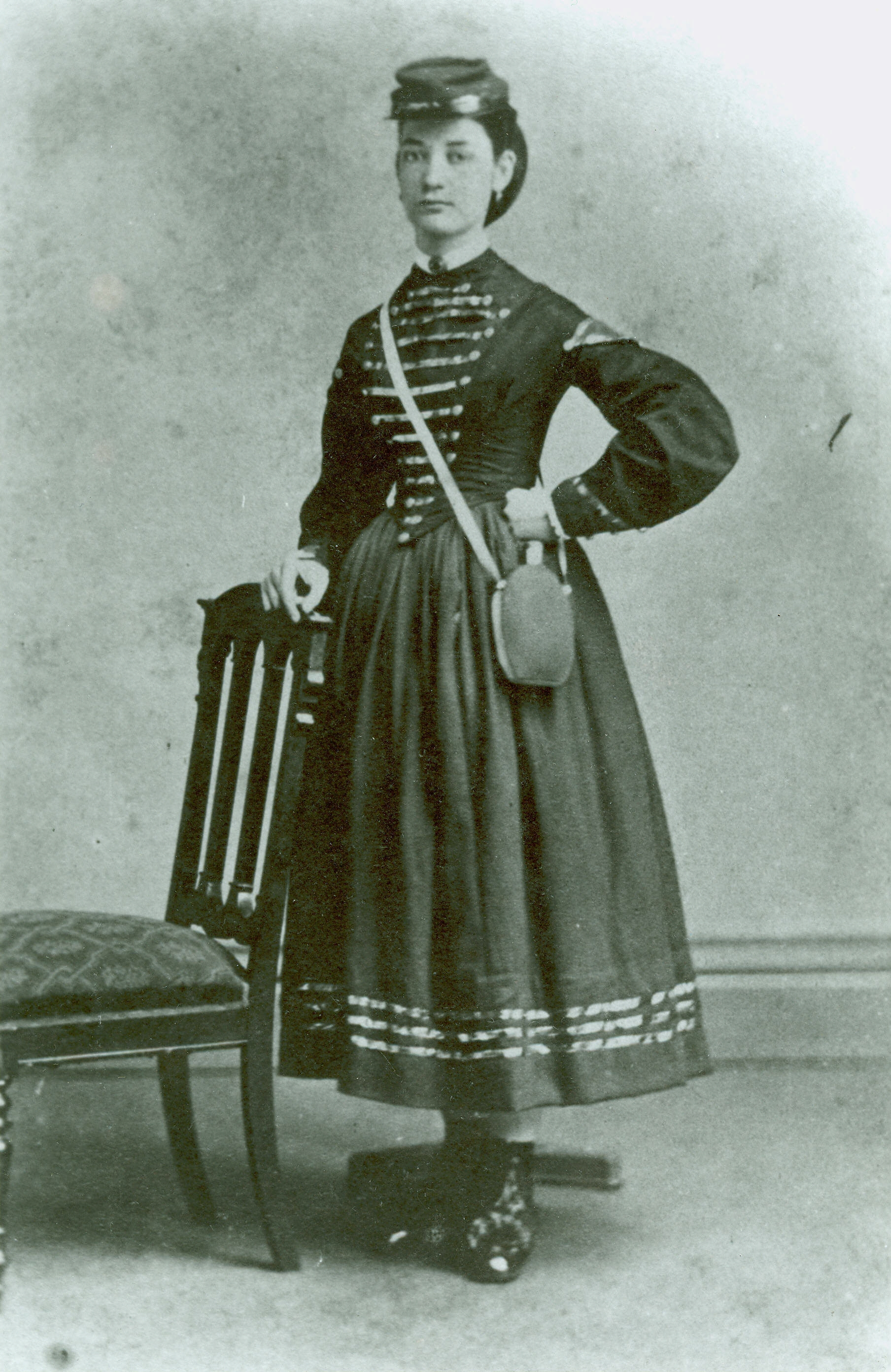
Una vivandiera unionista.

Tra le donne più conosciute che prestarono la propria assistenza infermieristica vi furono:
- Louisa May Alcott - scrittrice
- Mary Cecilia Bailly - suora cattolica
- Addie Lucia Ballou - suffragetta
- Clara Barton
- Mary Ann Bickerdyke
- Adaline Weston Couzins - suffragetta
- Dorothea Dix - riformatrice sociale
- Mary Lucy Dosh - suora cattolica
- Abigail Hopper Gibbons - insegnante
- Harriet Ann Jacobs - autrice afroamericana
- Sara Plummer Lemmon - botanica
- Emily Elizabeth Parsons
- Eliza Emily Chappell Porter
- Belle Reynolds
- Kate Mason Rowland - storica ed editrice
- Francesca Schervier - suora cattolica
- Jane Grey Cannon Swisshelm - giornalista e attivista dei diritti delle donne
- Mary Ann Shadd Cary - attivista
- Susie King Taylor - la 1° infermiera afroamericana
- Sarah Chauncey Woolsey - scrittrice per bambini

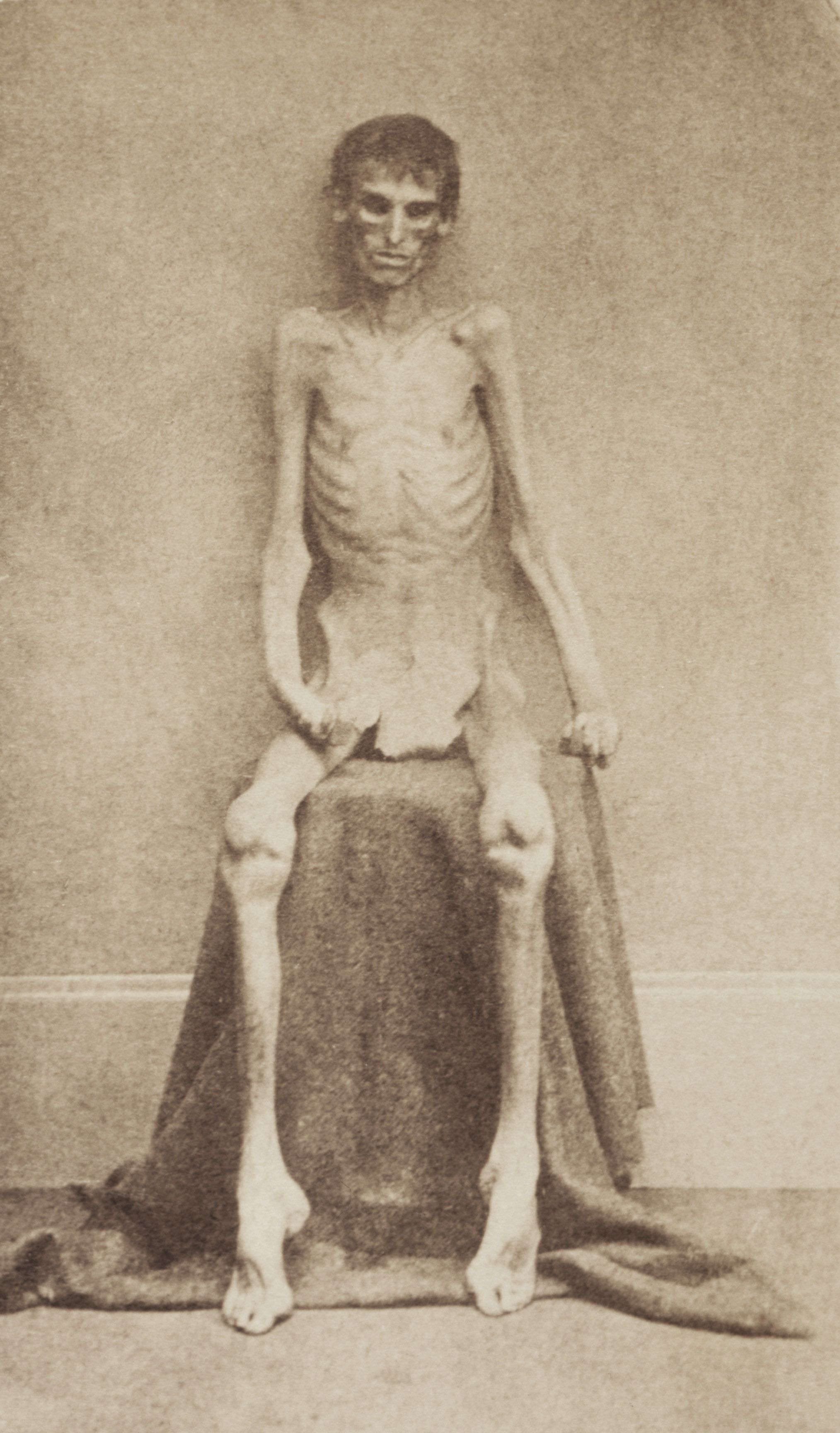
Un soldato unionista appena liberato dalla prigione di Andersonville nel maggio del 1865.

### Prigionieri di guerra
Entrambe le parti gestirono campi di prigionia; l'Unione fece circa 400.000 prigionieri, molti dei quali vennero però fatti rilasciare rapidamente e mai mandati nei campi. Il "Record and Pension Office" nel 1901 contò almeno 211.000 Nordisti che furono catturati.
Nel corso del triennio 1861 - 1863 la maggior parte di questi venne liberata quasi immediatamente; mentre dopo che il sistema di scambio fu rotto nel 1863 in circa 195.000 finirono inviati nei campi di prigionia confederati. Alcuni tentarono la fuga ma ben pochi vi riuscirono. Di contro furono catturati 464.000 Sudisti (in larga parte nell'ultimo periodo di guerra) e di questi 215.000 rimasero prigionieri.
Oltre 30.000 militari unionisti e quasi 26.000 confederati morirono di stenti e malattie a causa delle precarie condizioni igienico-sanitarie e dell'estrema scarsità di vettovaglie loro concesse. Poco più del 12% dei prigionieri assegnati nei territori del Nord morirono, rispetto al 15,5% di coloro che finirono nelle prigioni militari del Sud.
Henry Wirz, comandante del Campo di concentramento Sudista di Andersonville (Georgia), la prigione di Andersonville, fu condannato alla pena di morte per crimini di guerra e subì l'impiccagione.

### Servizi segreti
La Pinkerton National Detective Agency si rivelò molto attiva e competente nel campo dei servizi segreti; fu inoltre la prima nella storia ad utilizzare delle giovani donne in qualità di detective
- Lafayette Curry Baker[95]
- Mary Elizabeth Bowser[96]
- Charles C. Carpenter
- George Curtis (investigatore)[97]
- Pauline Cushman[98]
- Grenville M. Dodge
- Sarah Emma Edmonds
- Alexander Gardner
- James A. Garfield
- Philip Henson
- Hattie Lawton[99][100][101][102]
- Pryce Lewis[103]
- Allan Pinkerton[104]
- Albert Deane Richardson[105]
- John Scobell (Black Dispatches)[106]
- Harriet Tubman[107]
- Elizabeth Van Lew
- Kate Warne[108][109]
- Timothy Webster[110]

### Tumulti di New York

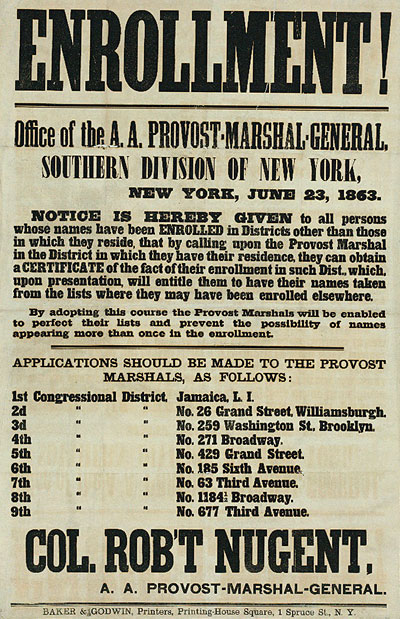
L'iscrizione alle liste di leva, la causa scatenante dei disordini di New York scoppiati nell'estate del 1863.

Il malcontento nei confronti del progetto legislativo del 1863 condusse a disordini in diverse città e anche nelle aree rurali.

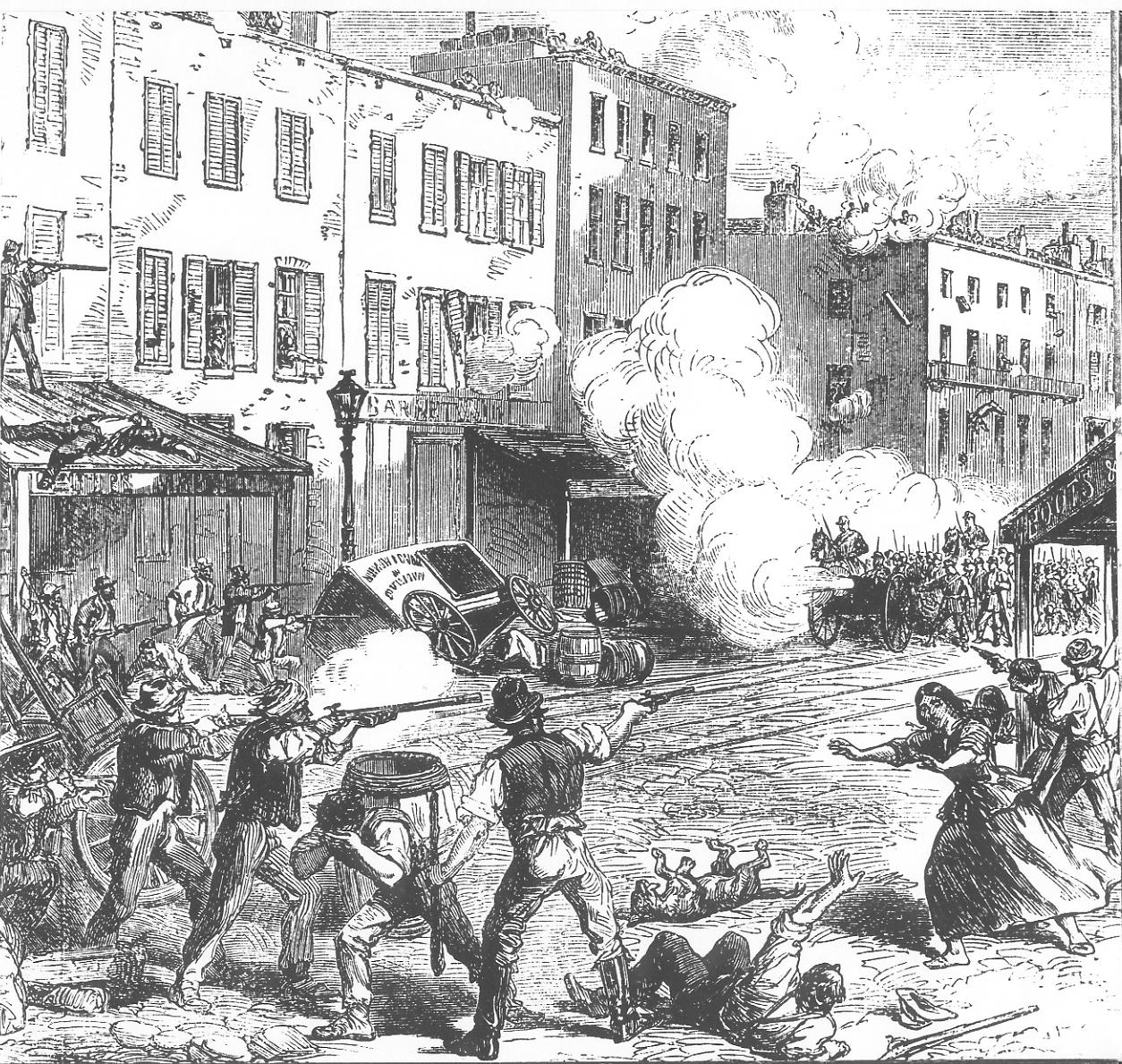
Illustrazione dei disordini di New York.

Di gran lunga i più gravi furono i disordini di New York contro la chiamata al servizio di leva durati dal 13 al 16 luglio; gli irlandesi americani cattolici combatterono con veri e propri atti di guerriglia le forze dell'ordine schierate, la milizia e unità militari terrestri dell'esercito regolare fino a quando l'Union Army non venne costretto ad utilizzare l'artiglieria per disperdere i facinorosi dalle strade.

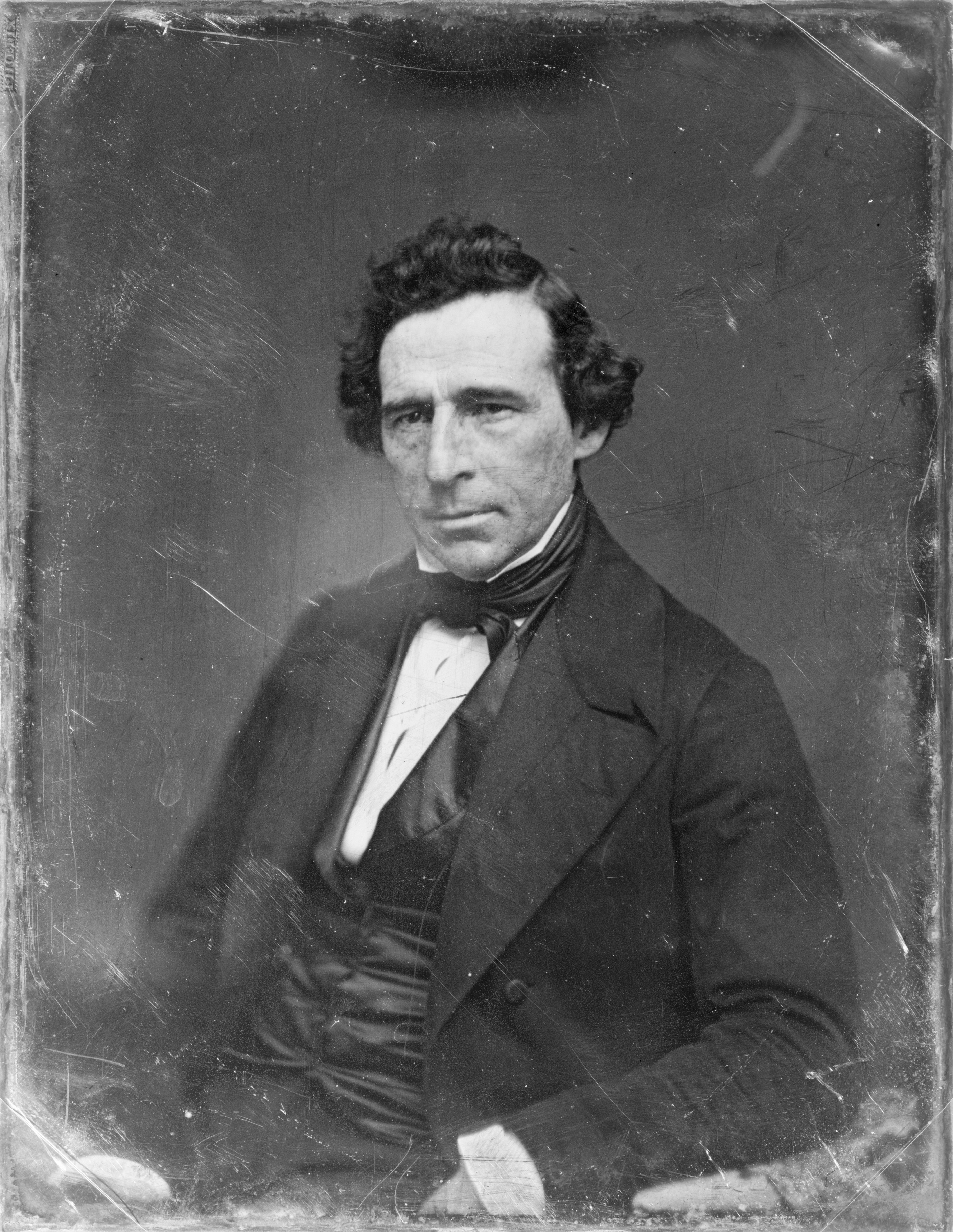
L'ispettore del commissariato di polizia di New York John Alexander Kennedy.

Inizialmente focalizzati sul disegno di legge da tramutare in decreto che avrebbe istituito la pratica del sorteggio dei nomi dei civili per arruolarli nelle forze armate, le proteste rapidamente si espansero in attacchi violenti contro gli afroamericani: al termine degli scontri sul selciato rimasero svariate vittime.
Altri disordini su scala più ridotta esplosero nei distretti etnici abitati da tedeschi americani e da irlandesi e nelle zone lungo il fiume Ohio i quali videro i "Copperheads" in piena azione. La Contea di Holmes (Ohio), un'area parrocchiale isolata dominata dai cosiddetti Pennsylvania Dutch e da alcuni gruppi di tedeschi di recente immigrazione, costituiva un feudo del Partito Democratico e ben pochi uomini osarono schierarsi o anche solo parlare a favore della coscrizione.

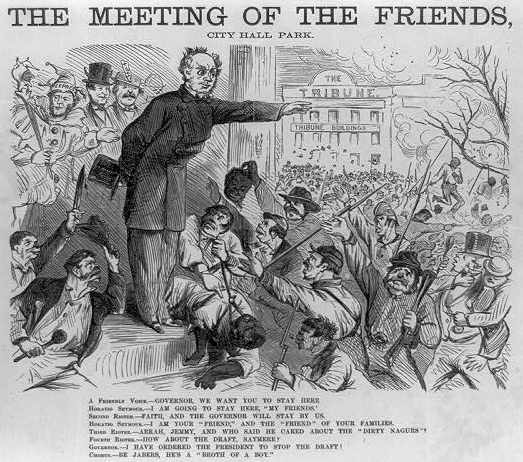
Vignetta che mostra il governatore di New York Horatio Seymour, un Democratico ostile alla presidenza di Abraham Lincoln, aizzare la folla durante i disordini di New York. Fu candidato alle Elezioni presidenziali del 1868 contro Ulysses S. Grant.

I politici locali cominciarono a denunciare Lincoln, il suo governo ed il Congresso nelle mani del Partito Repubblicano come dispotici, intendendo il progetto di legge come una palese violazione della propria autonomia locale. Nel mese di giugno iniziarono a svilupparsi dei disordini su piccola scala, che però ebbero fine velocemente quando vennero mandate unità armate a sedare le proteste.

## Economia
L'economia dell'Unione ebbe modo di crescere e prosperare significativamente durante la guerra, mentre schierava un esercito ed una flotta assai consistenti.

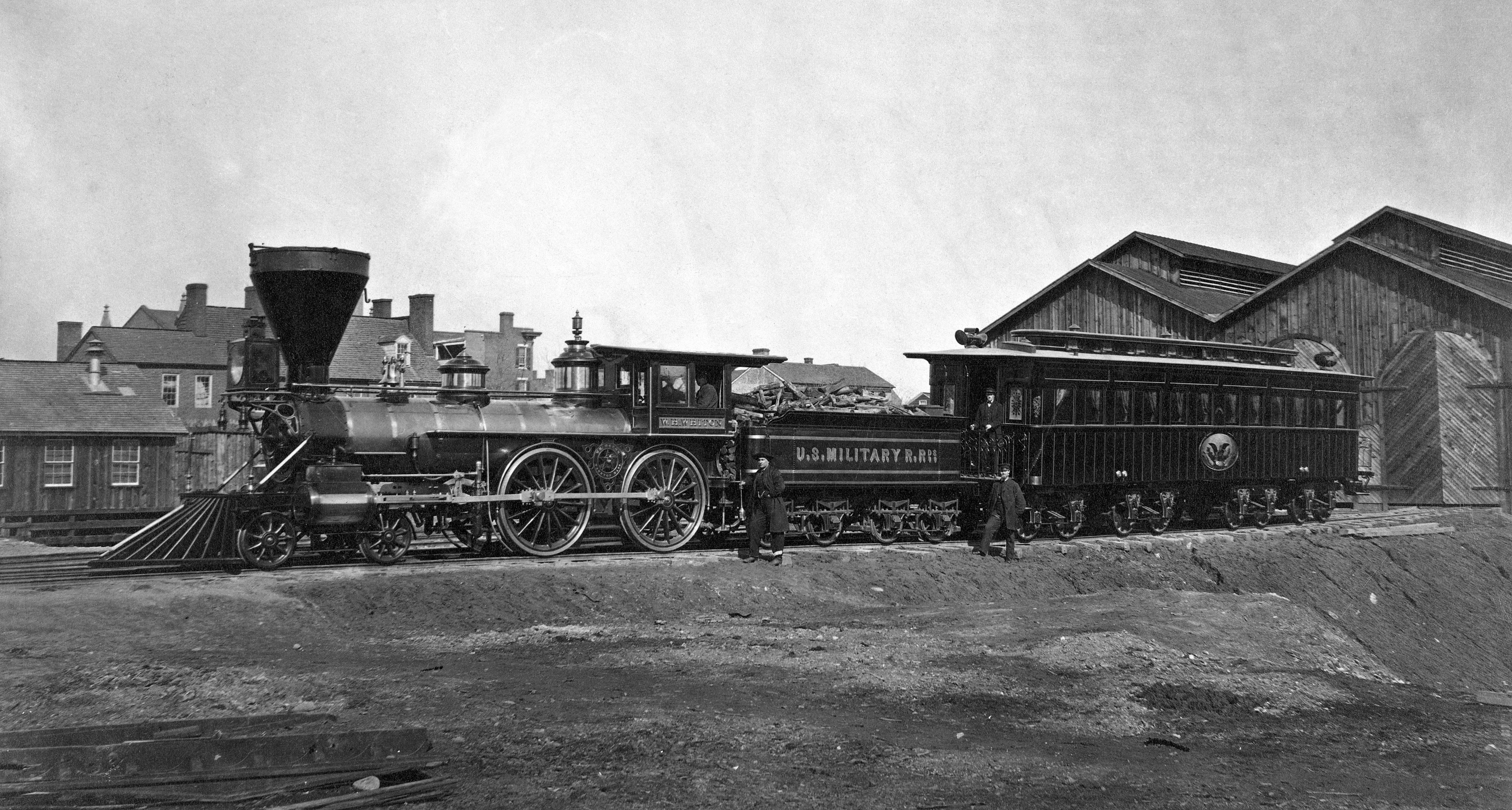
La Locomotiva 4-4-0 della "United States Military Railroad" W.H. Whiton (costruita da William Mason nel 1862) nel gennaio del 1865 con il vagone presidenziale, che in seguito fu utilizzato come treno funerario dopo l'assassinio di Abraham Lincoln.

I più ascoltati tra i leader Repubblicani a livello nazionale ebbero una visione - derivante in larga parte dal defunto Partito Whig - di nazione industriale, con grandi città, fabbriche efficienti, fattorie agricole e d'allevamento produttive, banche nazionali, il tutto unificato da un vasto sistema ferroviario, mobilitato quest'ultimo nella "United States Military Railroad".
Il Sud nei decenni precedenti aveva sempre attuato una politica di ostruzionismo nei riguardi dei dazi volti alla promozione del comparto industriale e a legislazioni familiari favorevoli all'agricoltura da "lavoro libero", in quanto il sistema schiavista vigente non ne avrebbe tratto alcun beneficio.
Con la scomparsa dell'opposizione Sudista e con i Democratici del Nord fortemente indeboliti i Repubblicani riuscirono con estrema facilità a far promulgare le loro disposizioni; allo stesso tempo approvarono nuove tasse per poter pagare almeno una parte della guerra ed emisero una gran quantità di obbligazioni per finanziarne il rimanente. Gli storici economici attribuiscono le rimanenze dei costi bellici come dovuti al circolo vizioso dell'inflazione.
Il Congresso produsse un elaborato programma di modernizzazione economica la quale avrebbe dovuto avere il duplice scopo di vincere la guerra e nello stesso tempo anche di trasformare in maniera permanente l'economia degli Stati Uniti d'America.

### Finanziamento di guerra
Nel 1860 il Dipartimento del Tesoro contribuiva a rappresentare ancora una minima porzione delle operazioni di finanziamento - per lo più su piccola scala - del Governo federale attraverso vendite di terreni demaniali e bassi dazi doganali.

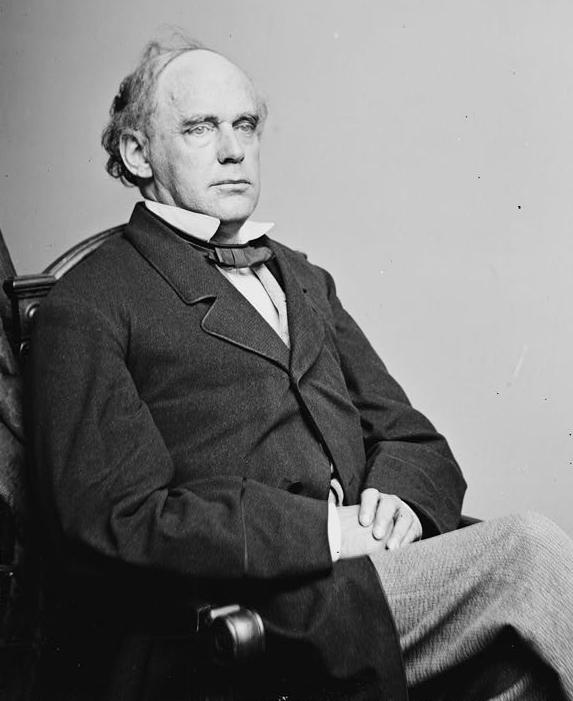
Il sottosegretario del Dipartimento del Tesoro Salmon Portland Chase fu il principale dirigente organizzativo dell'intera finanza di guerra.

Le entrate in tempo di pace risultarono insignificanti rispetto al costo preventivato di una guerra su larga scala, anche se l'allora sottosegretario Salmon Portland Chase dimostrò insolite ingegnosità nel finanziare lo sforzo bellico senza paralizzare al contempo l'intero sistema economico.
Vennero quindi imposte una varietà di nuove tassazioni, ma sempre con il tema di fondo onnipresente del patriottismo che paragonava il sacrificio finanziario richiesto al ceto medio al sacrificio della vita e della propria integrità personale dei soldati in prima linea. L'Amministrazione pagò per ottenere le necessarie forniture con denaro reale, il che incoraggiò la stragrande maggioranza delle persone a vendere i propri servizi al governo indipendentemente dalle convinzioni politiche maturate.
Al contrario la Confederazione quando sequestrò le proprietà diede in cambio certificati di promessa di pagamento, con il risultato pratico che anche i più fedeli confederati preferirono di gran lunga nascondere cavalli e muli piuttosto che venderli in cambio di pezzi di carta dubbia. Nel suo complesso il sistema finanziario settentrionale ebbe un largo margine di successo, innanzitutto nella capacità di raccogliere fondi e trasformare così il sentimento patriottico in un profitto immediato: di contro il sistema confederato finì con l'avere l'effetto d'impoverire drasticamente i suoi sostenitori.
Gli Stati Uniti avevano bisogno di 3,1 miliardi di dollari americani per poter pagare gli immensi eserciti e le flotte creati per combattere la guerra civile, oltre 400 milioni solo nel 1862. A parte i dazi sui prodotti (difesi da un forte protezionismo) le entrate maggiori furono rappresentate di gran lunga dalle nuove accise - una sorta d'imposta sul valore aggiunto - che vennero imposte su ogni tipo di manufatto.

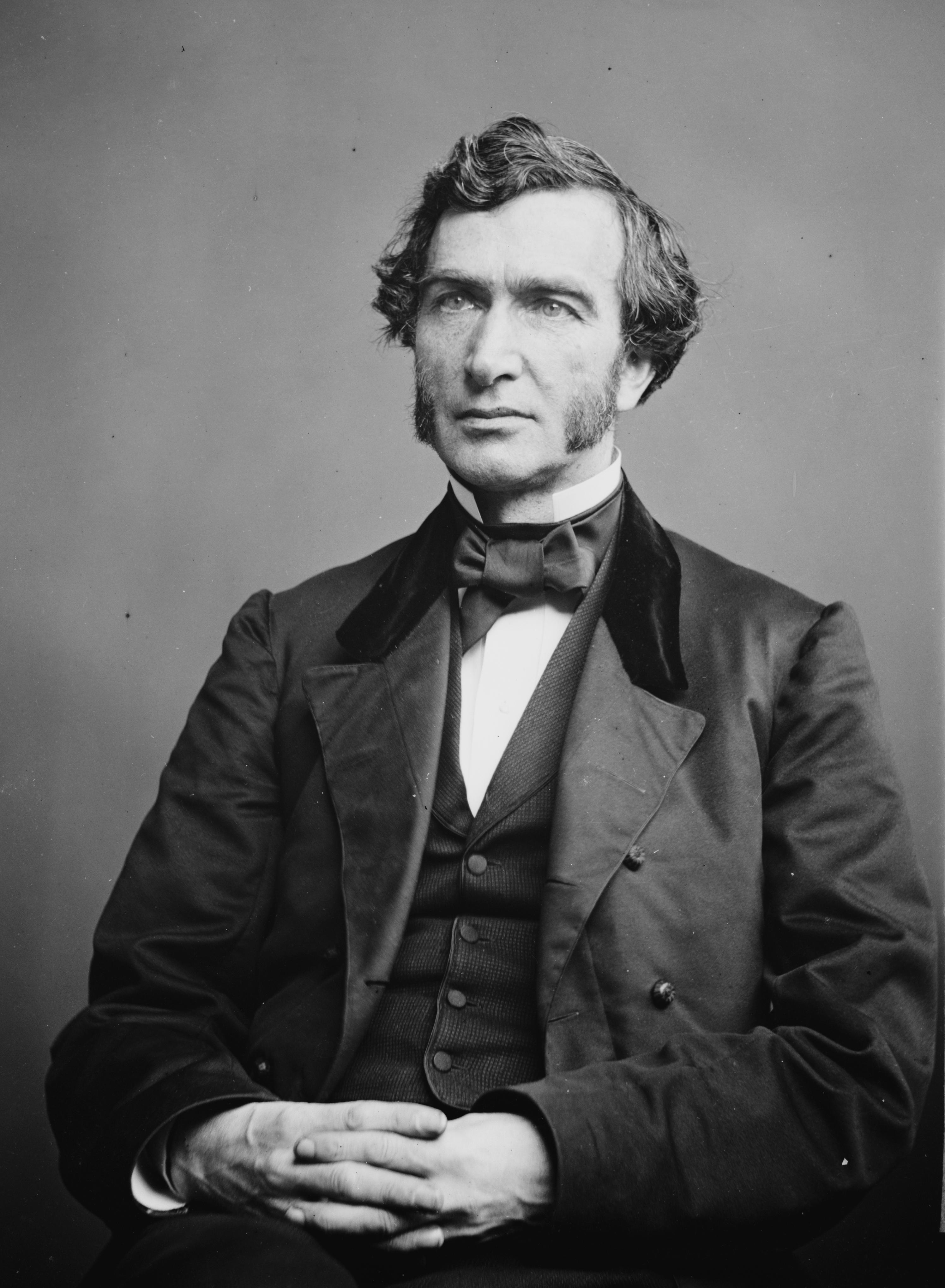
Una foto di Justin Smith Morrill, autore della legge sui dazi.

In secondo luogo i dazi aumentarono grazie a diverse leggi, come la legge Morrill; il terzo punto fu l'introduzione della prima imposta sul reddito a livello federale: solamente i più benestanti furono costretti a pagarla e fu abrogata subito dopo la guerra. Oltre alle imposte la seconda fonte di reddito fu rappresentata dai titoli di Stato.
Per la prima volta le obbligazioni di piccolo taglio vennero vendute direttamente alla popolazione minuta, con la propaganda di pubblicità patriottica come fattore chiave, secondo il sistema progettato dal banchiere Jay Cooke. Le banche statali persero inoltre il potere di emettere banconote; solamente le banche nazionali poterono farlo e il Segretario al tesoro degli Stati Uniti d'America Chase rese notevolmente più facile diventare una banca nazionale.
Ciò comportò l'acquisto e la detenzione di obbligazioni federali ed un gran numero di finanzieri si affrettarono ad aprire questo tipo di banche. Chase le numerò di modo che la banca maggiore presente in ogni città fosse considerata "First National Bank".

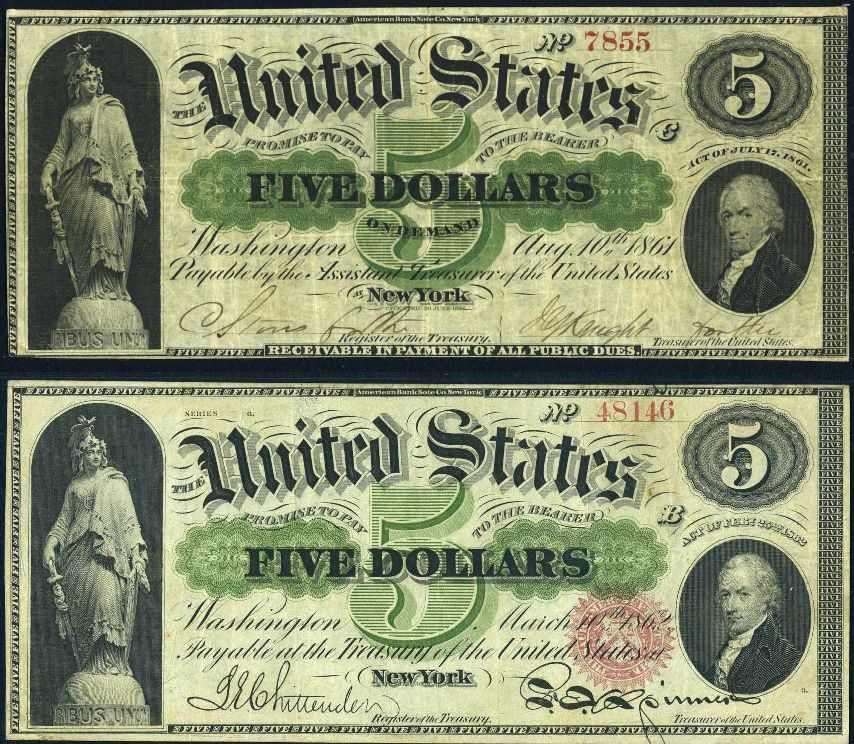
Un esempio di "greenbacks" del 1862.

In aggiunta il governo stampò denaro cartaceo detto "greenback"; questo però causò infinite polemiche poiché causò un incremento della spirale inflazionistica.
La più importante misura finanziaria di guerra del Nord fu propriamente la creazione di un sistema bancario nazionale che contribuì a fornire una valuta considerata solida per favorire l'espansione industriale; ma forse il fattore ancor più decisivo fu che le centinaia di nuovi istituti bancari autorizzati ad aprire furono obbligati ad acquistare massicciamente i titoli di Stato.
In tal modo la nazione ebbe la capacità di monetizzare la ricchezza potenziale rappresentata dalle fattorie, dagli edifici urbani, dalle fabbriche e dalle imprese trasformando subito quest'afflusso di denaro fresco - tramite il "Dipartimento del Tesoro" - in realizzazioni per i più immediati bisogni di guerra.

#### Dazi

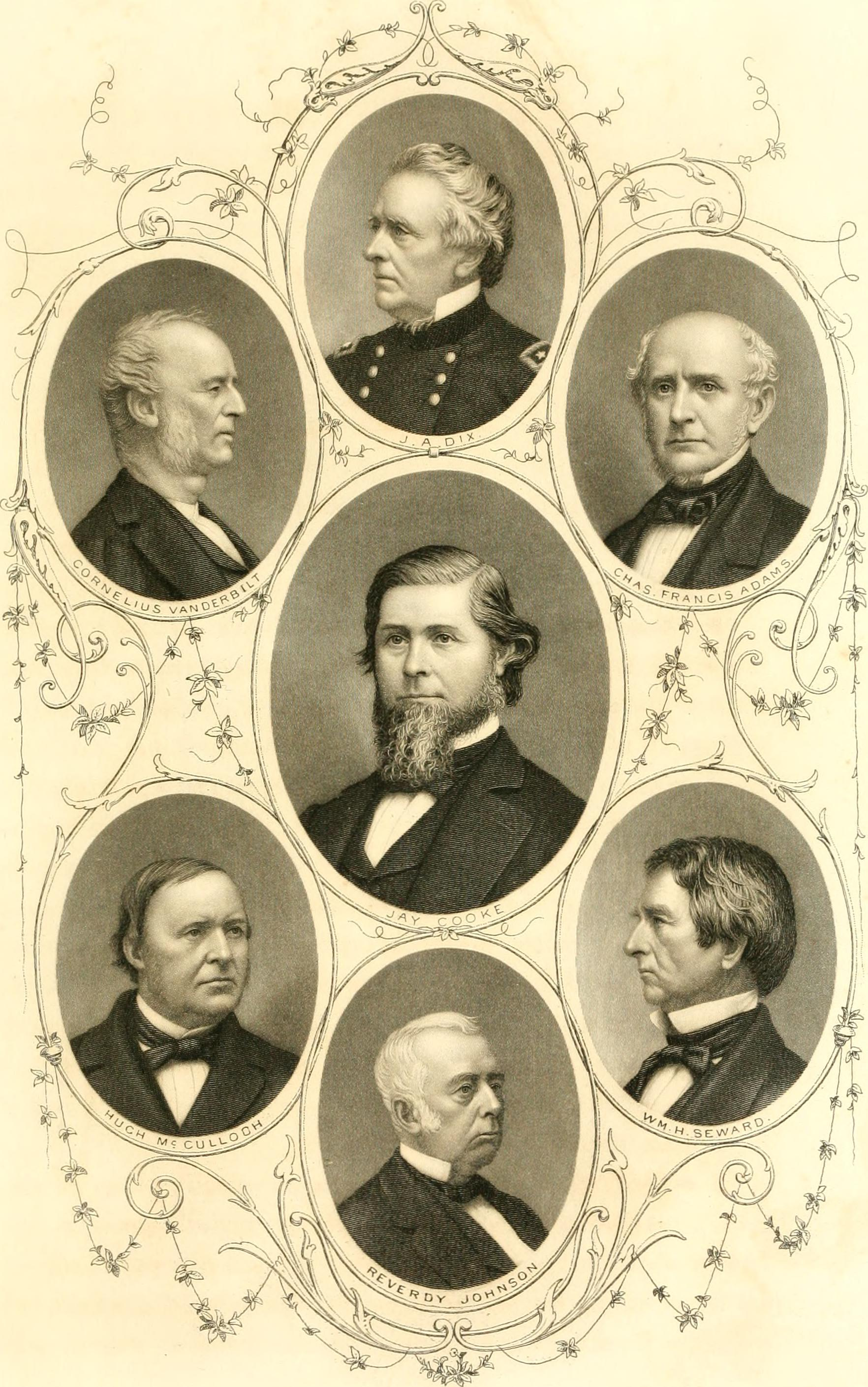
Alcune personalità unioniste: Jay Cooke, Cornelius Vanderbilt, John Adams Dix, Hugh McCulloch, Reverdy Johnson, William H. Seward e Charles Francis Adams, Sr..

Il Segretario Chase, pur essendo un libero professionista di lungo corso, collaborò con Morrill per far passare una seconda legge sui dazi nell'estate del 1861, aumentando i tassi di altri 10 punti per generare un ulteriore aumento delle entrate federali.
Queste leggi in successione furono principalmente orientate verso le entrate per soddisfare le necessità belliche, sebbene godessero del pieno sostegno dei sostenitori del protezionismo come Carey che nuovamente assistette Morrill nella stesura del progetto di legge.
La legge Morrill del 1861 venne progettata per accrescere le entrate; mentre la legge sui dazi dell'anno successivo non servì soltanto a ciò, ma anche ad incoraggiare la creazione di fabbriche che utilizzavano il "lavoro libero" per svincolarsi dalla ferrea concorrenza britannica tassandone le importazioni.
Protesse inoltre per la prima volta effettivamente la classe operaia americana dai lavoratori europei a più bassa retribuzione e, in quanto essendo un incentivo importante, ciò ebbe l'effetto di attrarre decine di migliaia di inglesi, irlandesi, tedeschi, francesi e nord-europei in generale a basso reddito; l'immigrazione verso l'America divenne così lo scopo precipuo per ottenere impieghi in lavori di fabbrica convertiti alla produzione bellica, e fornire manodopera artigianale a salari maggiori.
Le entrate doganali dovute ai dazi ammontarono a 345 milioni dal 1861 al 1865, ossia il 43% di tutte le entrate fiscali federali.

### Concessioni terriere
Il governo possedeva vaste quantità di buona terra, principalmente a seguito dell'acquisto della Louisiana dal Primo Impero francese nel 1803 e dal Trattato dell'Oregon con l'impero britannico nel 1846; la sfida consistette nel rendere questi terreni utili alle iniziative d'imprenditoria individuale e quindi per fornire la base economica per la ricchezza che avrebbe poi ripagato il debito di guerra.
Le più ampie sovvenzioni per la terra andarono prima di tutto alle società di costruzione delle reti ferroviarie, che avrebbero aperto le Grandi Pianure finendo col il collegarsi alla California. Assieme alle terre libere fornite agli agricoltori dalla Homestead Act, i terreni adibiti all'agricoltura forniti dalle sovvenzioni accelerarono l'espansione del grande commercio agricolo in direzione degli Stati Uniti d'America nord-orientali e degli Stati Uniti d'America medio-occidentali.
L'Homestead Act del 1862 aprì gratuitamente all'usufrutto delle terre pubbliche. Le concessioni di terreni alle imprese ferroviarie significarono anche che si sarebbe potuto rivenderne tratti cospicui alle fattorie familiari (da 80 fino a 200 acri) a prezzi bassi e con credito esteso. Vennero inoltre sponsorizzate le nuove metodologie del lavoro agricolo tramite vaste campagne informative sui mezzi scientifici e le ultime tecniche grazie al Dipartimento dell'Agricoltura recentemente istituito e la Morrill Land Grant College Act.

### Agricoltura

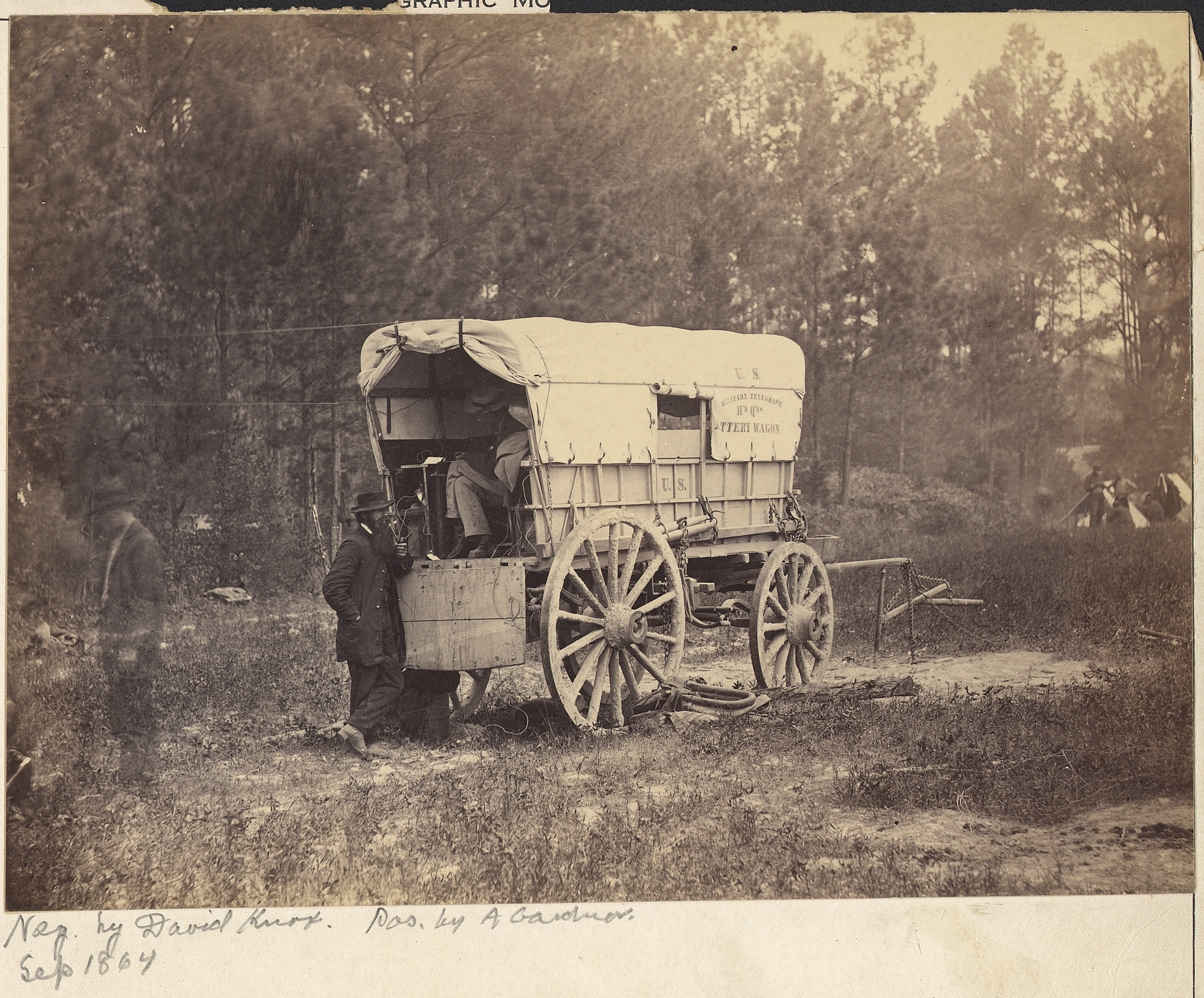
Un carro unionista per il trasporto del telegrafo.

L'agricoltura rappresentò la più importante industria del settore primario e prosperò per tutto il corso della guerra. I prezzi si mantennero ad un alto livello, trainati da una forte domanda da parte dell'Union Army e del Regno Unito di Gran Bretagna e Irlanda che dipendeva dal grano americano per un quarto delle sue importazioni alimentari.

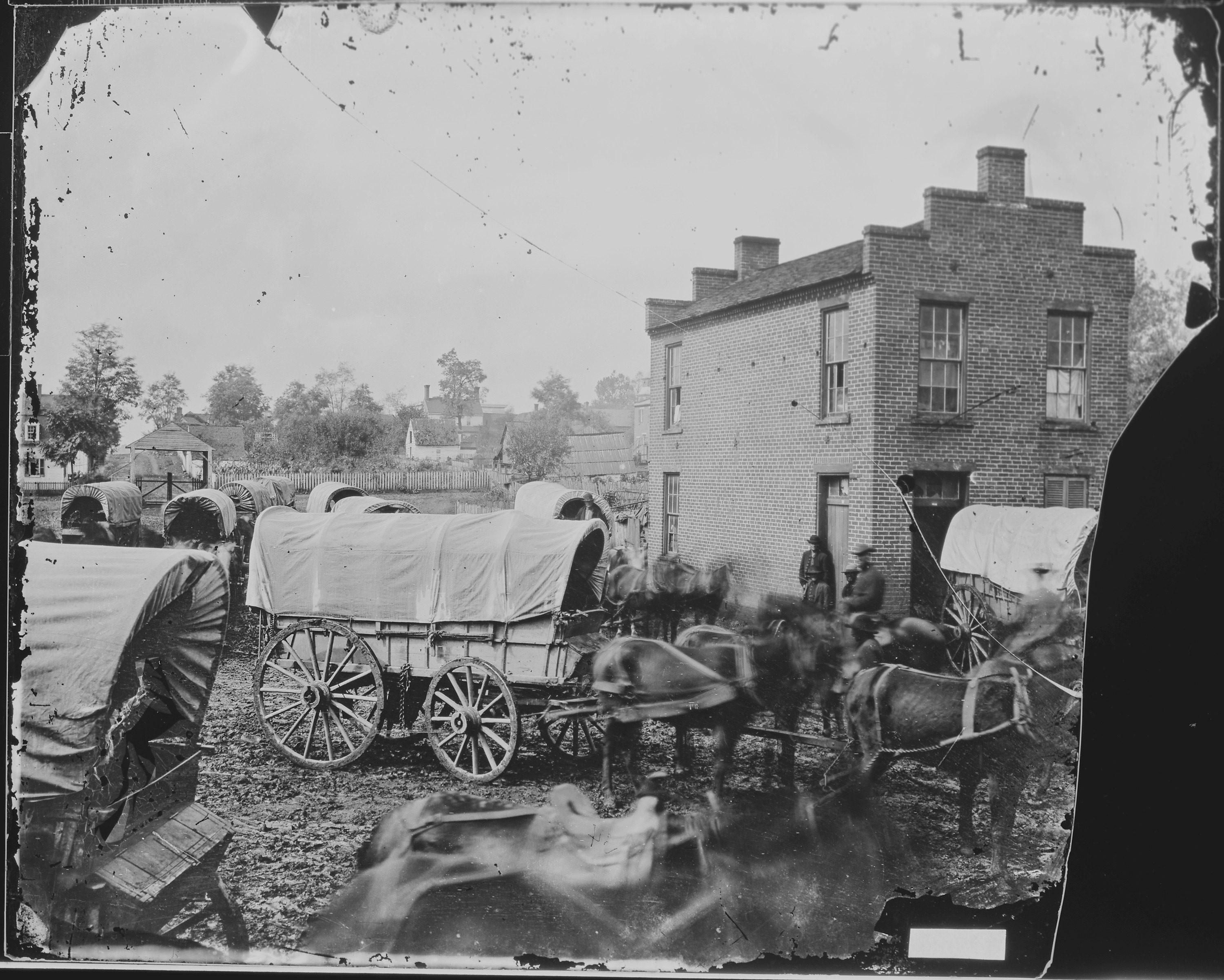
Carri merci trainati da cavalli in una foto di Mathew B. Brady.

Il conflitto funse da catalizzatore che incoraggiò la rapida adozione di macchinari trainati da cavalli ed altre attrezzature. La veloce diffusione delle più recenti invenzioni nel campo tecnologico come il mietitrebbiatrice e la motofalciatrice contribuì a rendere la forza lavoro impiegata assai più efficiente di quanto non lo fosse mai stata in precedenza, questo anche se centinaia di migliaia di agricoltori risultarono arruolati nell'esercito.
Molte mogli presero quindi il loro posto e spesso si consultarono via posta su cosa fosse meglio fare; sempre più si affidarono alla comunità locale e ai parenti stretti in cerca di consigli e aiuti.
L'Unione utilizzò centinaia di migliaia di animali da soma e trasporto; le forze armate ne acquistarono in gran quantità dagli allevatori, ma soprattutto nei primi mesi la qualità fu altalenante. I cavalli si rivelarono strettamente necessari sia per la cavalleria che per l'artiglieria; mentre i muli furono adibiti al traino dei carri.
L'offerta resistette nonostante un'epidemia di morva senza precedenti, una malattia fatale che ebbe a lasciar non poco sconcertati i veterinari. Nei territori del Sud via via occupati l'esercito unionista sparò a tutti i cavalli di cui non aveva bisogno con lo scopo di tenerli fuori dalle mani confederate.

### Commercio del cotone

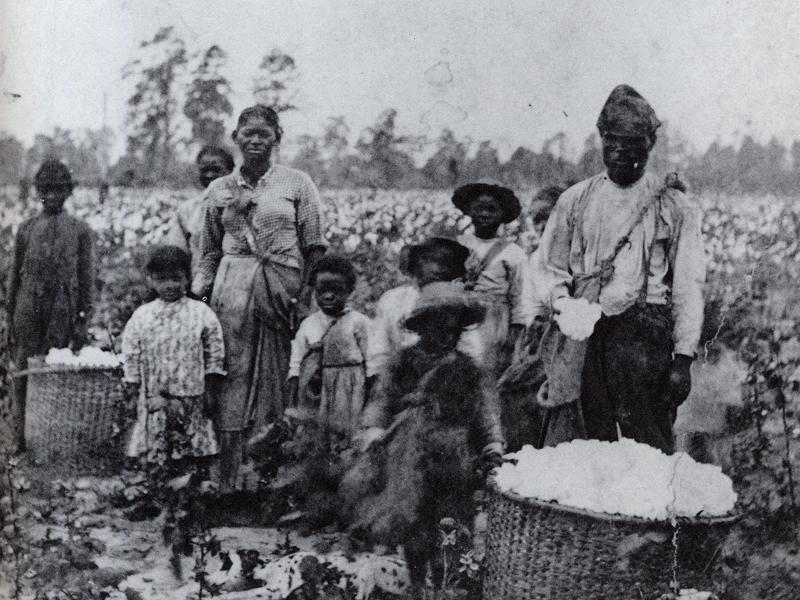
Scena di raccolta del cotone da parte di una famiglia di schiavi nella Georgia degli anni 1850.

Il Dipartimento del Tesoro degli Stati Uniti d'America iniziò ad acquistare grandi quantità di cotone per essere spedito via mare nel continente europeo e nei mulini degli Stati Uniti d'America nord-orientali; i venditori furono piantatori del Sud bisognosi di moneta liquida, a prescindere dal loro schieramento settario. I compratori del Nord ne poterono in tal modo ricavare ampi margini di profitto, un fatto che non mancò d'infastidire soldati come Ulysses S. Grant.
Egli inizialmente incolpò di una tale situazione i commercianti ebrei americani tanto da espellerli dalle regioni di propria competenza nel 1862 tramite l'"ordine generale numero 11", ma il presidente annullò quest'ordine esecutivo viziato da un esplicito antisemitismo. I critici successivi hanno asserito che il commercio del cotone ha finito con l'aiutare il Sud, prolungando lo scontro armato e favorendo largamente la corruzione.
La presidenza di Abraham Lincoln decise nonostante ciò di farne proseguire la compravendita nel fondato timore che l'impero britannico potesse decidersi d'intervenire se avesse cominciato a scarseggiare la materia prima ai suoi produttori tessili. Un ulteriore obiettivo fu quello di promuovere l'unionismo latente negli Stati cuscinetto nella guerra di secessione americana.
I produttori tessili del Nord avevano bisogno del cotone per rimanere in attività oltre che per creare le uniformi, mentre d'altro canto le esportazioni verso l'Europa fornivano un'importante fonte di oro da immettere nei finanziamenti di guerra.

### Leader finanziari unionisti

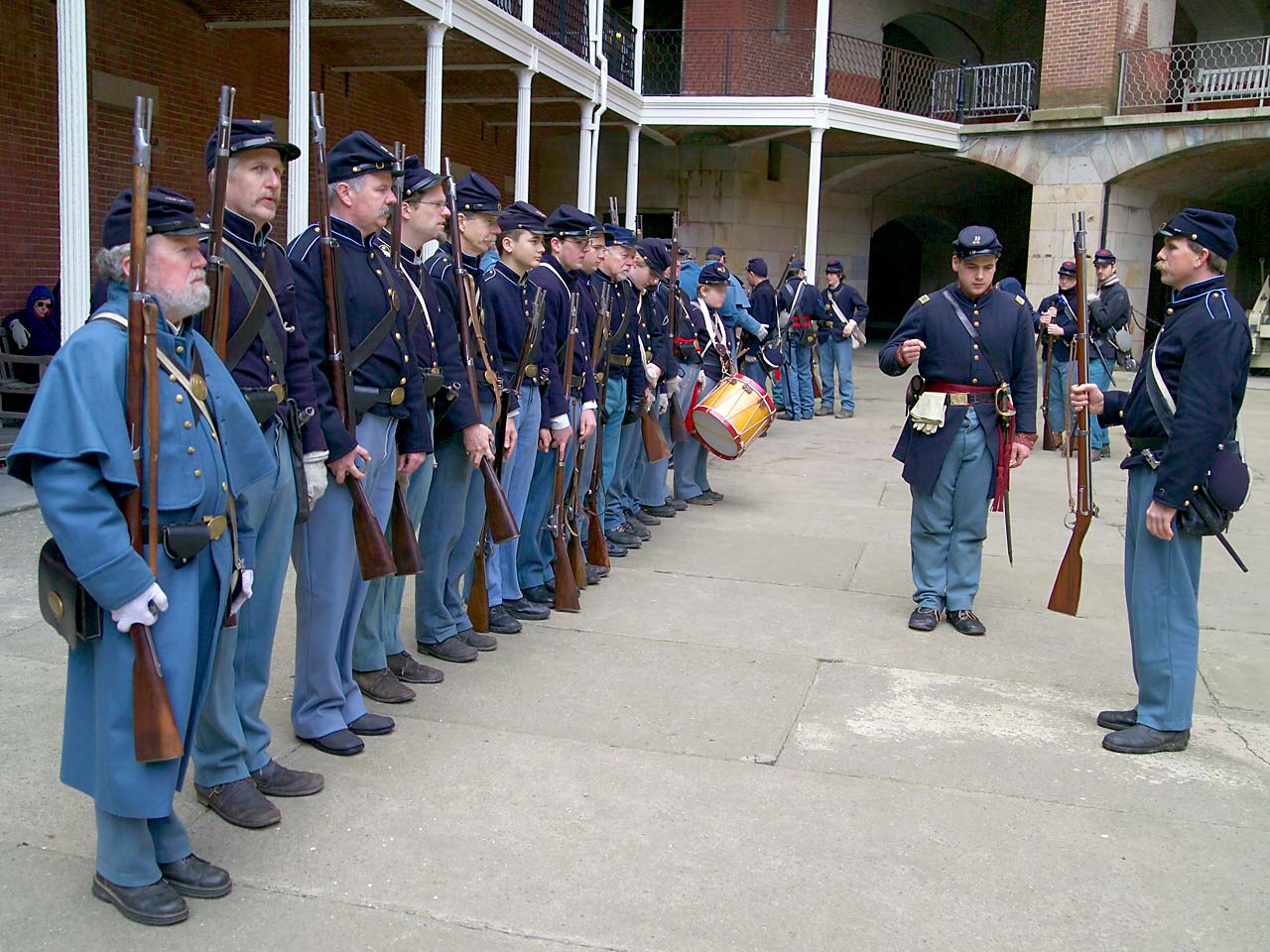
Rievocazione storica della California Column a San Francisco.

Tra i maggiori manager, dirigenti industriali, imprenditori di fabbrica, uomini d'affari ed inventori dell'apparato militare che servirono per l'Unione - contribuendo in un modo sostanziale alla sua vittoria finale - spiccano i nomi di:
- Matthias William Baldwin
- Benjamin Bates IV
- John Jacob Bausch
- Andrew Carnegie
- Gardner Colby
- Samuel Colt
- Jay Cooke
- George Henry Corliss
- William Wesley Cornell
- Erastus Corning I
- John Chippewa Crerar (industriale)
- Charles Irénée du Pont
- James Buchanan Eads
- John Ericsson
- William Parker Halliday
- Benjamin Tyler Henry
- Gouverneur Kemble
- Benjamin Knight
- Robert Knight (industriale)
- Benedict Lapham
- David Leavitt (banchiere)
- John Lenthall (costruttore navale)
- Henry Lomb
- William Mason (costruttore di locomotive)
- William Metcalf (produttore)
- Samuel Morse
- Asa Packer
- Robert Parker Parrott
- Daniel Pratt (industriale)
- George Pullman
- Christian Sharps
- David Sinton
- Horace Smith (inventore)
- Christopher Miner Spencer
- George Luther Stearns
- Henry Jonah Steere
- Ezekiel Albert Straw
- John Edgar Thomson
- Cornelius Vanderbilt
- Ezra Warner (inventore)
- Daniel Wesson
- Rollin White
- Amos Whitney
- Oliver Winchester
- John Flack Winslow
- George Worthington (uomo d'affari)

## Società

### Religione

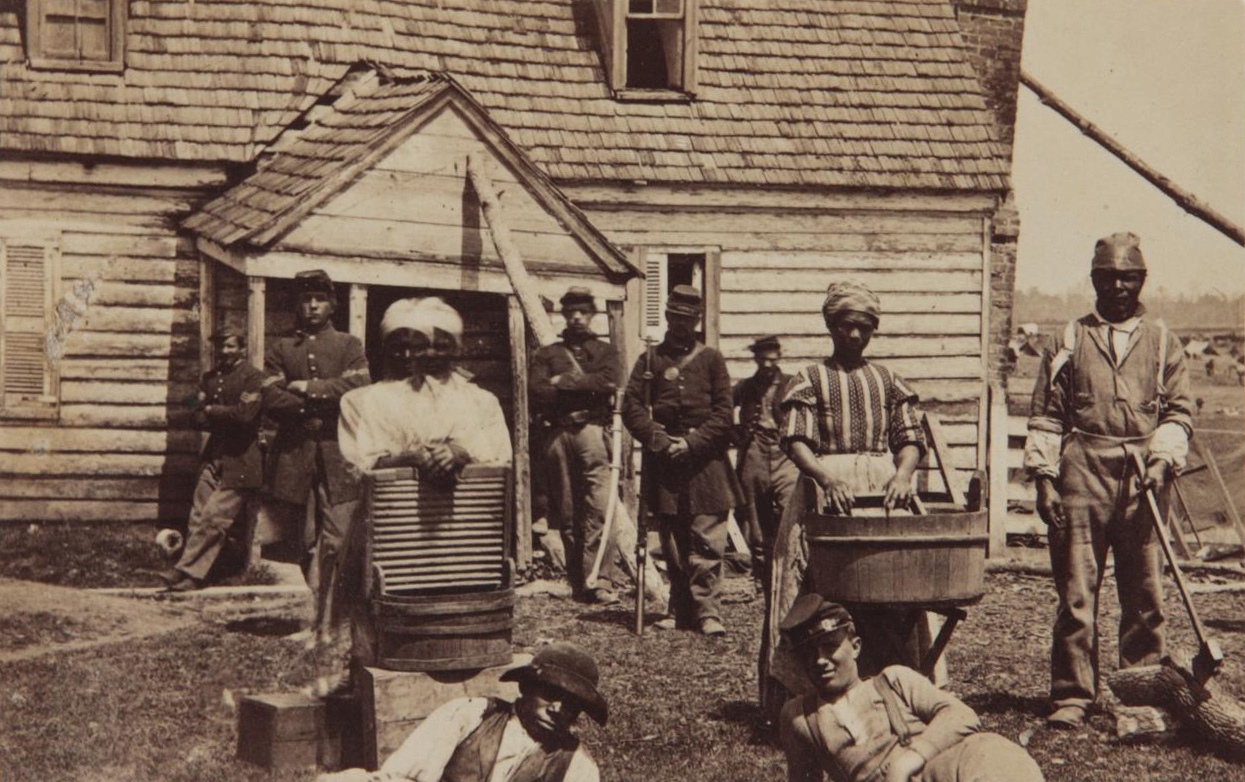
"Contrabands presso la sede del comando generale Lafayette". "Contrabands" era un'espressione coniata dal generale Benjamin Butler per descrivere gli schiavi fuggiti e raccolti dagli unionisti.

Il protestantesimo continuò a mantenersi in una posizione piuttosto forte nelle regioni del Nord nel corso degli anni 1860.

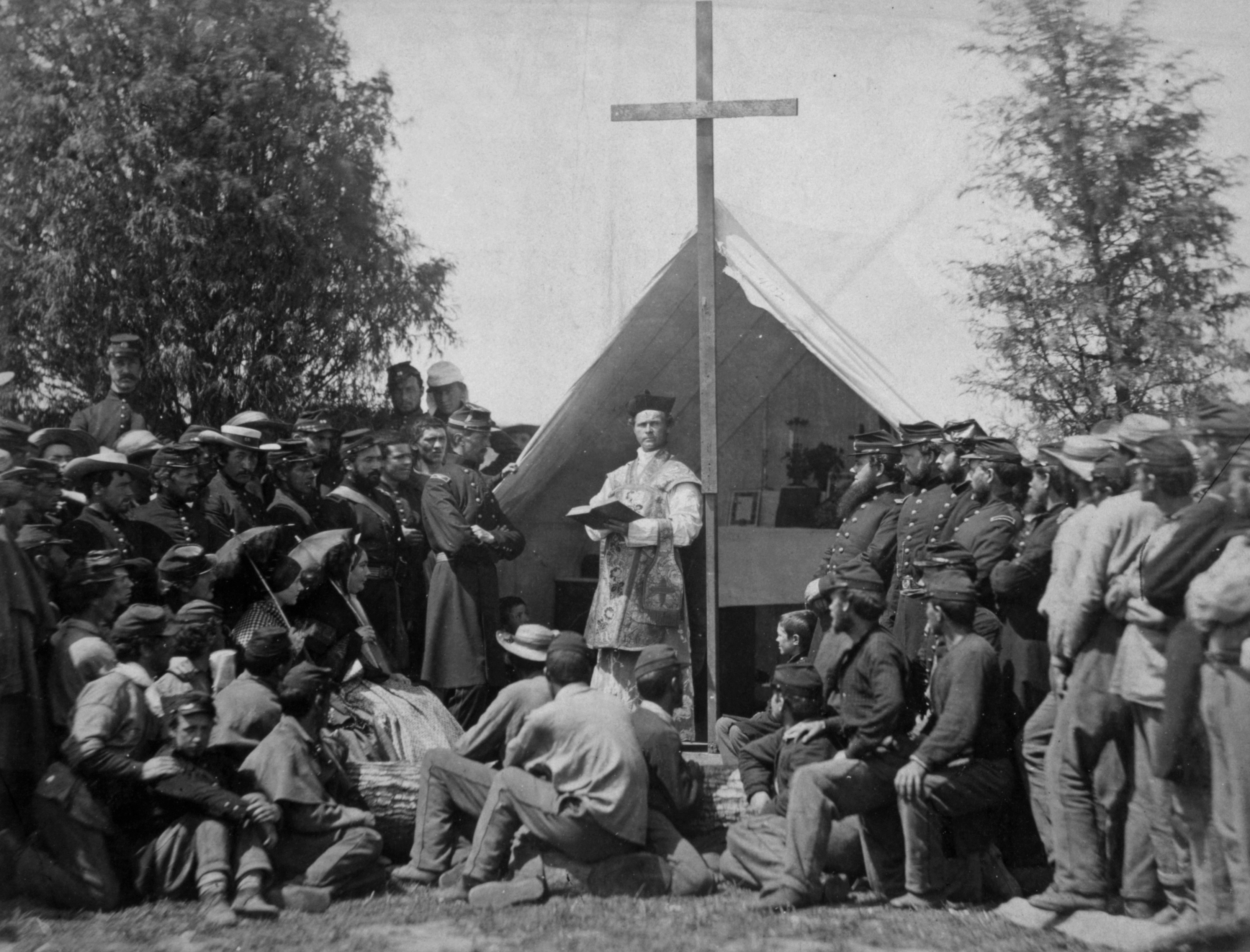
Soldati unionisti di origine irlandese mentre assistono alla messa cattolica celebrata sotto una tenda.

La "United States Christian Commission" inviò i propri rappresentanti nei campi militari con l'intento di fornire un valido supporto morale, oltre che libri, giornali, cibo e vestiario di riserva.
Attraverso la preghiera, i sermoni e le operazioni di beneficenza volte al raggiungimento di un qual certo benessere interiore questi volontari assistettero ai bisogni spirituali e temporali dei soldati; mentre al contempo cercarono di riportare gli uomini ad uno stile di vita fondato sulla pratica del cristianesimo.
La maggior parte delle confessioni cristiane presenti e finanche delle chiese autonome compirono un notevole sforzo per sostenere i propri soldati in campo ed in particolare le loro famiglie a casa. Una larga percentuale della retorica politica dell'epoca ebbe una distintiva tonalità religiosa.
Il clero protestante in America assunse una varietà di posizioni; nella generalità dei casi le denominazioni rifacentisi al pietismo come gli affiliati al metodismo, al battismo del Nord e al congregazionalismo supportarono con decisione lo sforzo bellico.
La Chiesa cattolica negli Stati Uniti d'America, la Chiesa episcopale degli Stati Uniti d'America, il luteranesimo e il presbiterianesimo americano più intrise di conservatorismo cercarono invece di evitare accuratamente qualsiasi discussione nei riguardi della guerra in corso; evitarono pertanto di frammentarsi in fazioni apertamente schierate.
Il Quaccherismo infine, pur dando un risolutivo sostegno al movimento per l'abolizionismo a livello personale, rifiutarono di assumere una posizione a livello confessionale. Alcuni ecclesiastici che si ritrovarono ad appoggiare la Confederazione secessionista furono denunciati come Copperheads simpatizzanti col nemico, in special modo nelle regioni degli Stati cuscinetto.

#### Metodismo

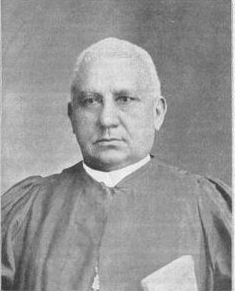
Henry McNeal Turner, cappellano militare e in seguito vescovo della Chiesa episcopale metodista africana.

Molti Nordisti parvero assumere uno stile di vita più decisamente improntato alla religiosità attiva a seguito del secondo grande risveglio; la fede divenne in tal maniera una forza potente all'interno delle loro esistenze. Nessuna denominazione fu più impegnata a sostenere l'Unione della Chiesa metodista episcopale.
Lo storico Richard Carwadine sostiene che per molti metodisti la vittoria ottenuta da Abraham Lincoln alle Elezioni presidenziali del 1860 costituì il chiaro "annunzio dell'arrivo del Regno dei Cieli in America"; furono mossi nelle loro azioni da una visione di emancipazione e libertà per tutti gli schiavi, libertà dalle persecuzioni subite dagli abolizionisti più devoti ed anche l'uscita dalla morsa perpetrata dal potere schiavista sul Governo federale: in definitiva la promessa di una nuova direzione per l'Unione tutta.
I metodisti in questo contesto sociale costituirono un elemento importante del sostegno popolare ai Radical Republicans con la loro linea dura nei confronti del Sud bianco; quei pochi che dissentirono lasciarono la Chiesa. Durante l'Era della ricostruzione essi si assunsero l'incarico di creare comunità religiose specificamente rivolte ai liberti, oltre che di trasferirsi in massa nelle città meridionali fino al punto di prendere il controllo, con l'aiuto dell'United States Army, degli edifici appartenenti ai rami Sudisti della Chiesa.
La rivista della "famiglia metodista" Ladies' Repository promosse l'attivismo cristiano a livello familiare; i suoi articoli provvidero ad alzare il morale a donne e bambini. Non mancò di descrivere la guerra come una "grande crociata morale contro la civiltà decadente Sudista corrotta - fino ai meandri più riposti dell'anima - dallo schiavismo". Raccomandò attività che i membri della famiglia potessero svolgere per portare aiuto alla causa unionista.

### Famiglia

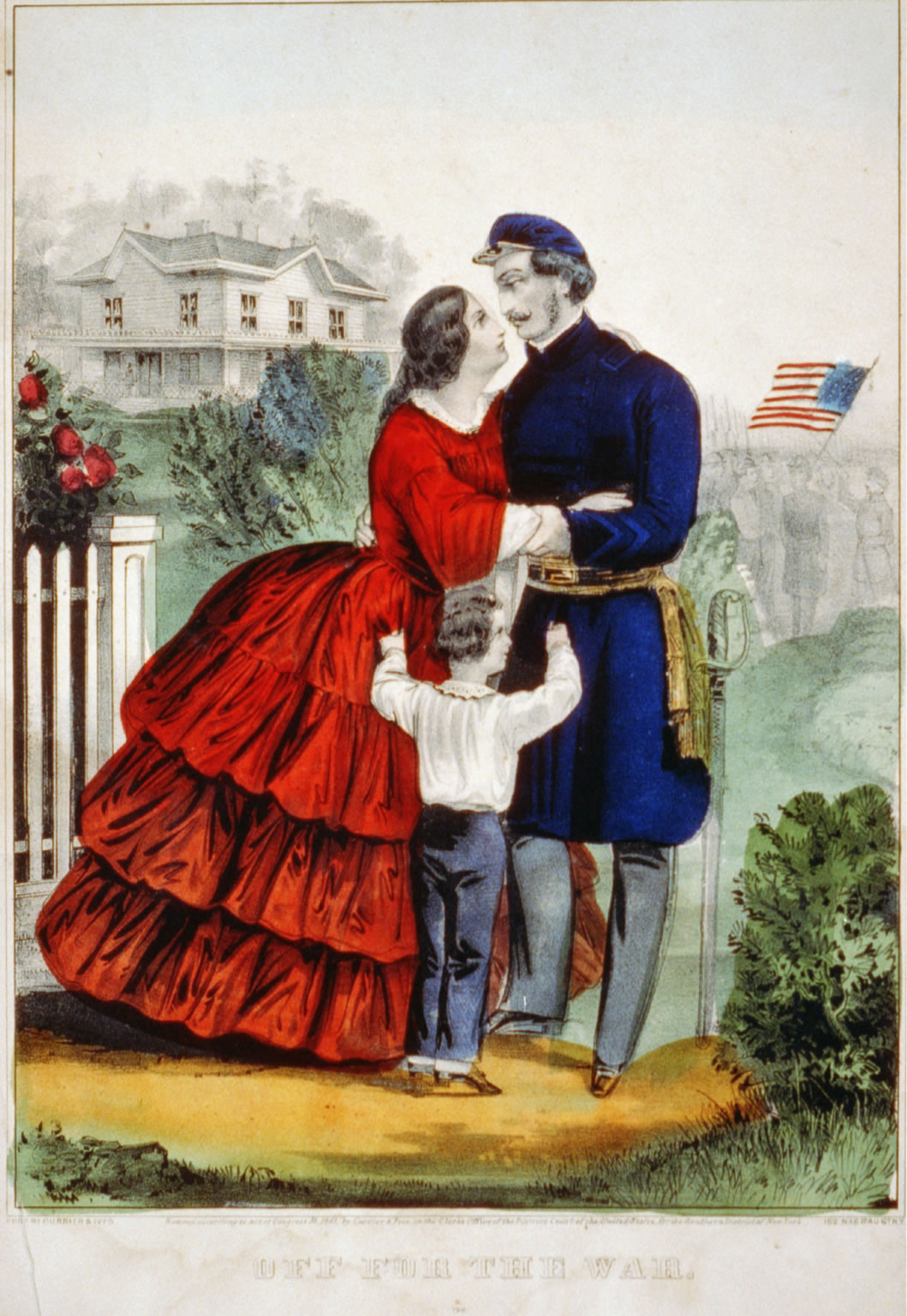
Una Litografia di "Currier and Ives" del 1861.

Lo storico Stephen M. Frank riferisce che ciò che allora significava essere un padre variava con lo status e l'età. Egli quindi afferma che la maggiorana degli uomini ha dimostrato doppi impegni in ambito familiare, sia come educatori che sostentatori, credendo che mariti e mogli avessero degli obblighi reciproci verso la loro prole; dichiara quindi che la guerra privilegia la mascolinità con la conseguenza diretta di drammatizzare ed esagerare i rapporti reciproci tra padre e figlio.
Soprattutto nelle 5 fasi critiche della carriera del soldato (arruolamento, addestramento, vita in comune, ferimento e morte) le lettere inviate alle famiglie dai padri assenti articolarono un insieme distintivo ideale di virilità e Bene, tratti comuni del XIX secolo.

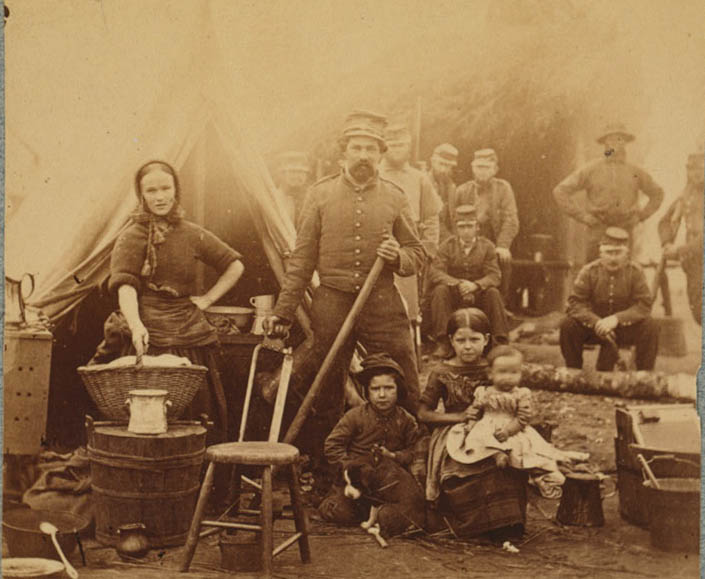
Fotografia di guerra scattata da Mathew B. Brady in un accampamento unionista, con donna vivandiera e lavandaia e bambini al seguito.

#### Bambini
Esistettero numerose riviste per l'infanzia come Merry's Museum, The Student and Schoolmate, Our Young Folks, The Little Pilgrim, Forrester's Playmate e The Little Corporal.
Tutte mostrarono un chiaro ed intenso tono religioso protestante e "promossero i principi del duro lavoro, dell'obbedienza, della generosità, dell'umiltà e della pietà, facendo trionfare i benefici dovuti alla coesione familiare e fornirono storie d'avventura, miti, intrattenimento innocente e finanche istruzione"".

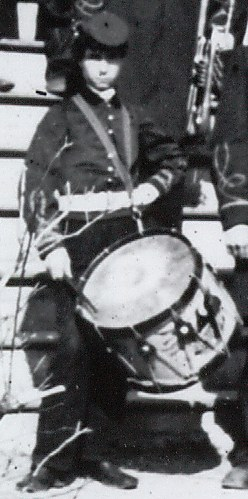
Un tamburino unionista.

Le loro pagine contennero informazioni fattuali e aneddoti sulla guerra insieme a quiz, giochi, poesie e canzoni, brevi pezzi di oratoria per declamazione, racconti e brevi opere teatrali che i bambini avrebbero potuto con facilità mettere in scena. Promossero il patriottismo e gli obiettivi bellici dell'Unione, oltre che atteggiamenti improntati alla gentilezza nei confronti degli schiavi liberati, giungendo al punto di demonizzare la causa confederata; incoraggiando e raccomandando la raccolta di fondi per scopi umanitari: infine affrontando il tema della morte dei familiari.

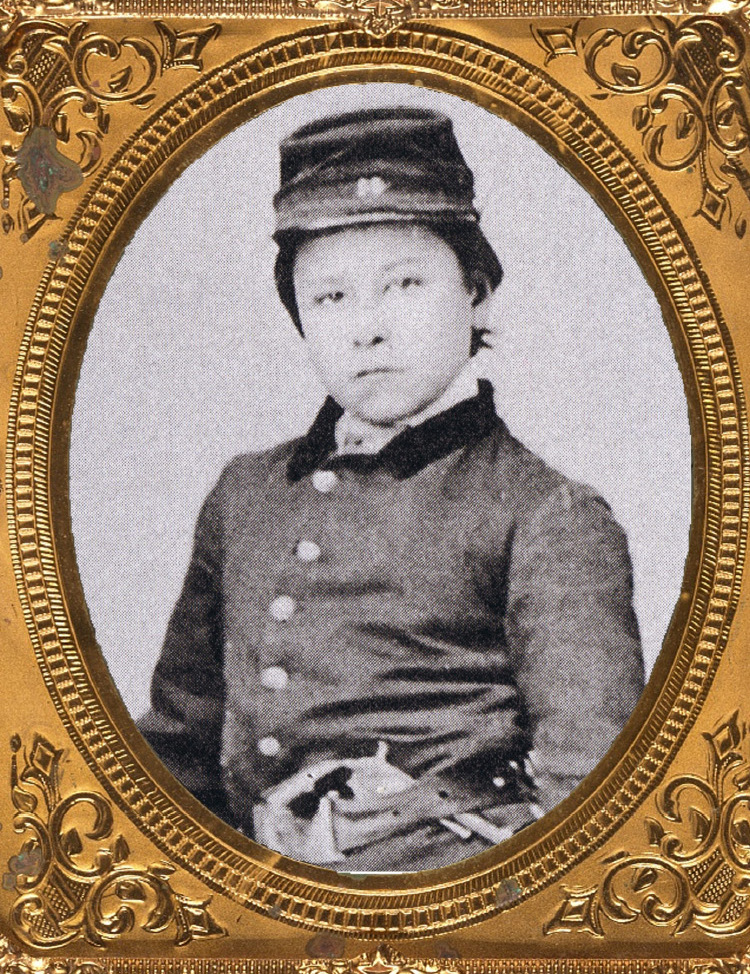
Servendo nella 55th Illinois Infantry all'età di 14 anni Orion Howe si arruolò come volontario per una missione ad alto rischio durante l'assedio di Vicksburg e rimase gravemente ferito. Per il suo coraggio fu premiato con la Medal of Honor, uno dei più giovani a guadagnarsela di tutti i tempi. Il presidente Abraham Lincoln lo fece in seguito ammettere alla United States Naval Academy.

Nel 1866 la "Milton Bradley Company" mise in commercio The Myriopticon: A Historical Panorama of the Rebellion che permise ai bambini di organizzare spettacoli di quartiere atti a spiegare le ragioni della guerra; vi si comprendeva dei disegni colorati che venivano fatti girare su ruote, includendo biglietti d'invito prestampati, pubblicità su poster e narrazioni le quali potevano essere lette ad alta voce durante la visione delle immagini.
Prendersi cura degli orfani di guerra rappresentò una funzione importante sia per le organizzazioni locali private che per i governi statali e le amministrazioni di contea.
Una degli Stati tipici fu l'Iowa ove la privata ""Iowa Soldiers Orphans Home Association" operò grazie a finanziamenti devoluti dalla Camera dei rappresentanti dell'Iowa e cospicue donazioni pubbliche; poté pertanto istituire orfanotrofi a Davenport, Glenwood e Cedar Falls.
La legislazione statale finanziò pensioni da assegnare alle vedove e ai figli dei soldati; anche le scuole per gli orfani come la "Pennsylvania Soldiers' Orphan School" promossero un ampio esperimento di welfare pubblico iniziato come parte delle conseguenze della guerra civile.

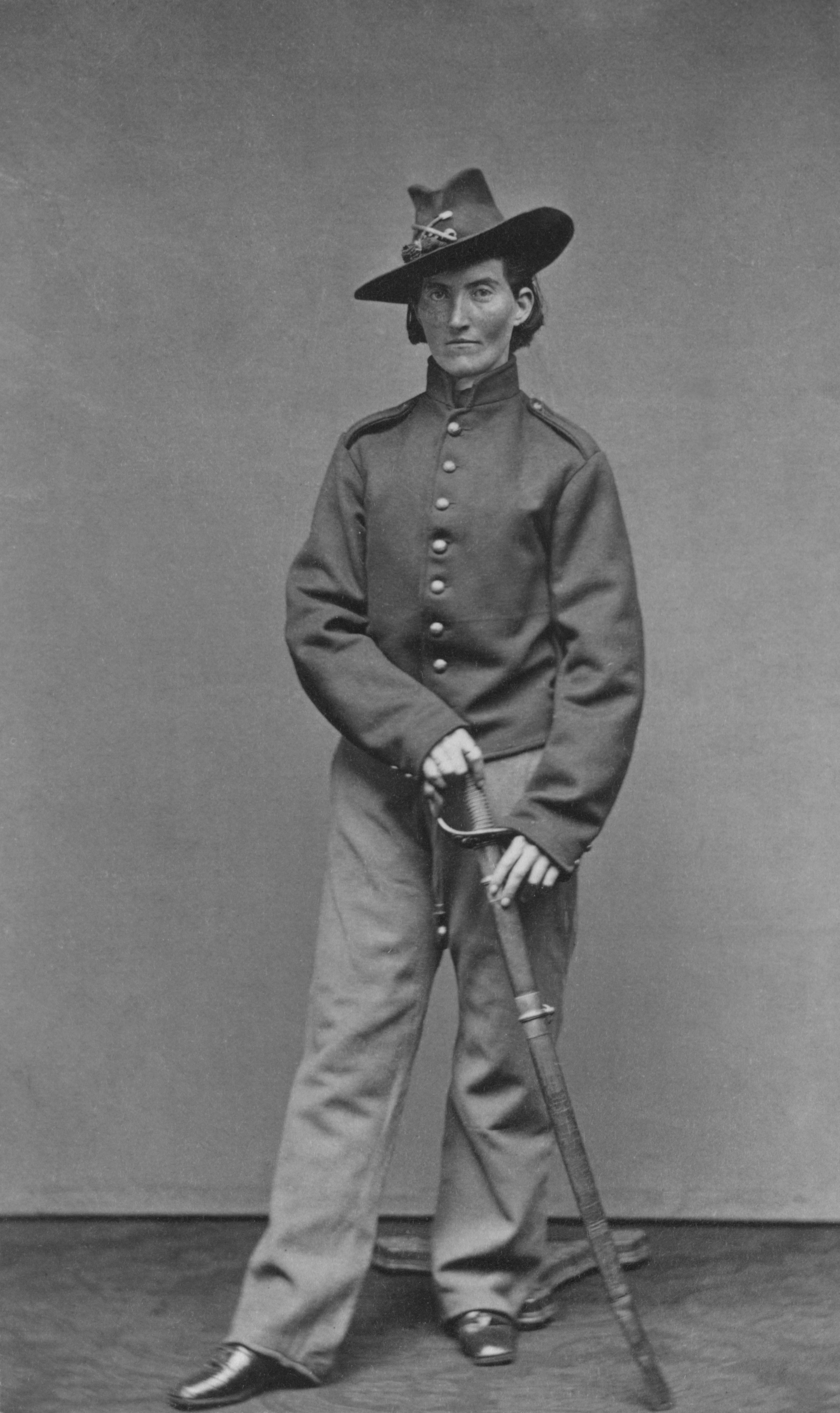
Frances Clayton, arruolata dopo aver finto di essere un uomo.

Divennero presto una questione di orgoglio dello Stato, con gli orfani che vennero fatti sfilare durante i raduni per dare a dimostrazione del potere di una "scuola patriottica".
In tutti gli Stati del Nord vigevano sistemi scolastici d'istruzione pubblica gratuita già prima della guerra, con l'eccezione degli Stati cuscinetto; la Virginia Occidentale istituì il proprio sistema nel 1863 con il suo ingresso nell'Unione. Dopo una serie di aspre contestazioni stabilì un sistema educativo quasi uguale per i bambini afroamericani, la maggior parte dei quali ex schiavi.
Migliaia di profughi composti da schiavi fuggitivi si riversarono a Saint Louis (Missouri) dove la "Freedmen's Relief Society", la "Ladies Union Aid Society", la "Western Sanitary Commission" e l'"American Missionary Association" organizzarono i primi istituti scolastici per i loro figli.

## Unionisti del Sud e degli Stati cuscinetto
Le persone fedeli al governo federale degli Stati Uniti d'America e contrarie alla secessione che vivevano negli Stati di confine (ove la schiavitù rimaneva ancora legale nel 1861) vennero definite "unionisti".
A volte i confederati li definivano come gli "Yankee fatti in casa"; tuttavia questi unionisti del Sud non erano necessariamente simpatizzanti della presidenza di Abraham Lincoln Nord ed anzi molti di loro, sebbene si opponessero alla separazione dal Nord, sostennero la Confederazione una volta che questa divenne un dato di fatto.

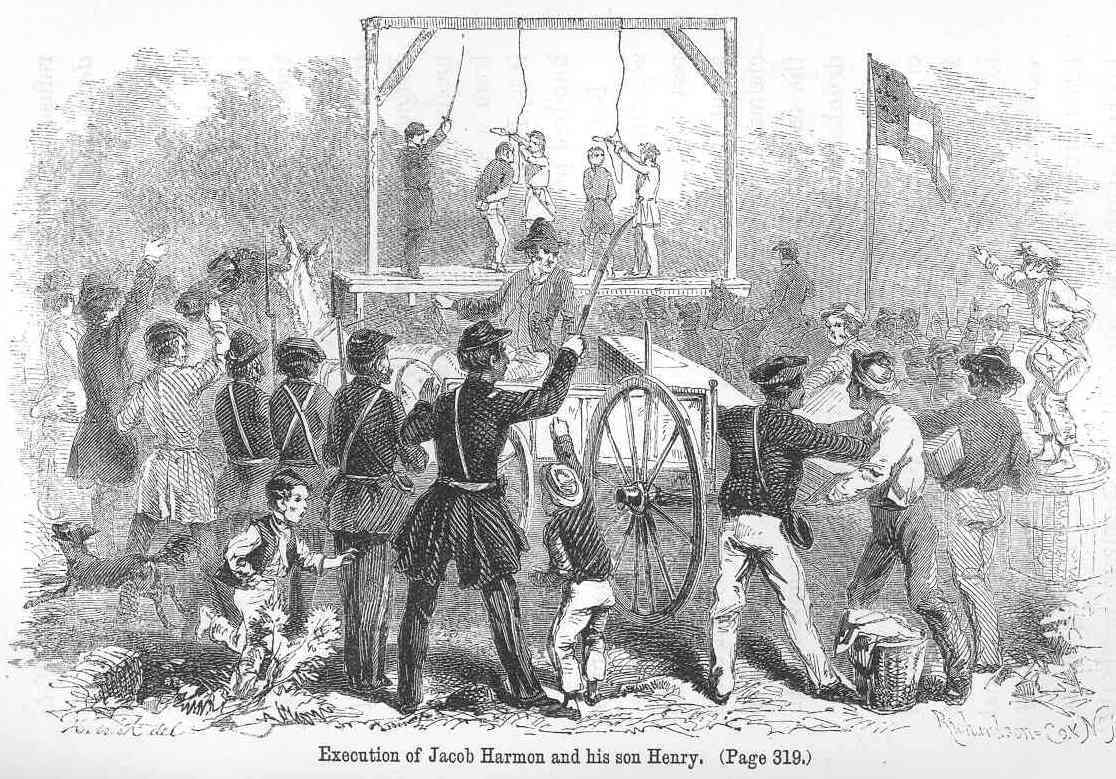
Soldati confederati che sottopongono ad impiccagione i "cospiratori" fiancheggiatori dell'Unione in un'illustrazione del 1862.

Il Tennessee Orientale invece non appoggiò mai i ribelli tanto che alcuni esponenti del Partito Democratico unionisti divennero presto dei potenti leader pubblici, incluso il governatore del Tennessee Andrew Johnson prima e William Gannaway Brownlow poi. Allo stesso modo le ampie regioni interne del Kentucky Orientale erano unioniste seppur aiutarono fattivamente a mantenere la situazione di divisione dello Stato.
La Virginia Occidentale, con pochi schiavi ed una qual certa forma di industrializzazione, fu così fortemente unionista che si staccò dalla Virginia per formare una nuova entità statale nel 1863.
All'incirca 120.000 unionisti del Sud prestarono servizio nell'esercito dell'Unione durante la guerra civile e reggimenti unionisti furono creati in tutti gli Stati confederati, ad eccezione della Carolina del Sud. Tra queste unità militari terrestri vi fu anche il "1st Alabama Cavalry Regiment", che servì come scorta personale di William Tecumseh Sherman nel corso della marcia di Sherman verso il mare.
Gli unionisti meridionali furono ampiamente usati come forze paramilitari di contro-guerriglia. Durante l'Era della Ricostruzione molti di questi divennero "Scalawag", un termine dispregiativo usato per indicare i sostenitori Sudisti del Partito Repubblicano.

## Operazioni di guerriglia

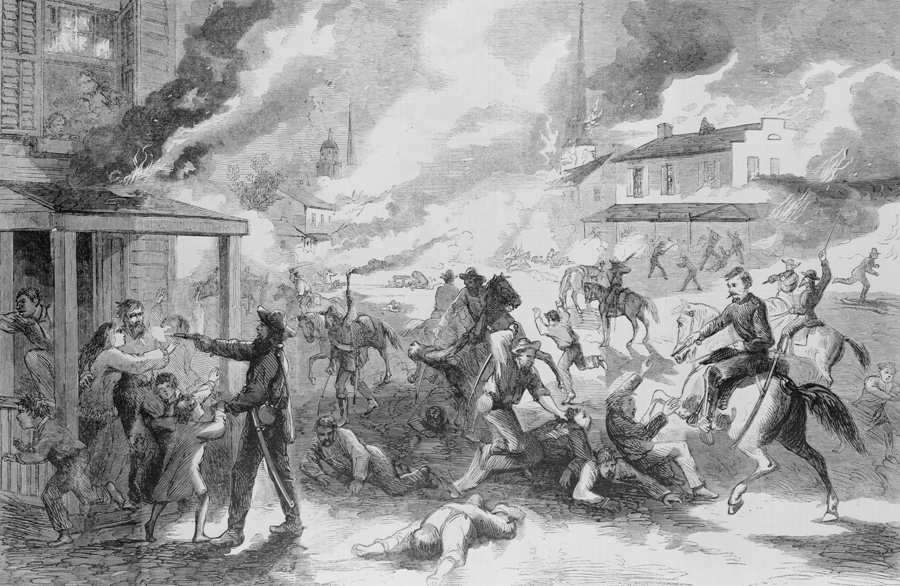
Il massacro di Lawrence avvenuto nella Contea di Douglas (Kansas) nel 1863 ad opera dei Bushwhackers durante i Raid di Quantrill in un'illustrazione dell'epoca.

Oltre al conflitto militare organizzato gli Stati di confine furono ulteriormente assediati anche dalla guerriglia. In una nazione così amaramente divisa i vicini usarono spesso la scusa della guerra per risolvere i propri rancori personali e prendere le armi l'uno contro l'altro.

### Missouri
Il Missouri fu teatro di oltre 1000 scontri tra le forze unioniste e confederate, con un numero incalcolabile di attacchi di guerriglia e raid da parte di bande informali pro-confederate; la regione Occidentale dello Stato federato fu partecipe attivo nonché vittima delle più brutali azioni di terrorismo organizzato per tutto il corso della guerra civile.

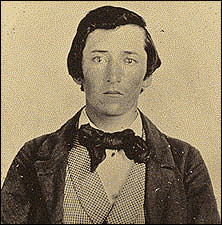
Un ritratto giovanile del bandito e criminale sudista William Clarke Quantrill.

Gruppi di insorti come le bande sudiste dei Raid di Quantrill e gli uomini di William T. Anderson ("Bloody Bill") dei Bushwhackers terrorizzarono le campagne, colpendo sia le installazioni militari che gli insediamenti civili; a causa degli attacchi diffusi e della protezione offerta dai simpatizzanti confederati i leader federali emanarono l'"ordine generale numero 11" nel 1863 ed evacuarono le aree della contea di Jackson (Missouri), della contea di Cass (Missouri) e della Contea di Bates.

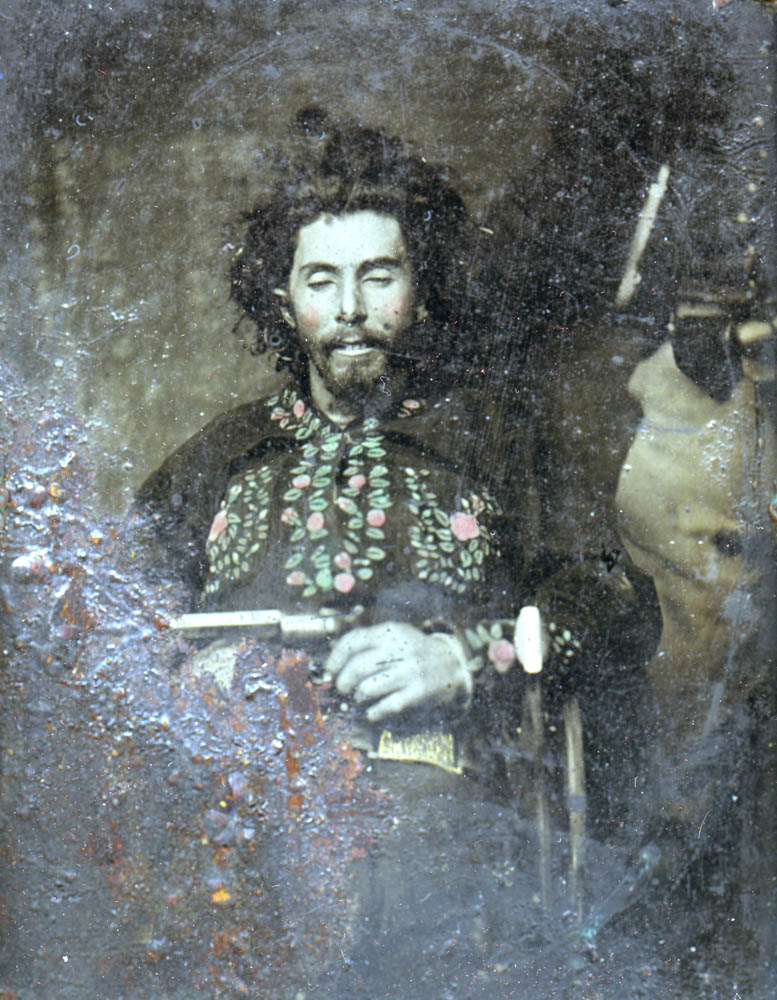
William T. Anderson fotografato da morto con le armi ancora in pugno.

In tal maniera costrinsero i residenti a ridurre il proprio sostegno a favore dei guerriglieri. La cavalleria dell'Unione poté quindi spazzare via e rintracciare i ribelli, i quali non ebbero più la disponibilità di luoghi dove nascondersi né di usufruire dell'aiuto di persone ed infrastrutture.
Lasciando solo un breve preavviso l'Union Army costrinse quasi 20.000 persone, per lo più donne, bambini ed anziani, ad abbandonare le loro case; molti di loro non vi fecero più ritorno e le contee colpite rimasero economicamente devastate ancora per anni dopo la fine della guerra. I nonni del futuro presidente Harry Truman, coinvolti nelle incursioni, narrarono le loro tragiche esperienze.
Alcune unità di predoni si trasformarono in bande criminali organizzate dopo la conclusione del conflitto; nel 1882 il rapinatore di banche ed ex guerrigliero confederato Jesse James venne infine ucciso a Saint Joseph (Missouri).
Gruppi di "vigilantes" apparvero in aree remote là ove le forze dell'ordine erano deboli, per far fronte alla mancanza di legalità lasciata dalla fase della guerriglia; ad esempio "Bald Knobbers" fu il termine utilizzato per indicare diversi di questi gruppi di "mafiosi" operanti nell'Altopiano d'Ozark. In alcuni casi anche loro si rivolsero all'attività illegale delle bande.

### Kentucky
In risposta al crescente problema rappresentato dalle azioni di guerriglia organizzate localmente nelle campagne per tutto il 1863 e l'anno successivo, nel giugno del 1864 il maggior generale Stephen G. Burbridge ricevette il comando dello Stato del Kentucky. Ciò diede inizio ad un lungo periodo di controllo militare che sarebbe durato fino all'inizio del 1865, a partire dalla legge marziale autorizzata dal presidente.
Per pacificare il territorio Burbridge soppresse rigorosamente gli atti di ribellione e usò la pressione economica come fattore di coercizione; la sua politica, che includeva l'esecuzione pubblica di quattro guerriglieri per la morte di ciascun cittadino dell'Unione disarmato, causò la più aspra controversia.
Dopo uno scontro avuto con il governatore del Kentucky Thomas E. Bramlette Burbridge fu sollevato all'incarico nel febbraio del 1865. Gli ex confederati lo ricordarono come il "Macellaio del Kentucky".

## Vittoria finale e Ricostruzione

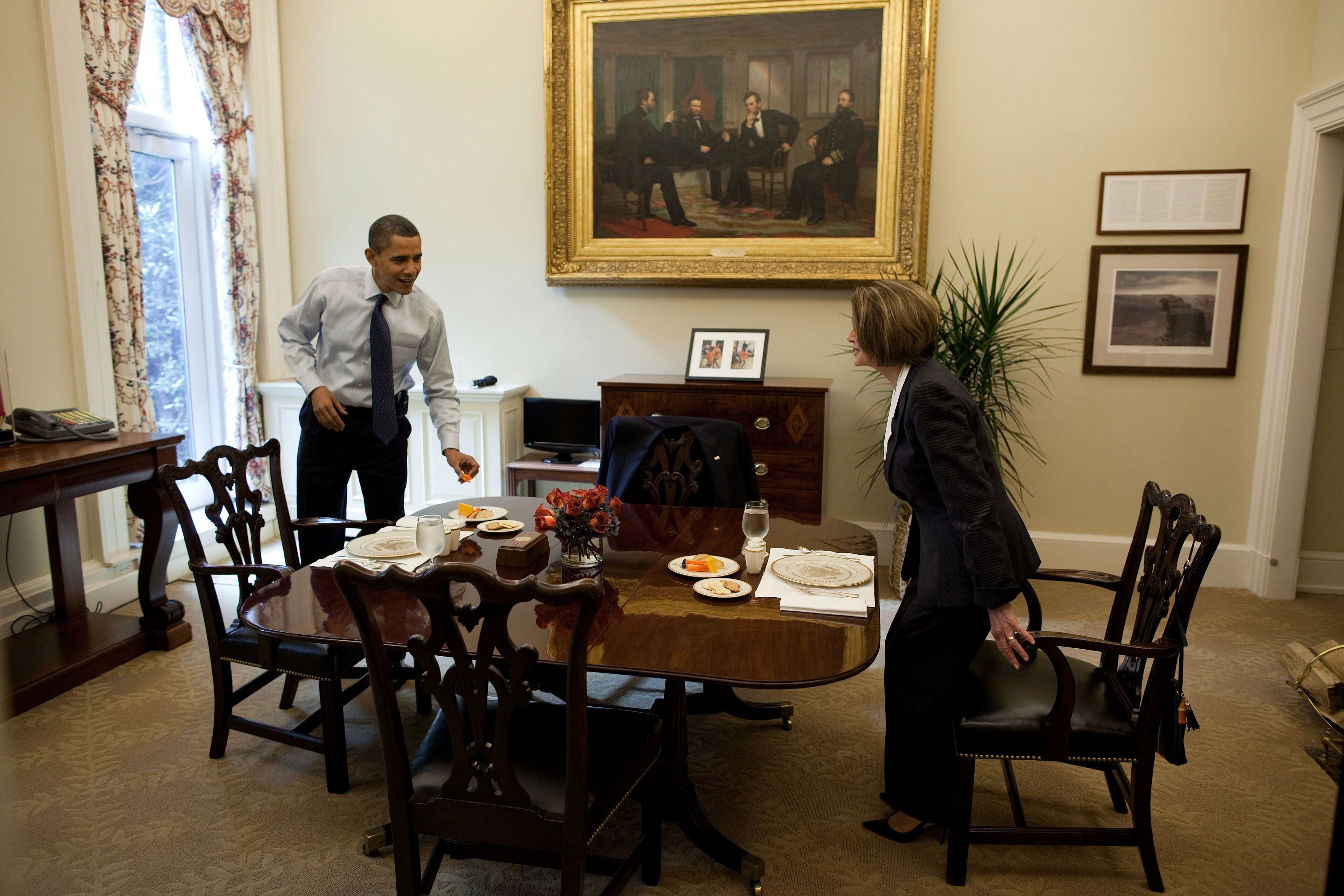
Il presidente Barack Obama assieme a Nancy Pelosi alla Casa Bianca con, sulla parete di fondo, The Peacemakers (1868) di George Peter Alexander Healy.

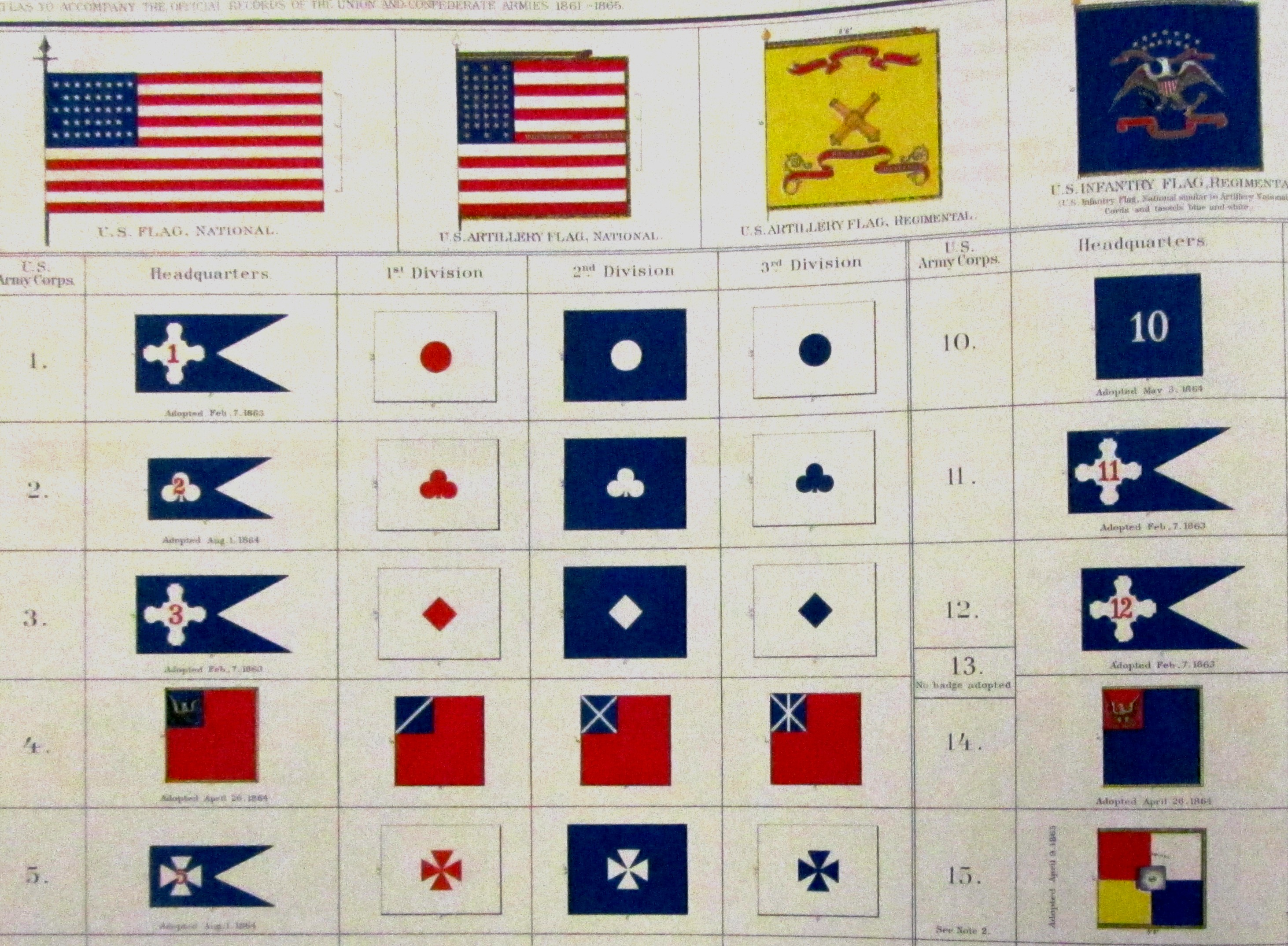
Bandiere unioniste.

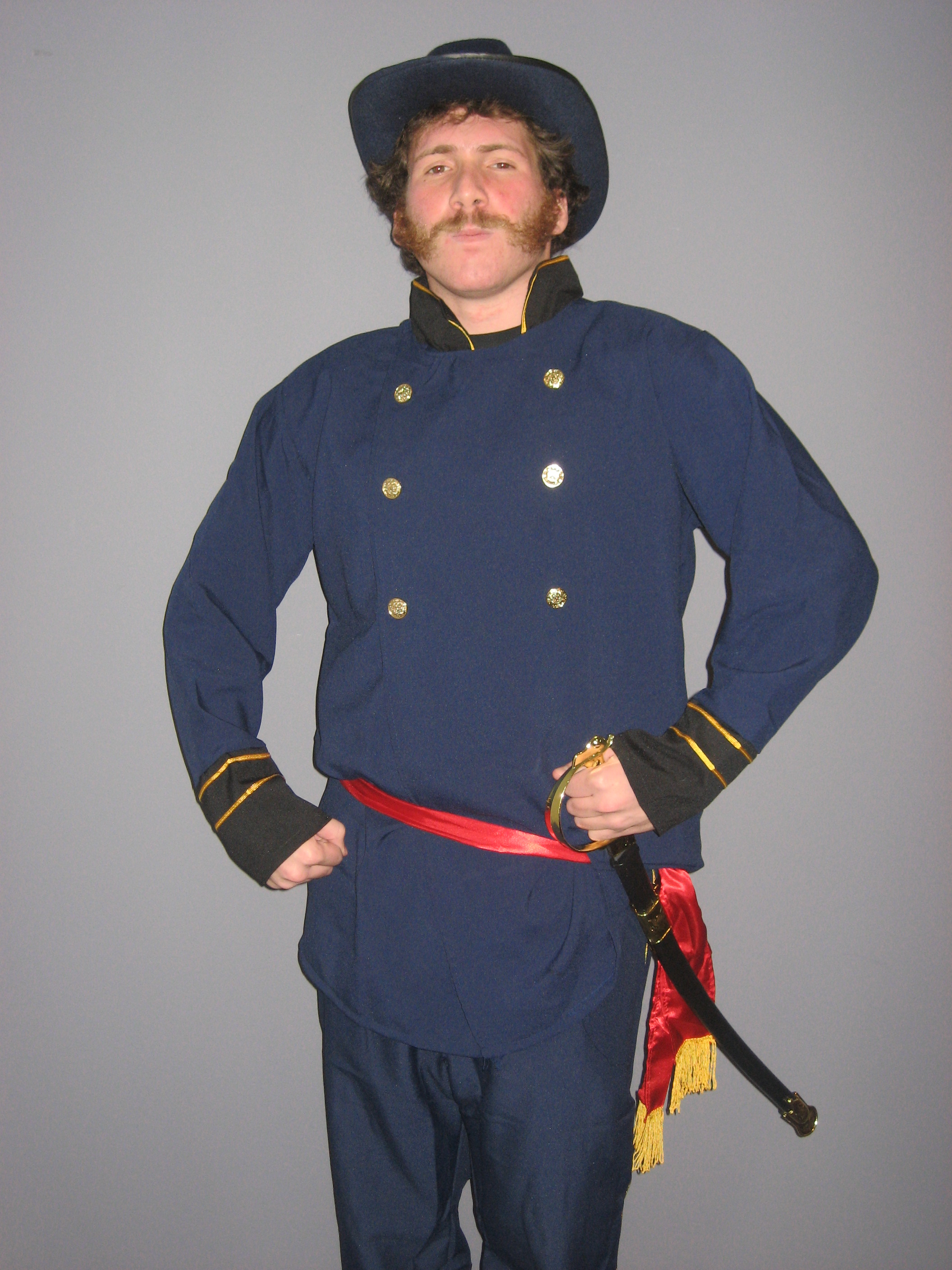
Rievocazione storica di un soldato unionista.

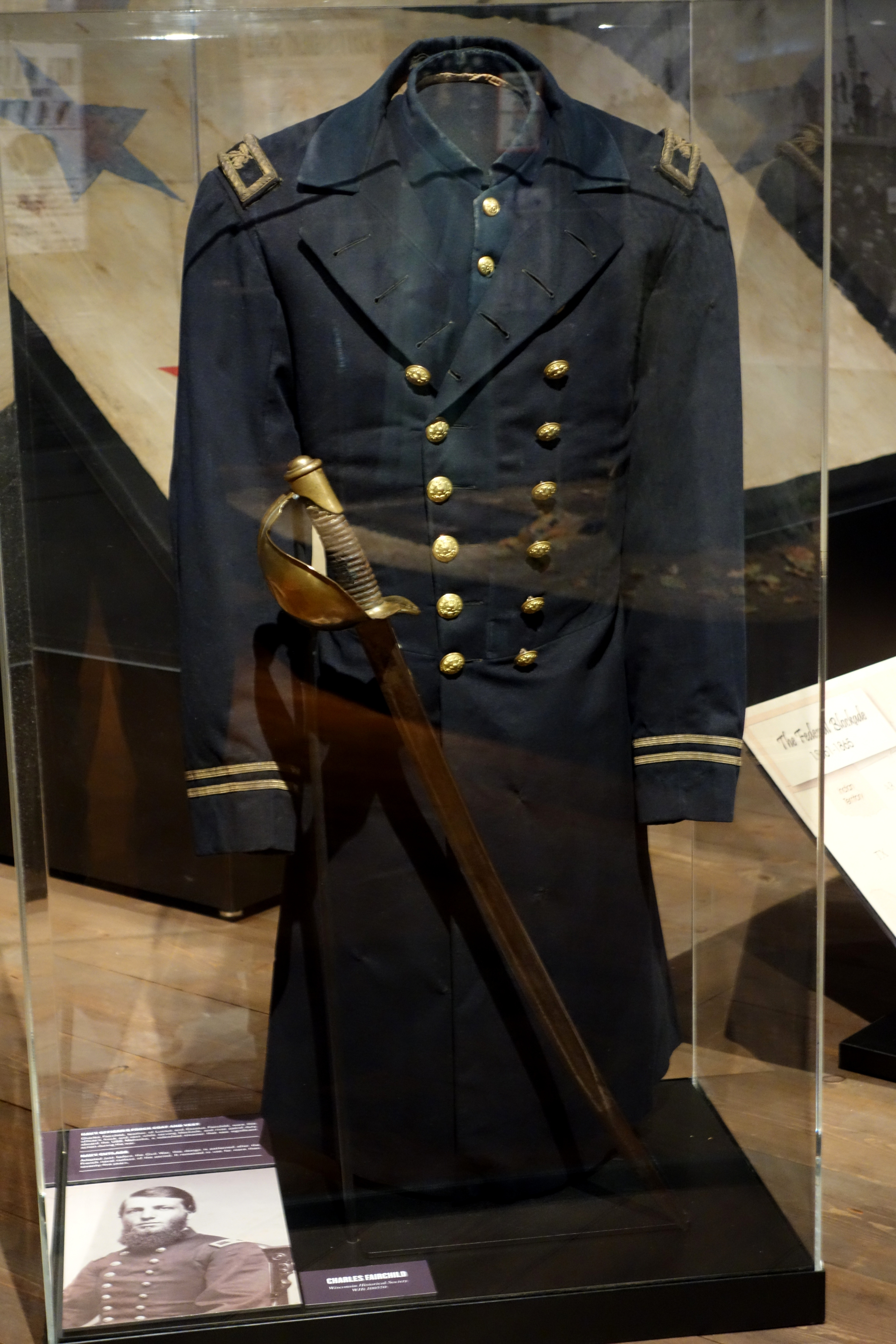
Uniforme da ufficiale dell'Union Navy.

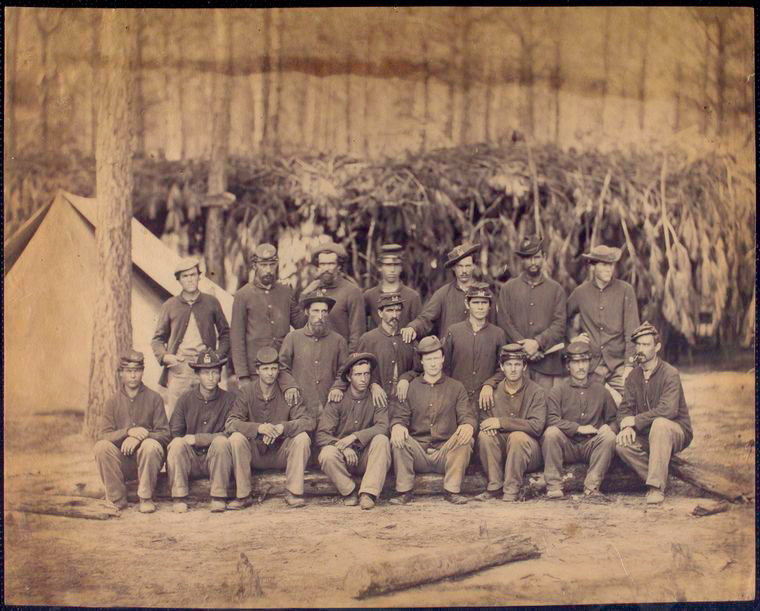
Unità del genio militare unionista.

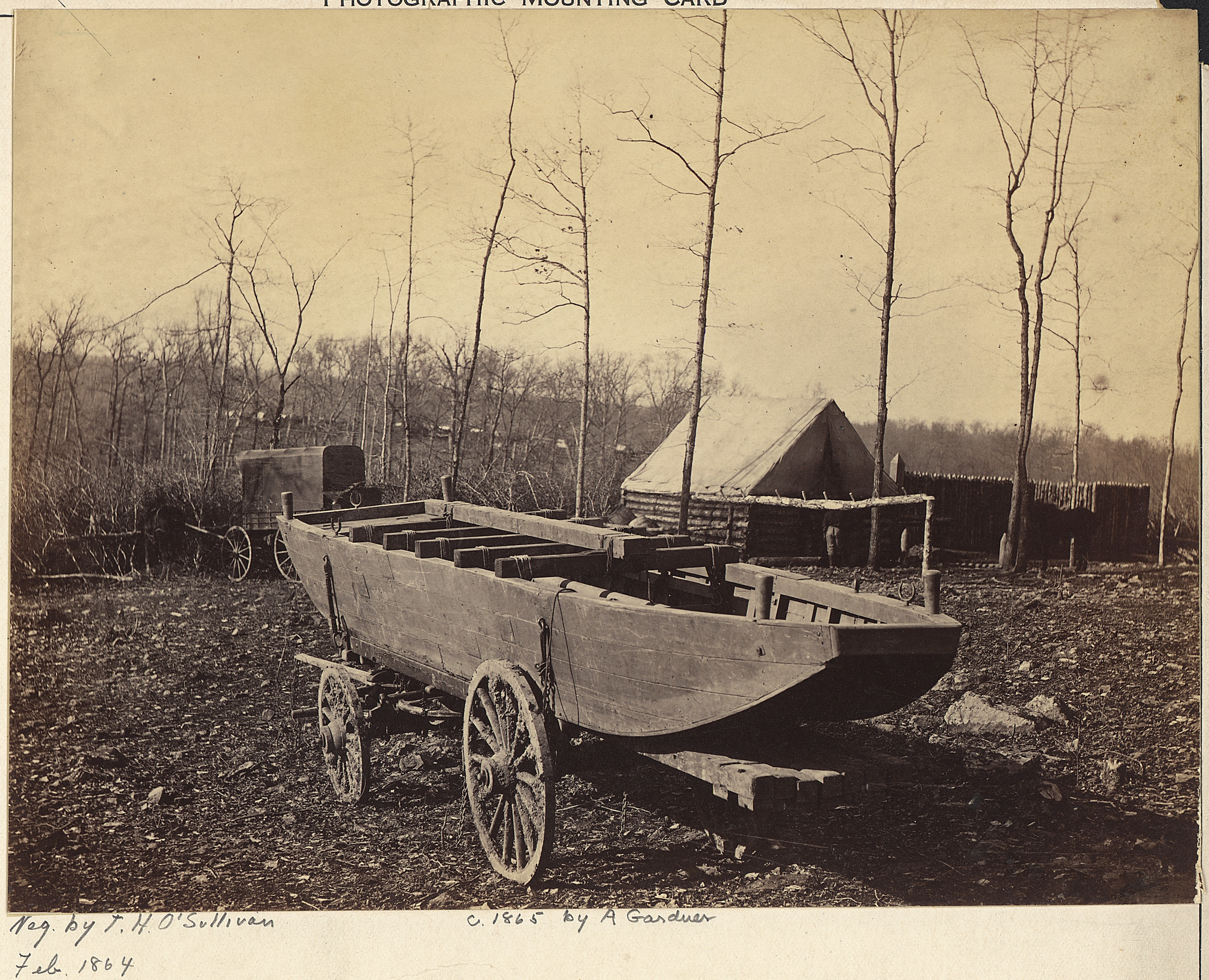
Una "barca-pontile" utilizzata dall'Armata del Potomac in una foto di Timothy O'Sullivan.

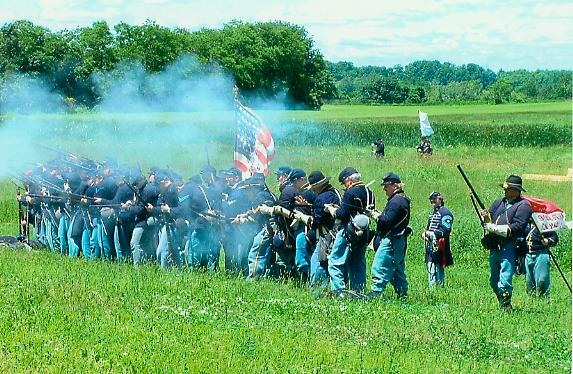
Rievocazione storica di un'unità da combattimento unionista.

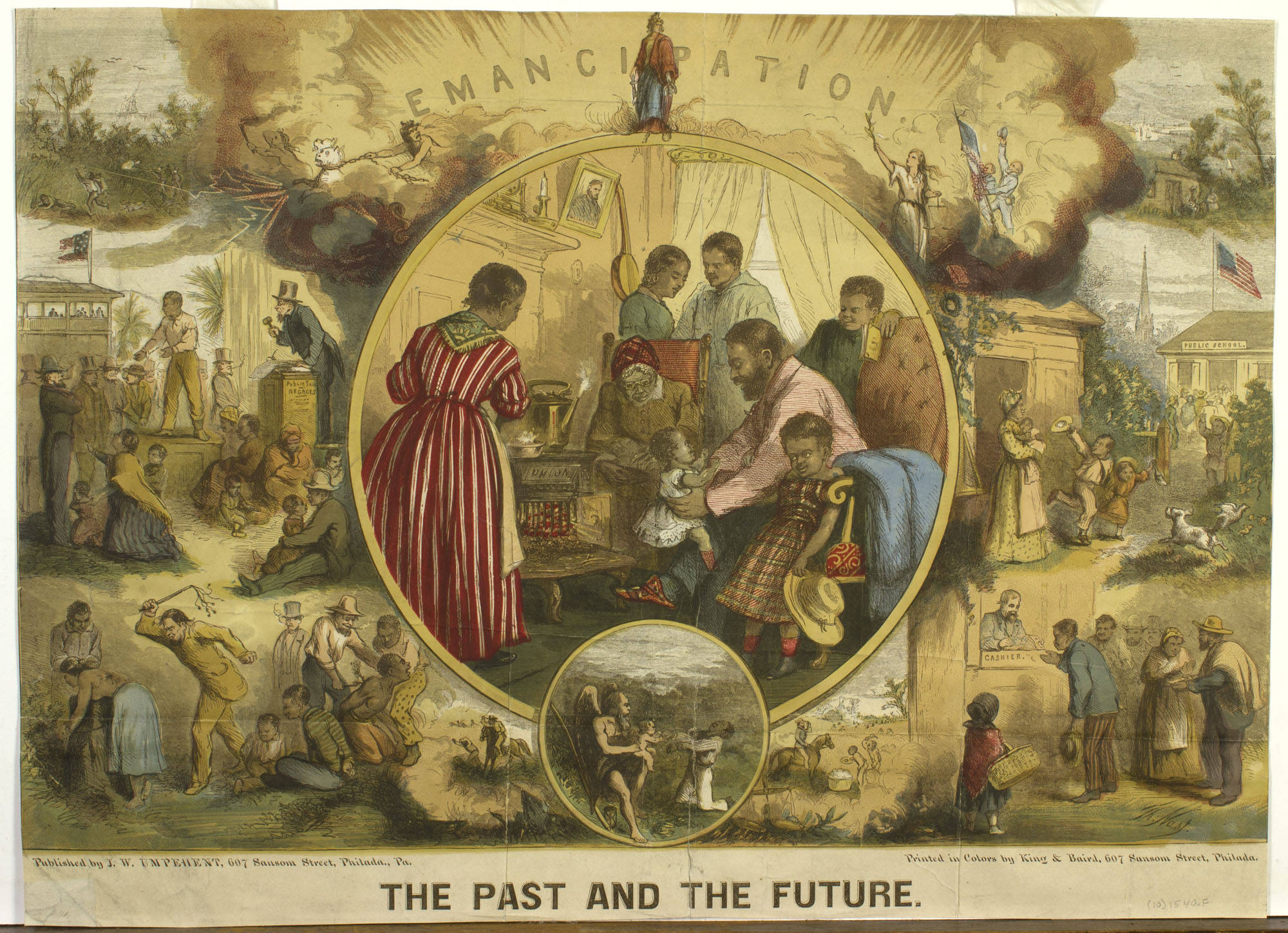
"Emancipazione: il passato e il futuro".

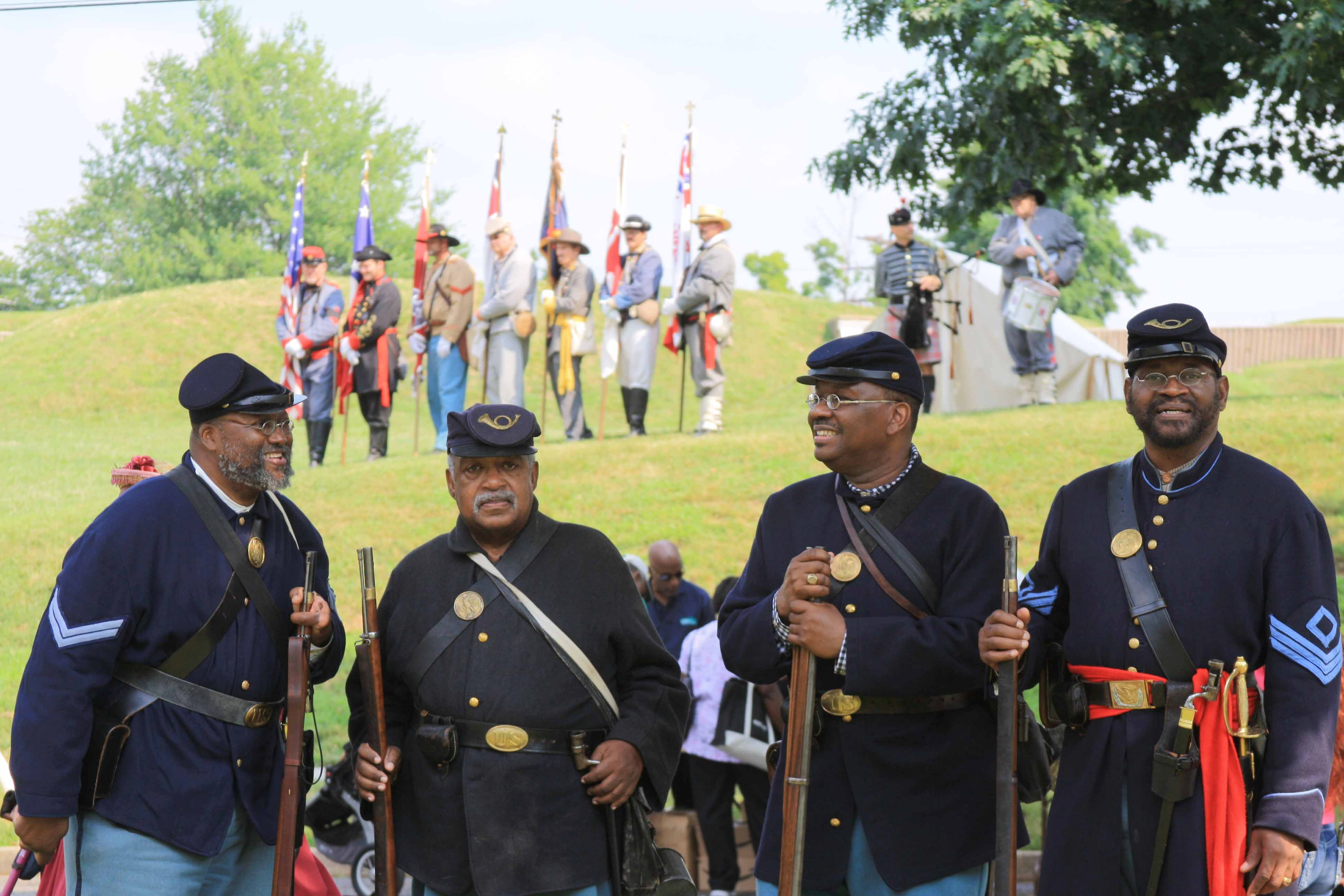
Rievocazione storica delle United States Colored Troops.

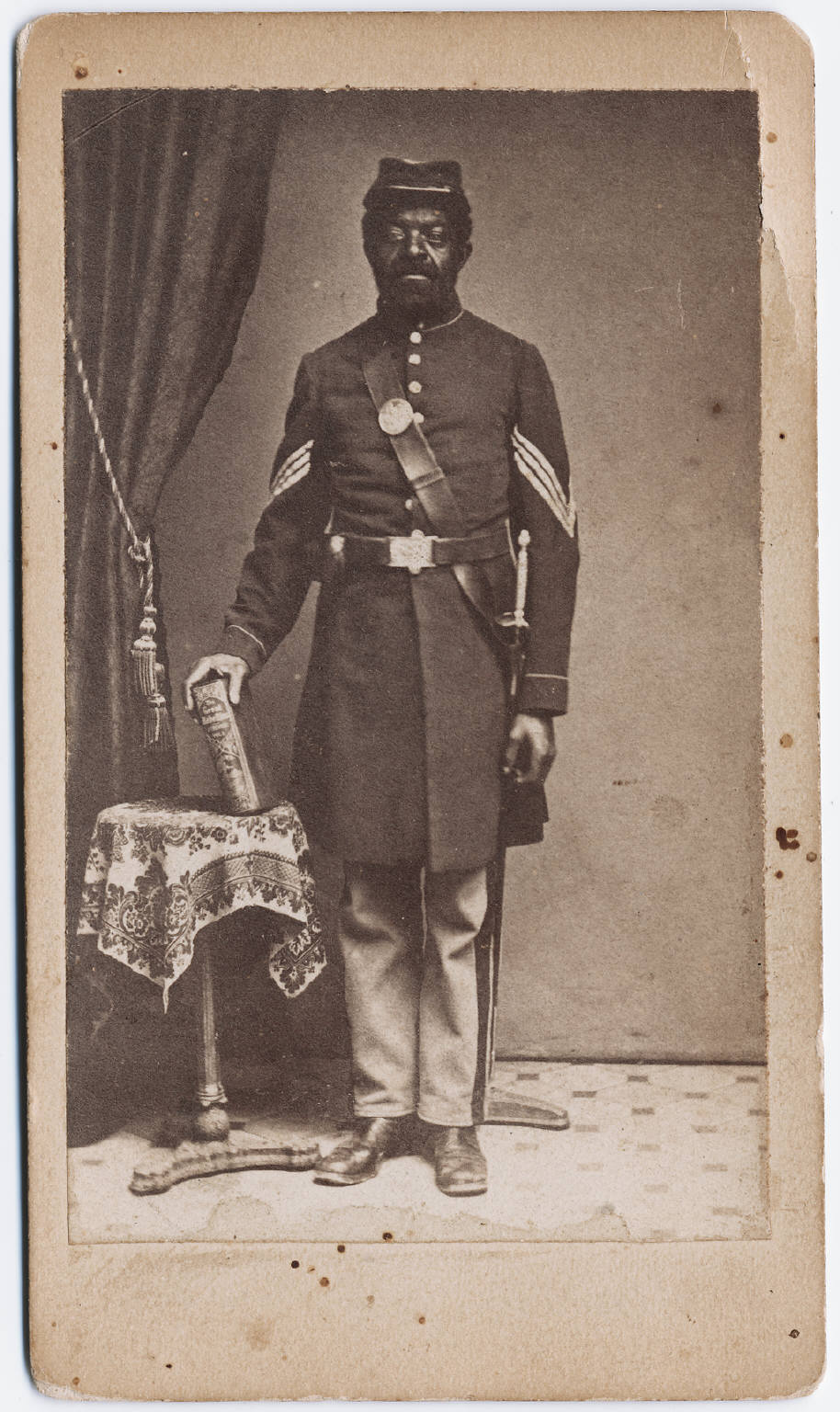
Un afroamericano con la divisa da sergente in una foto del 1864.

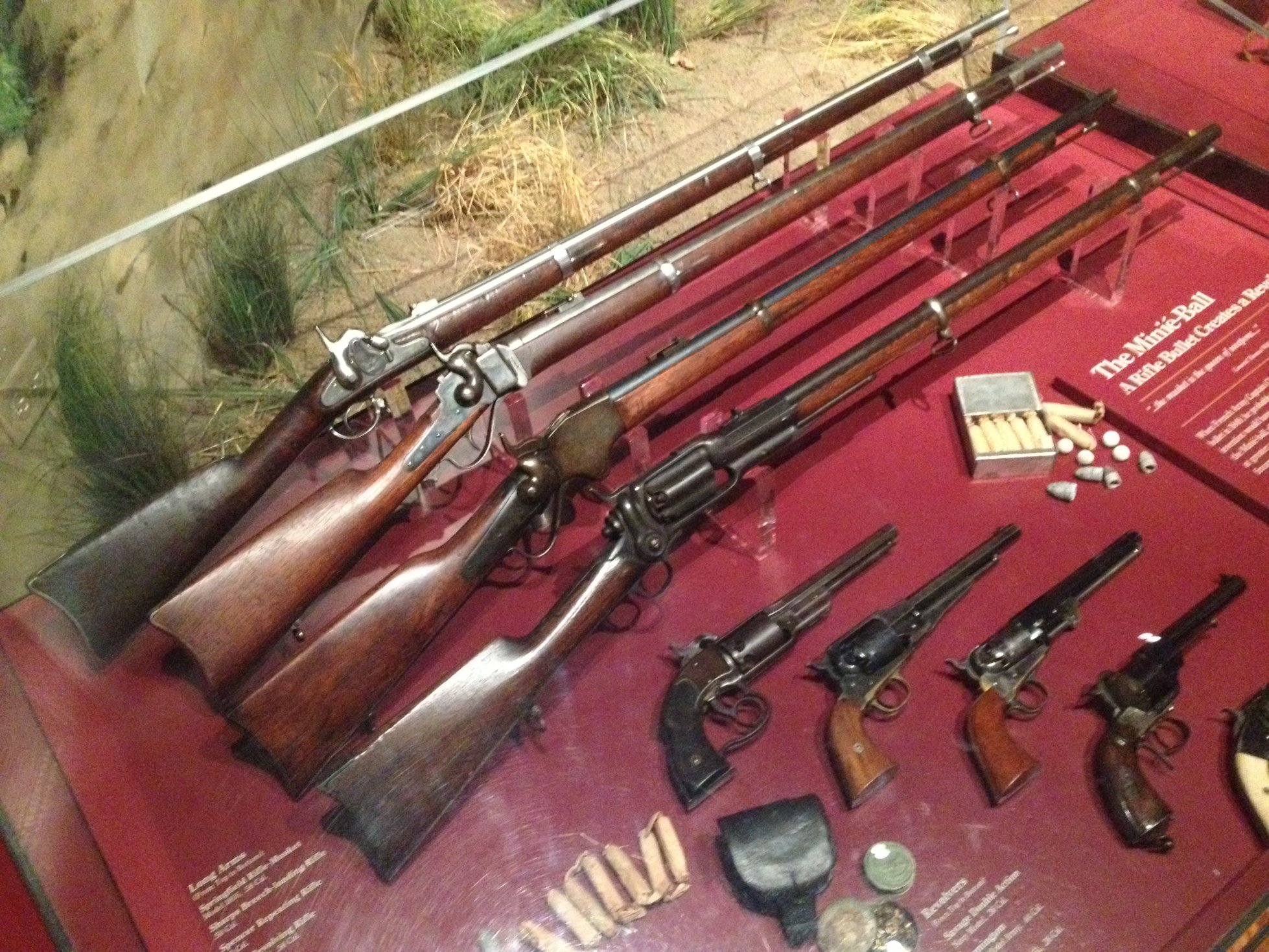
Fucili e pistole della guerra di secessione americana.

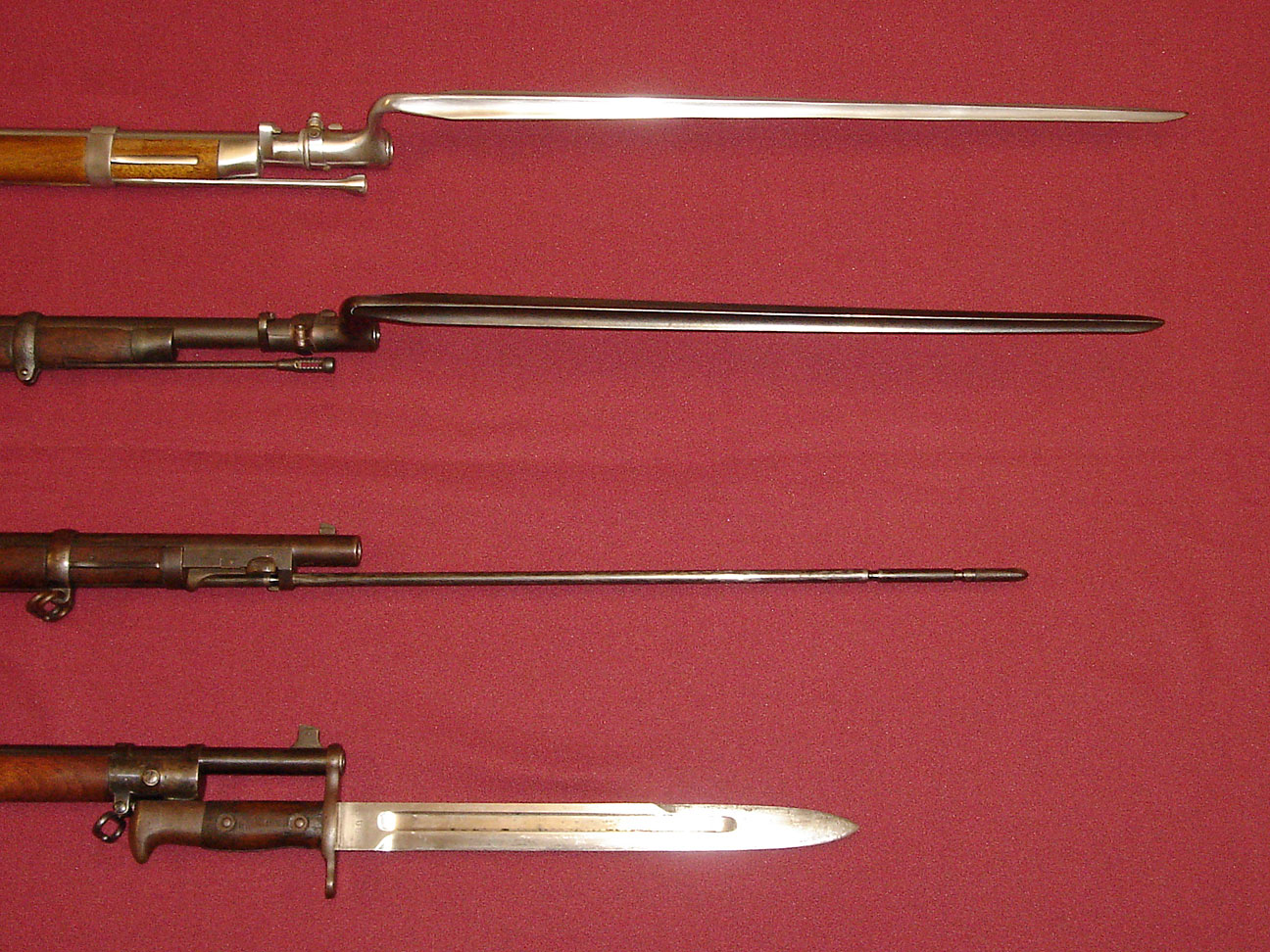
Esempi di baionette in dotazione nel 1861.

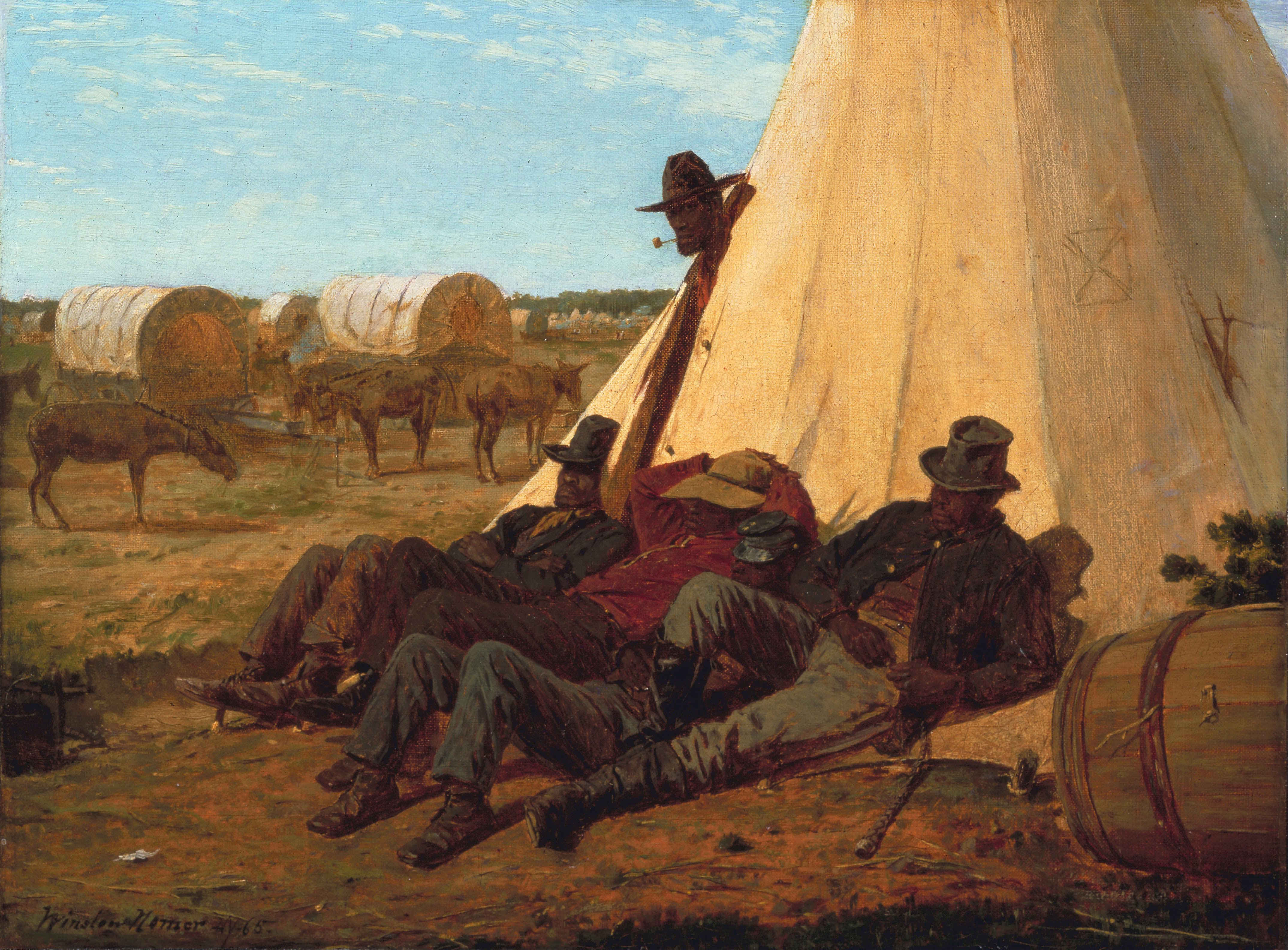
The Bright Side di Winslow Homer (1865).

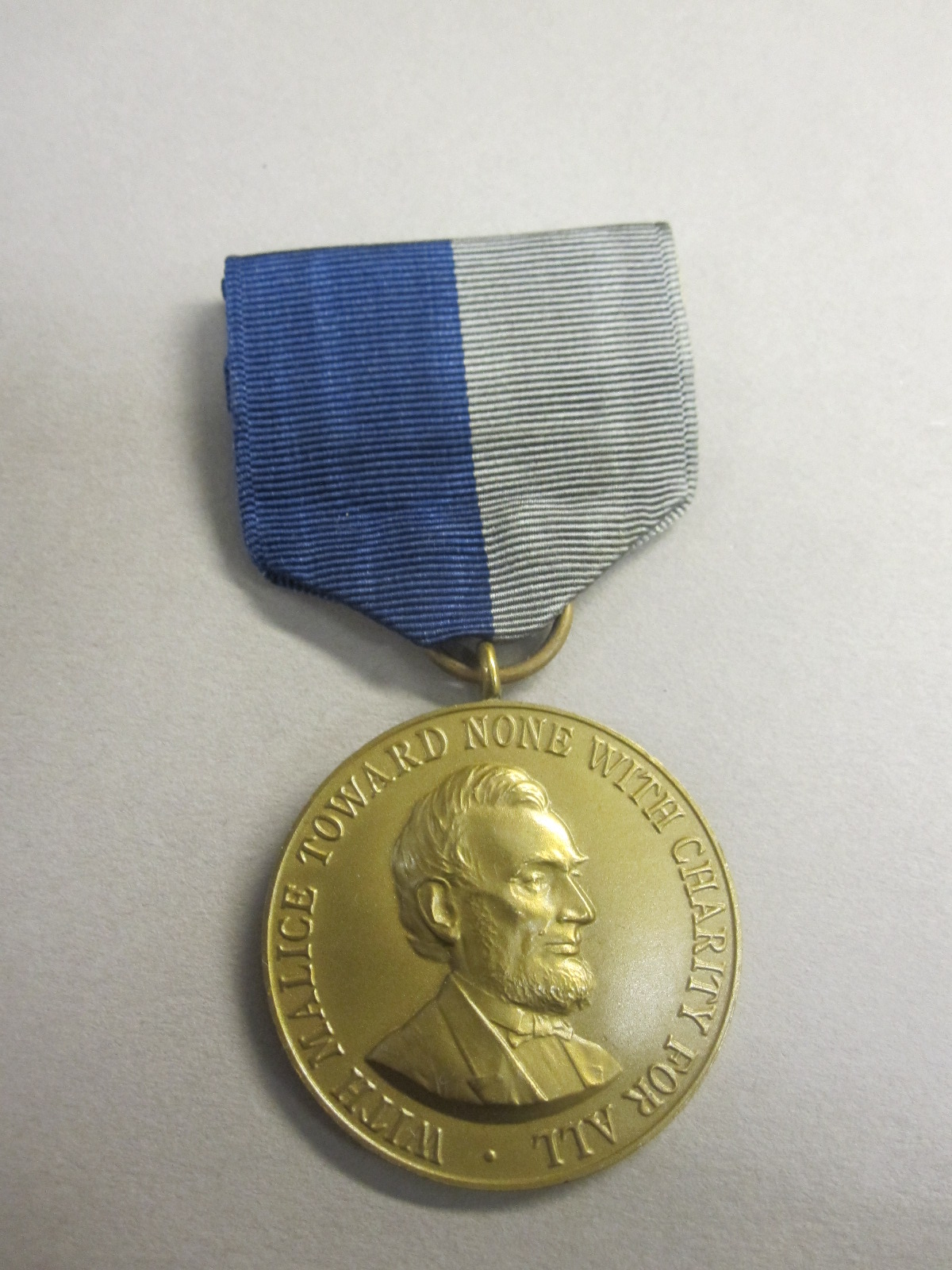
Una delle medaglie unioniste con l'effigie del presidente.

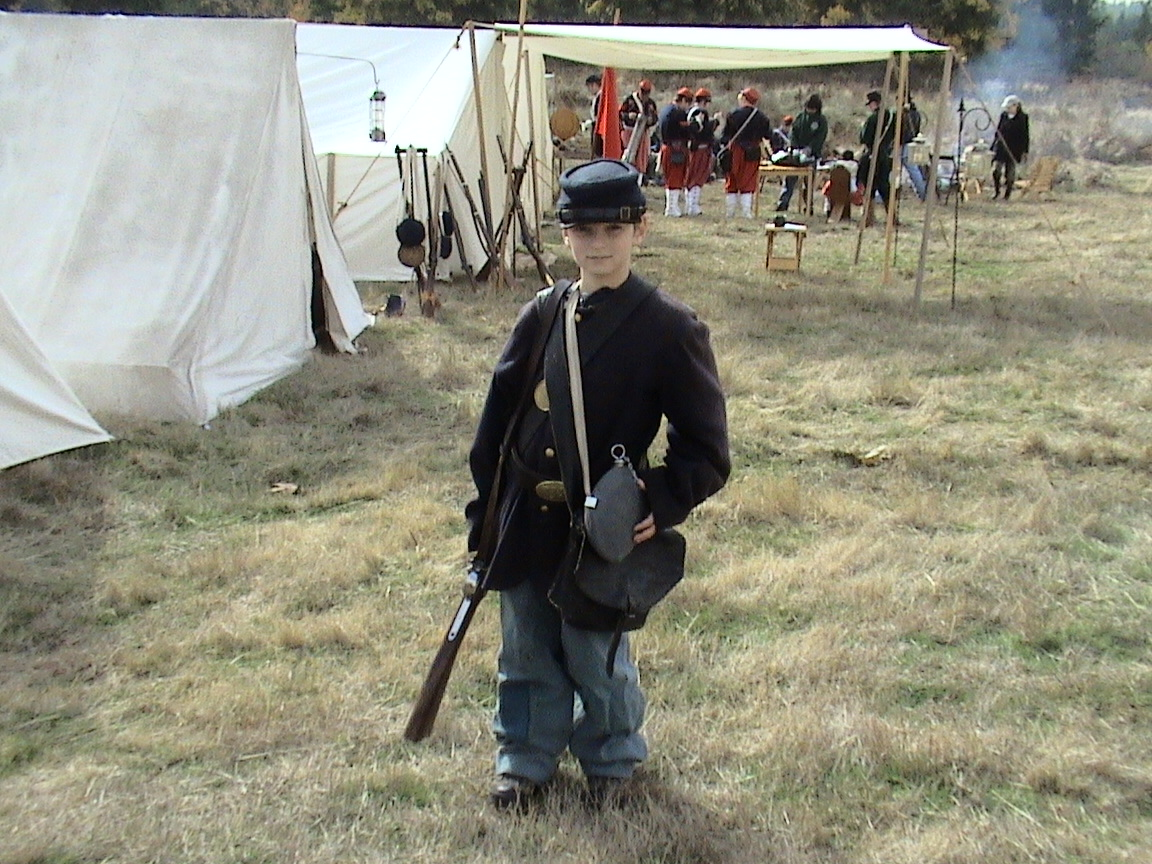
Un ragazzo unionista ad una rievocazione storica.

Nel 1865 il Confederate States Army si ritrovò decimato a causa delle vittime subite e delle sempre maggiori defezioni, tanto che non poté più in alcun modo sperare di arrestare l'avanzata diretta dal comandante generale dell'esercito statunitense Ulysses S. Grant nel territorio della Virginia oramai completamente stremata.
Le forze dell'Unione vinsero la decisiva battaglia di Five Forks il 1º aprile, costringendo Robert Edward Lee a far evacuare sia Petersburg (Virginia) che la capitale secessionista Richmond (Virginia); quest'ultima cadde nelle mani del XXV Corpo, composto quasi esclusivamente da soldati afroamericani.
Le truppe confederate rimanenti fuggirono ad Ovest e, dopo l'ennesima sconfitta alla Battaglia di Saylor's Creek, Lee cominciò a rendersi chiaramente conto che era oramai tatticamente e logisticamente impossibile proseguire nella lotta contro gli Stati Uniti d'America. Lee si arrese all'Armata della Virginia il 9 aprile ad Appomattox Court House, ponendo termine in tal modo alla Campagna di Appomattox.

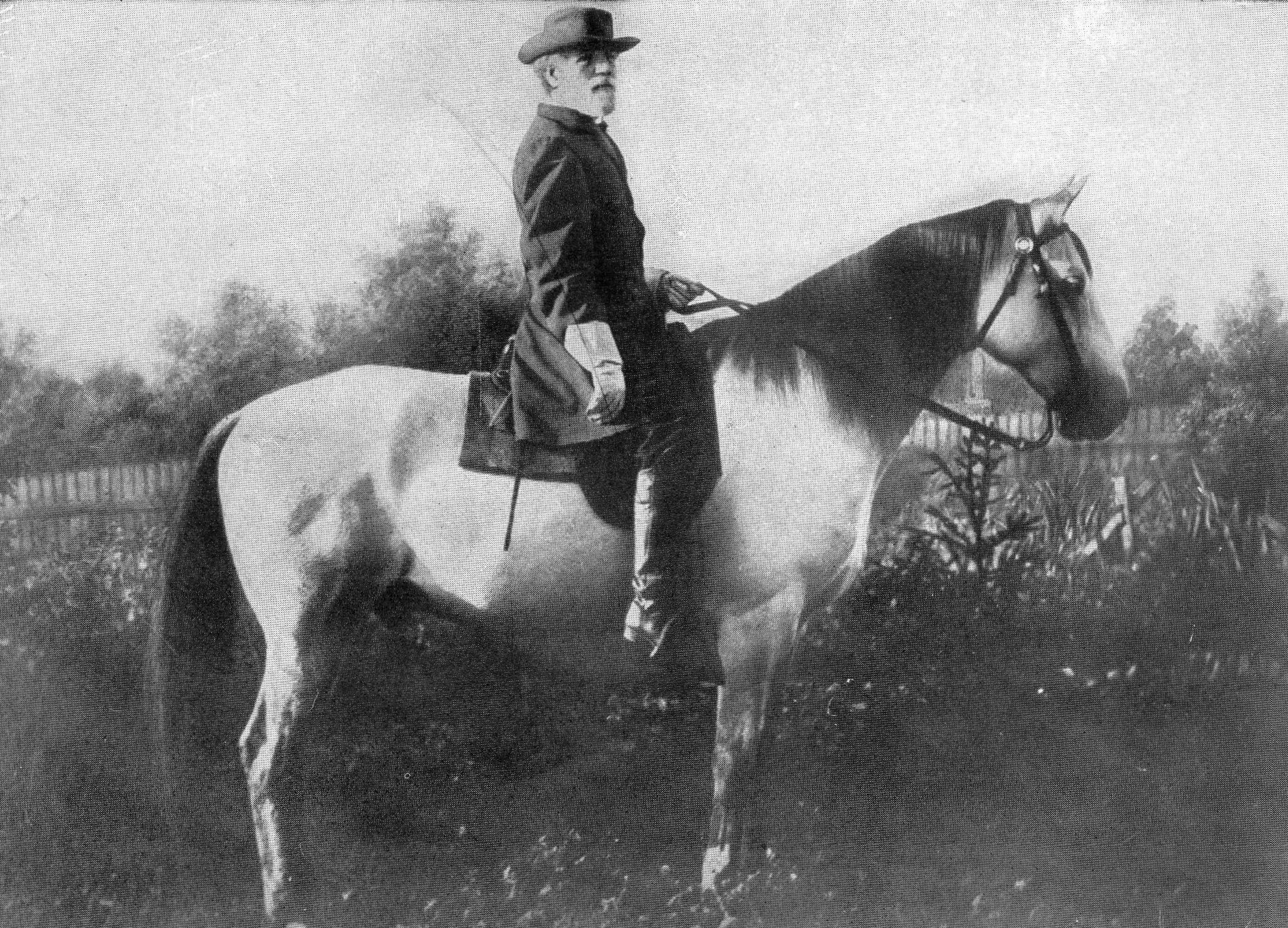
Robert Edward Lee in sella al suo cavallo Traveller.

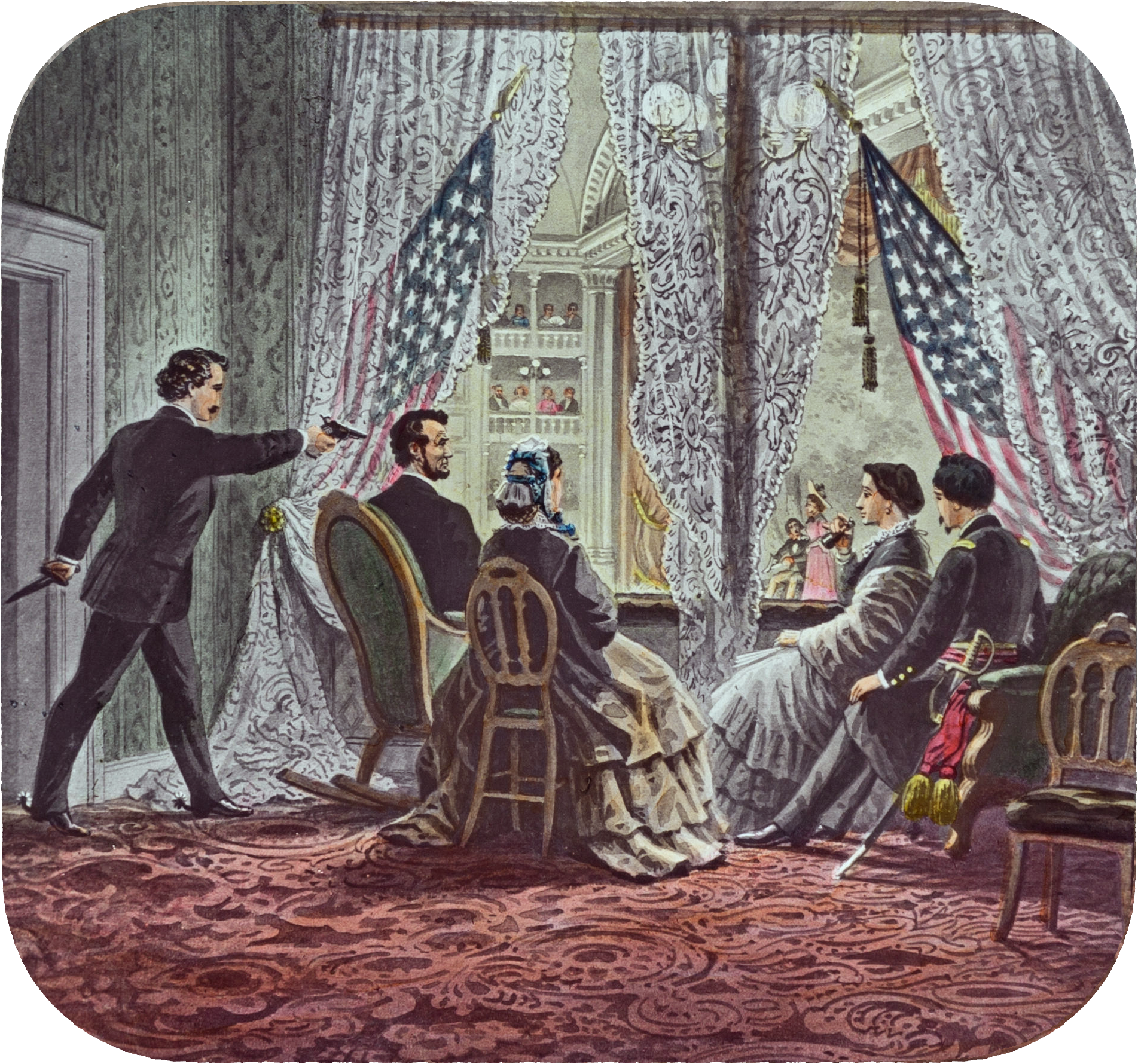
Un'illustrazione dell'assassinio di Abraham Lincoln.

In un gesto del tutto inusuale che dimostrò tutto il rispetto di Grant nei riguardi dell'avversario, ed in previsione dell'imminente ritorno gli ex Stati Confederati d'America nell'Unione, a Lee fu permesso di mantenere il possesso della sciabola da ufficiale e del proprio cavallo di nome "Traveller". Il fronte del Teatro Orientale dopo 4 anni esatti vide così realizzarsi la completa vittoria unionista.
La sera del 14 aprile il presidente fu gravemente ferito alla testa con due colpi di pistola infertigli alle spalle da parte di John Wilkes Booth mentre si trovava al Teatro Ford e all'alba del giorno seguente spirò.
A seguito dell'assassinio di Abraham Lincoln il Vicepresidente in carica Andrew Johnson dovette prendere il suo posto e succedergli nell'ufficio.
Il 26 aprile in quel di Durham (Carolina del Nord) Joseph Eggleston Johnston consegnò le sue truppe a William Tecumseh Sherman; anche la Campagna delle Caroline era finalmente terminata con uno schiacciante successo: il Teatro Occidentale aveva visto concludere il proprio campo di operazioni sulla costa dell'Oceano Atlantico.
Il 23 giugno Stand Watie firmò un trattato di cessate il fuoco con rappresentanti dell'Unione, diventando in tal maniera l'ultimo comandante sudista ad essere sconfitto; anche il Teatro Trans-Mississippi e il Teatro della Costa Pacifica erano pacificati.
L'ultima unità navale della Confederate States Navy ad arrendersi fu la CSS Shenandoah il 4 novembre allo scalo portuale di Liverpool davanti ai rappresentanti del governo di Sua maestà Vittoria del Regno Unito. Il Teatro basso litoraneo, grazie al ferreo blocco dell'Unione messo in atto dall'Union Navy, vide così il trionfo federale; le operazioni navali erano concluse e la guerra di secessione americana poteva ora dirsi davvero finita.

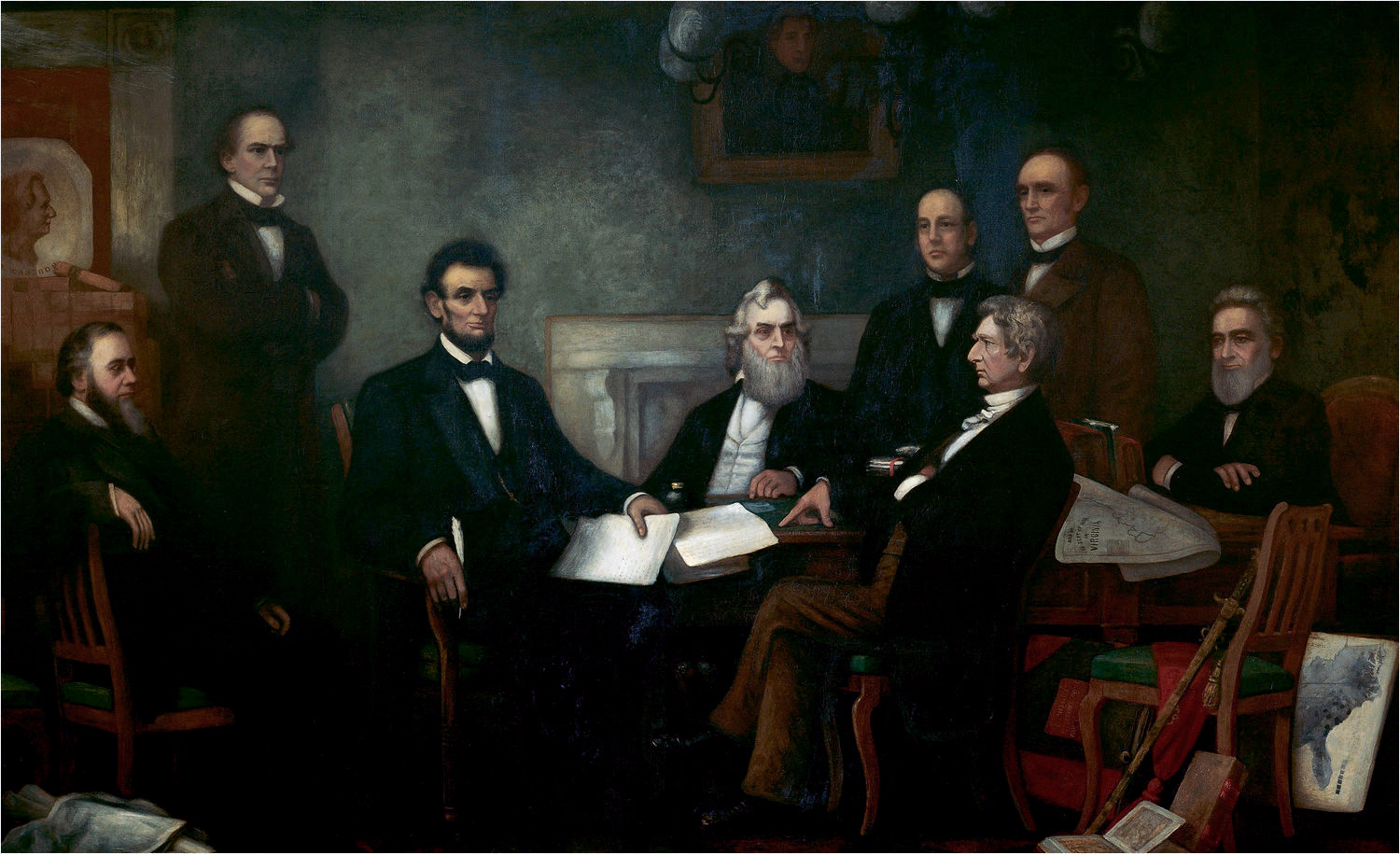
La riunione di gabinetto della presidenza di Abraham Lincoln mentre emana il Proclama di emancipazione in un dipinto di Francis Bicknell Carpenter.

Ebbe quindi inizio il periodo detto Era della Ricostruzione che proseguì fino al 1877, durante il quale la nazione si dedicò principalmente a risolvere tutte quelle questioni rimaste ancora in sospeso dopo la fine della guerra civile; continuano altresì a sussistere alcune discrepanze nei riguardi della data d'inizio ufficiale della Ricostruzione.
Generalmente si era sempre pensato fosse cominciata a partire dal 1865, sebbene alcuni storici moderni seguendo Eric Foner ne riportino l'avvio al 1863, con il Proclama di emancipazione; mentre altri ancora ritengono che sia iniziata con lo scoppio stesso del conflitto in quanto le politiche caratteristiche di Ricostruzione vennero applicate a ciascuno degli ex Stati federati ribelli dal momento in cui le forze unioniste ne hanno preso il pieno controllo e possesso.
Tutto ciò comprese una serie di rapidi e complessi cambiamenti nell'adozione delle politiche sia federali che statali. Il risultato più a ungo termine si rese visibile nei tre emendamenti alla Costituzione:
- 6 dicembre 1865 - XIII emendamento, con la proibizione totale e definitiva della schiavitù;
- 9 luglio 1868 - XIV emendamento, che estese le protezioni legali federali a tutti i cittadini indipendentemente dalla "razza" di appartenenza;
- 3 febbraio 1870 - XV emendamento, che abolì le restrizioni razziali nel diritto di voto.

La Ricostruzione si concluse in date diverse a seconda dello Stato; gli ultimi 3 - Louisiana, Carolina del Sud e Florida furono pienamente e definitivamente reintegrati nell'Unione solamente dopo il Compromesso del 1877.

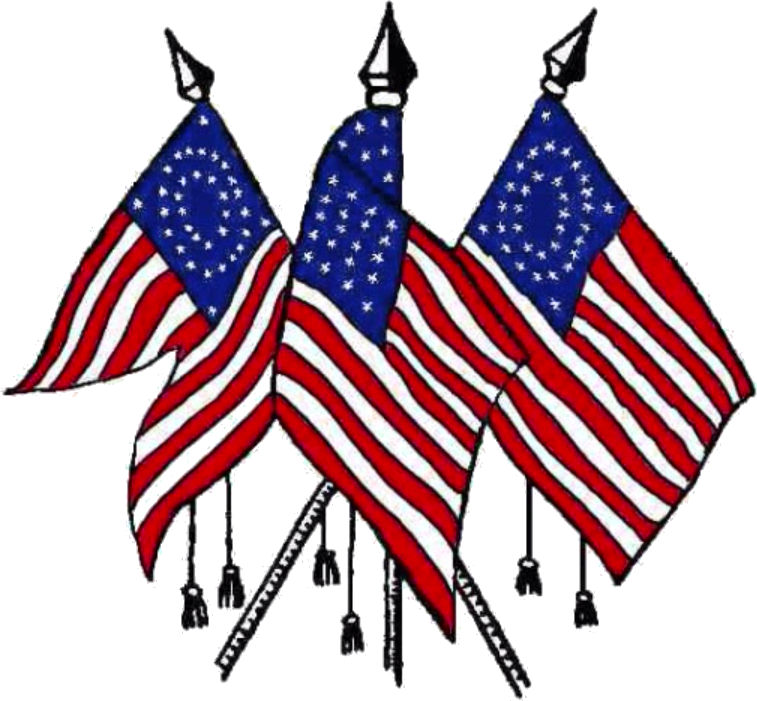
L'Unione andrà avanti...

Riammissione dei rappresentanti politici sudisti al Congresso degli Stati Uniti d'America:
- Tennessee - 24 luglio 1866;
- Arkansas - 22 giugno 1868;
- Florida - 25 giugno 1868;
- Carolina del Nord - 4 luglio 1868;
- Carolina del Sud - 9 luglio 1868;
- Louisiana - 9 luglio 1868;
- Alabama - 13 luglio 1868;
- Virginia - 26 gennaio 1870;
- Mississippi - 23 febbraio 1870;
- Texas - 30 marzo 1870;
- Georgia -15 luglio 1870.

Alla fine il destino dell'Unione fu quello di proseguire il proprio cammino nella storia degli Stati Uniti d'America.

### Studi generali
- Cashin, Joan E. ed. The War Was You and Me: Civilians in the American Civil War (2001),
- Fellman, Michael et al. This Terrible War: The Civil War and its Aftermath (2nd ed. 2007), 544 page university textbook
- Flaherty, Jane. "'The Exhausted Condition of the Treasury' on the Eve of the Civil War," Civil War History, Volume 55, Number 2, June 2009, pp. 244–277  in Project MUSE.
- Ford, Lacy K., ed. A Companion to the Civil War and Reconstruction. (2005). 518 pp. 23 essays by scholars  excerpt and text search.
- Gallman, J. Matthew. The North Fights the Civil War: The Home Front (1994), survey
- Gallman, J. Matthew. Northerners at War: Reflections on the Civil War Home Front (2010), essays on specialized issues
- Heidler, David and Jeanne Heidler, eds, Encyclopedia of the American Civil War: A Political, Social, and Military History (2002) 2740 pp
- McPherson, James M. Battle Cry of Freedom: The Civil War Era (1988), 900 page survey; Pulitzer prize
- Nevins, Allan. War for the Union, an 8-volume set (1947–1971). the most detailed political, economic and military narrative; by Pulitzer Prize winner; vol 1–4 cover 1848–61; vol 5. The Improvised War, 1861–1862; 6. War Becomes Revolution, 1862–1863; 7. The Organized War, 1863–1864; 8. The Organized War to Victory, 1864–1865
- Resch, John P. et al., Americans at War: Society, Culture and the Homefront vol 2: 1816–1900 (2005)

### Approfondimenti politici
- Bogue, Allan G. The Congressman's Civil War (1989)
- Carman, Harry J. e Reinhard H. Luthin. Lincoln and the Patronage (1943), details on each state
- Donald, David Herbert. Lincoln (1999) the best biography;  excerpt and text search.
- Engle, Stephen D. Gathering to Save a Nation: Lincoln and the Union's War Governors (u of North Carolina Press, 2016). 725 pp.
- Fish, Carl Russell. "Lincoln and the Patronage," American Historical Review (1902) 8#1 pp. 53–69  in JSTOR.
- Gallagher, Gary W. The Union War (2011), emphasizes that the North fought primarily for nationalism and preservation of the Union
- Goodwin, Doris Kearns. Team of Rivals: The Political Genius of Abraham Lincoln (2005)  excerpts and text search., on Lincoln's cabinet
- Green, Michael S. Freedom, Union, and Power: Lincoln and His Party during the Civil War. (2004). 400 pp.
- Harris, William C. Lincoln and the Union Governors (Southern Illinois University Press, 2013) 162 pp.
- Hesseltine, William B. Lincoln and the War Governors (1948)
- Kleppner, Paul. The Third Electoral System, 1853–1892: Parties, Voters, and Political Culture (1979), statistical study of voting patterns.
- Lawson, Melinda. Patriot Fires: Forging a New American Nationalism in the Civil War North (University Press of Kansas, 2002).
- Luthin, Reinhard H. The first Lincoln campaign (1944) on election of 1860
- Neely, Mark. The Divided Union: Party Conflict in the Civil War North (2002)
- Paludan, Philip S. The Presidency of Abraham Lincoln (1994), thorough treatment of Lincoln's administration
- Rawley, James A. The Politics of Union: Northern Politics during the Civil War (1974).
- Richardson, Heather Cox. The Greatest Nation of the Earth: Republican Economic Policies during the Civil War (1997)  online edition. URL consultato il 7 marzo 2018 (archiviato dall'url originale il 25 maggio 2012).
- Silbey, Joel. A Respectable Minority: The Democratic Party in the Civil War Era (1977).
- Smith, Adam I. P. No Party Now: Politics in the Civil War North (Oxford University Press, 2006)
- Smith, Michael Thomas. The Enemy Within: Fears of Corruption in the Civil War North (2011)  online review.
- Weber, Jennifer L. Copperheads: The Rise and Fall of Lincoln's Opponents in the North (2006)  excerpt and text search.

### Legislazioni e costituzionalità
- Hyman Harold. "A More Perfect Union ": The Impact of the Civil War and Reconstruction on the Constitution (1973)
- Neely; Mark E., Jr, The Fate of Liberty: Abraham Lincoln and Civil Liberties, 1991, ISBN 9780195080322.
- Neely, Jr., Mark E. Lincoln and the Triumph of the Nation: Constitutional Conflict in the American Civil War (U of North Carolina Press; 2011); 408 covers the U.S. and the Confederate constitutions and their role in the conflict.
- Paludan, Phillip S. "The American Civil War Considered as a Crisis in Law and Order," American Historical Review, Vol. 77, No. 4 (October 1972), pp. 1013–1034  in JSTOR.

### Economia
- Brandes, Stuart. Warhogs: A History of War Profits in America (1997), pp 67–88; a scholarly history of the munitions industry; concludes profits were not excessive
- Clark, Jr., John E. Railroads in the Civil War: The Impact of Management on Victory and Defeat (2004)
- Cotterill, R. S. "The Louisville and Nashville Railroad 1861–1865," American Historical Review (1924) 29#4 pp. 700–715  in JSTOR.
- Fite, Emerson David. Social and industrial conditions in the North during the Civil War (1910)  online edition., old but still quite useful
- Hammond, Bray. "The North's Empty Purse, 1861–1862," American Historical Review, October 1961, Vol. 67 Issue 1, pp 1–18  in JSTOR.
- Hill, Joseph A. "The Civil War Income Tax," Quarterly Journal of Economics Vol. 8, No. 4 (July 1894), pp. 416–452  in JSTOR.;  appendix in JSTOR.
- Merk, Frederick. Economic history of Wisconsin during the Civil War decade (1916)  online edition.
- Smith, Michael Thomas. The Enemy Within: Fears of Corruption in the Civil War North (2011) details on Treasury Department, government contracting, and the cotton trade
- Weber, Thomas. The northern railroads in the Civil War, 1861–1865 (1999)
- Wilson, Mark R. The Business of Civil War: Military Mobilization and the State, 1861–1865. (2006). 306 pp.  excerpt and text search.

### Cultura e mondo intellettuale
- Aaron, Daniel. The Unwritten War: American Writers and the Civil War (2nd ed. 1987)
- Brownlee, Peter John et al. (curatori) Home Front: Daily Life in the Civil War North (2013)  online review.
- Foote, Lorien and Kanisorn Wongsrichanalai. So Conceived and So Dedicated: Intellectual Life in the Civil War Era North (2015)
- Gallman, J. Matthew. Defining Duty in the Civil War: Personal Choice, Popular Culture, and the Union Home Front (2015) how civilians defined their roles.  online review.
- Fredrickson, George M. The inner Civil War: Northern intellectuals and the crisis of the Union (1993)
- Stevenson, Louise A. The Victorian Homefront: American Thought and Culture, 1860–1880 (1991).
- Wilson, Edmund. Patriotic Gore: Studies in the Literature of the American Civil War (1962)

### Medicina
- Adams, George Worthington. Doctors in Blue: The Medical History of the Union Army in the Civil War (1996), 253 pp;  excerpt and text search.
- Clarke, Frances M. War Stories: Suffering and Sacrifice in the Civil War North (University of Chicago Press, 2012)
- Grant, S-M. "'Mortal in this season': Union Surgeons and the Narrative of Medical Modernisation in the American Civil War." Social History of Medicine (2014): hku010.
- Maxwell, William Quentin. Lincoln's Fifth Wheel: The Political History of the U.S. Sanitary Commission (1956)  online edition. URL consultato il 7 marzo 2018 (archiviato dall'url originale il 25 maggio 2012).
- Schroeder-Lein, Glenna R. The Encyclopedia of Civil War Medicine (2012)  excerpt and text search.. 456 pp

### Questioni razziali
- McPherson, James M. Marching Toward Freedom: The Negro's Civil War (1982); first edition was The Negro's Civil War: How American Negroes Felt and Acted During the War for the Union (1965),
- Quarles, Benjamin. The Negro in the Civil War (1953), standard history  excerpt and text search.
- Voegeli, V. Jacque. Free But Not Equal: The Midwest and the Negro during the Civil War (1967).

### Religione e etnicità
- Brodrecht, Grant R. "Our Country: Northern Evangelicals and the Union during the Civil War and Reconstruction." Ph.D. diss., University of Notre Dame, 2008.
- Burton, William L. Melting Pot Soldiers: The Union Ethnic Regiments (1998)
- Kamphoefner, Walter D. "German-Americans and Civil War Politics: A Reconsideration of the Ethnocultural Thesis." Civil War History 37 (1991): 232–246.
- Kleppner, Paul. The Third Electoral System, 1853–1892: Parties, Voters, and Political Culture (1979).
- Miller, Randall M., Harry S. Stout and Charles Reagan Wilson, eds. Religion and the American Civil War (1998)  online edition. URL consultato il 7 marzo 2018 (archiviato dall'url originale il 25 maggio 2012).
- Miller, Robert J. Both Prayed to the Same God: Religion and Faith in the American Civil War. (2007). 260 pp
- Moorhead, James. American Apocalypse: Yankee Protestants and the Civil War, 1860–1869 (1978).
- Noll, Mark A. The Civil War as a Theological Crisis. (2006). 199 pp.
- Stout, Harry S. Upon the Altar of the Nation: A Moral History of the Civil War. (2006). 544 pp.

### Storiografia sociale e demografica
- Brownlee, Peter John, et al. Home Front: Daily Life in the Civil War North (University of Chicago Press, 2013) 193 pp. heavily illustrated.
- Morehouse, Maggi M. e Zoe Trodd, eds. Civil War America: A Social and Cultural History with Primary Sources (2013), 29 short essays by scholars  excerpt.
- Raus, Edmund J. Banners South: Northern Community at War (2011) about Cortland New York
- Vinovskis, Maris A., ed. Toward a Social History of the American Civil War: Exploratory Essays (1991), new social history; quantitative studies
- Vinovskis, Maris A., ed. "Have Social Historians Lost the Civil War? Some Preliminary Demographic Speculations," Journal of American History Vol. 76, No. 1 (June 1989), pp. 34–58  in JSTOR.
- Veit, Helen Zoe, ed. Food in the Civil War Era: The North (Michigan State University Press, 2014)

### Soldati
- Geary James W. We Need Men: The Union Draft in the Civil War (1991).
- Geary James W. "Civil War Conscription in the North: A Historiographical Review." Civil War History 32 (September 1986): 208–228.
- Hams, Emily J. "Sons and Soldiers: Deerfield, Massachusetts, and the Civil War," Civil War History 30 (June 1984): 157–71
- Hess, Earl J. "The 12th Missouri Infantry: A Socio-Military Profile of a Union Regiment," Missouri Historical Review 76 (October 1981): 53–77.
- Cimbala, Paul A. e Randall M. Miller, eds. Union Soldiers and the Northern Home Front: Wartime Experiences, Postwar Adjustments. (2002)
- Richard N. Current, Lincoln's Loyalists: Union Soldiers from the Confederacy, Oxford, England, Oxford University Press, 1994, ISBN 0-19-508465-9.
- McPherson, James. For Cause and Comrades: Why Men Fought in the Civil War (1998), based on letters and diaries
- Miller, William J. Training of an Army: Camp Curtin and the North's Civil War (1990)
- Mitchell; Reid. The Vacant Chair. The Northern Soldier Leaves Home (1993).
- Rorabaugh, William J. "Who Fought for the North in the Civil War? Concord, Massachusetts, Enlistments," Journal of American History 73 (December 1986): 695–701  in JSTOR.
- Roseboom, Eugene H. The Civil War Era, 1850–1873 (1944), Ohio
- Scott, Sean A. "'Earth Has No Sorrow That Heaven Cannot Cure': Northern Civilian Perspectives on Death and Eternity during the Civil War," Journal of Social History (2008) 41:843–866
- Wiley, Bell I. The Life of Billy Yank: The Common Soldier of the Union (1952)

### Stati e amministrazioni locali
- Tucker, Spencer, ed. American Civil War: A State-by-State Encyclopedia (2 vol 2015) 1019 pp  excerpt.
- Aley, Ginette et al. eds. Union Heartland: The Midwestern Home Front during the Civil War (2013)
- Bak, Richard. A Distant Thunder: Michigan in the Civil War. (2004). 239 pp.
- Baker, Jean H. The Politics of Continuity: Maryland Political Parties from 1858 to 1870 (1973)
- Baum, Dale. The Civil War Party System: The Case of Massachusetts, 1848–1876 (1984)
- Bradley, Erwin S. The Triumph of Militant Republicanism: A Study of Pennsylvania and Presidential Politics, 1860–1872 (1964)
- Castel, Albert. A Frontier State at War: Kansas, 1861–1865 (1958)
- Cole, Arthur Charles. The Era of the Civil War 1848–1870 (1919) on Illinois
- Coulter, E. Merton. The Civil War and Readjustment in Kentucky (1926),
- Current, Richard N. The History of Wisconsin: The Civil War Era, 1848–1873 (1976).
- Dee, Christine, ed. Ohio's war: the Civil War in documents (2006), primary sources  excerpt and text search.
- Dilla, Harriette M. Politics of Michigan, 1865–1878 (Columbia University Press, 1912)  online at Google books.
- Gallman, Matthew J. Mastering Wartime: A Social History of Philadelphia During the Civil War. (1990)
- Hall, Susan G. Appalachian Ohio and the Civil War, 1862–1863 (2008)
- Holzer, Harold. State of the Union: New York and the Civil War (2002) Essays by scholars
- Hubbard, Mark. Illinois's War: The Civil War in Documents (2012)  excerpt and text search.
- Karamanski, Theodore J. Rally 'Round the Flag: Chicago and the Civil War (1993).
- Leech, Margaret. Reveille in Washington, 1860–1865 (1941), Pulitzer Prize
- McKay Ernest A. The Civil War and New York City (1990)
- Miller, Richard F. ed. States at War, Volume 1: A Reference Guide for Connecticut, Maine, Massachusetts, New Hampshire, Rhode Island, and Vermont in the Civil War (2013)  excerpt.
- * Miller, Richard F. ed. States at War, Volume 2: A Reference Guide for New York in the Civil War (2014)  excerpt.
- Nation, Richard F. and Stephen E. Towne. Indiana's War: The Civil War in Documents (2009), primary sources  excerpt and text search.
- Niven, John. Connecticut for the Union: The Role of the State in the Civil War (Yale University Press, 1965)
- O'Connor, Thomas H. Civil War Boston (1999)
- Parrish, William E. A History of Missouri, Volume III: 1860 to 1875 (1973) (ISBN 0-8262-0148-2)
- Pierce, Bessie. A History of Chicago, Volume II: From Town to City 1848–1871 (1940)
- William Schouler, A History of Massachusetts in the Civil War, Boston, E.P. Dutton & Co, 1868, OCLC 2662693.
- Ponce, Pearl T. Kansas's War: The Civil War in Documents (2011)  excerpt and text search.
- Raus, Edmund J. Banners South: Northern Community at War (2011) about Cortland New York
- Roseboom, Eugene. The Civil War Era, 1850-1873, History of Ohio, vol. 4 (1944)  online., Detailed scholarly history
- Siddali, Silvana R. Missouri's War: The Civil War in Documents (2009), primary sources  excerpt and text search.
- Stampp, Kenneth M. Indiana politics during the Civil War (1949)
- Taylor, Paul. "Old Slow Town": Detroit during the Civil War (Detroit: Wayne State University Press, 2013). x, 248 pp.
- Thornbrough, Emma Lou. Indiana in the Civil War Era, 1850–1880 (1965)
- Ware, Edith E. Political Opinion in Massachusetts during the Civil War and Reconstruction, (1916).  full text online.

### Donne e famiglia
- Anderson, J. L. "The Vacant Chair on the Farm: Soldier Husbands, Farm Wives, and the Iowa Home Front, 1861–1865," Annals of Iowa (2007) 66: 241–265
- Attie, Jeanie. Patriotic Toil: Northern Women and the American Civil War (1998). 294 pp.
- Bahde, Thomas. "'I never wood git tired of wrighting to you.'" Journal of Illinois History (2009). 12:129-55
- Giesberg, Judith. Army at Home: Women and the Civil War on the Northern Home Front (2009)  excerpt and text search.
- Giesberg, Judith Ann. "From Harvest Field to Battlefield: Rural Pennsylvania Women and the U.S. Civil War," Pennsylvania History (2005). 72: 159–191
- Harper, Judith E. Women during the Civil War: An Encyclopedia. (2004). 472 pp.
- Marten, James. Children for the Union: The War Spirit on the Northern Home Front. Ivan R. Dee, 2004. 209 pp.
- Massey, Mary. Bonnet Brigades: American Women and the Civil War (1966), excellent overview North and South; reissued as Women in the Civil War (1994)
  - Giesberg, Judith. "Mary Elizabeth Massey and the Civil War Centennial." Civil War History 61.4 (2015): 400-406.  online.
- Rodgers, Thomas E. "Hoosier Women and the Civil War Home Front," Indiana Magazine of History 97#2 (2001), pp. 105–128  in JSTOR.
- Silber, Nina. Daughters of the Union: Northern Women Fight the Civil War. (Harvard UP, 2005). 332 pp.
- Venet, Wendy Hamand. A Strong-Minded Woman: The Life of Mary Livermore. (U. of Massachusetts Press, 2005). 322 pp.

### Fonti primarie
- American Annual Cyclopaedia for 1861 (N.Y.: Appleton's, 1864)., an extensive collection of reports on each state, Congress, military activities and many other topics; annual issues from 1861 to 1901
- Appletons' annual cyclopedia and register of important events: Embracing political, military, and ecclesiastical affairs; public documents; biography, statistics, commerce, finance, literature, science, agriculture, and mechanical industry, Volume 3 1863 (1864)., thorough coverage of the events of 1863
- Angle, Paul M. e Earl Schenck Miers, eds. Tragic Years, 1860–1865: A Documentary History of the American Civil War – Vol. 1 1960  online edition. URL consultato il 7 marzo 2018 (archiviato dall'url originale il 25 maggio 2012).
- Carter, Susan B., ed. The Historical Statistics of the United States: Millennial Edition (5 vols), 2006; online at many universities
- Commager, Henry Steele, ed. The Blue and the Gray. The Story of the Civil War as Told by Participants. (1950), excerpts from primary sources
- Dee, Christine, ed. Ohio's War: The Civil War in Documents. (2007). 244 pp.
- Freidel Frank, ed. Union Pamphlets of the Civil War, 1861–1865 (2 vol. 1967)
- Hesseltine, William B. ed.; The Tragic Conflict: The Civil War and Reconstruction (1962), excerpts from primary sources  online edition. URL consultato il 7 marzo 2018 (archiviato dall'url originale il 25 maggio 2012).
- Marten, James, ed. Civil War America: Voices from the Home Front. (2003). 346 pp.
- Risley, Ford, ed. The Civil War: Primary Documents on Events from 1860 to 1865. (2004). 320 pp.
- Siddali, Silvana R. Missouri's War: The Civil War in Documents (2009), 256 pp  excerpt and text search.
- Sizer, Lyde Cullen and Jim Cullen, ed. The Civil War Era: An Anthology of Sources. (2005). 434 pp.
- Smith, Charles Winston and Charles Judah, eds. Life in the North during the Civil War: A Source History (1966)
- Voss-Hubbard, Mark, ed. Illinois's War: The Civil War in Documents (2013)  online review.
- diaries, journals. reminiscences.
- The Peoples Contest: A Civil War era digital archiving project", access to primary sources from Pennsylvania, especially newspapers and other resources.